# Komáromszentpéter
Komáromszentpéter (szlovákul Svätý Peter, korábban Dolný Peter, általánosan használt nevén Szentpéter) község Szlovákiában, a Nyitrai kerületben, a Komáromi járásban.

## Fekvése
Szentpéter Komáromtól 15 km-re északkeletre fekszik, dombos vidéken, a Dzsinzsa-patak mentén. Közigazgatási területe 34,3 km², mely hosszan elnyúlik a Madari-dombok felől nyugatra, a mátyusföldi síkságon át egészen az Öreg-Nyitráig.
Szentpétert délről Komárom, Hetény, Izsa és Marcelháza, keletről Újpuszta és Madar, északról Perbete, Újgyalla és Ógyalla határolja.

## Élővilága

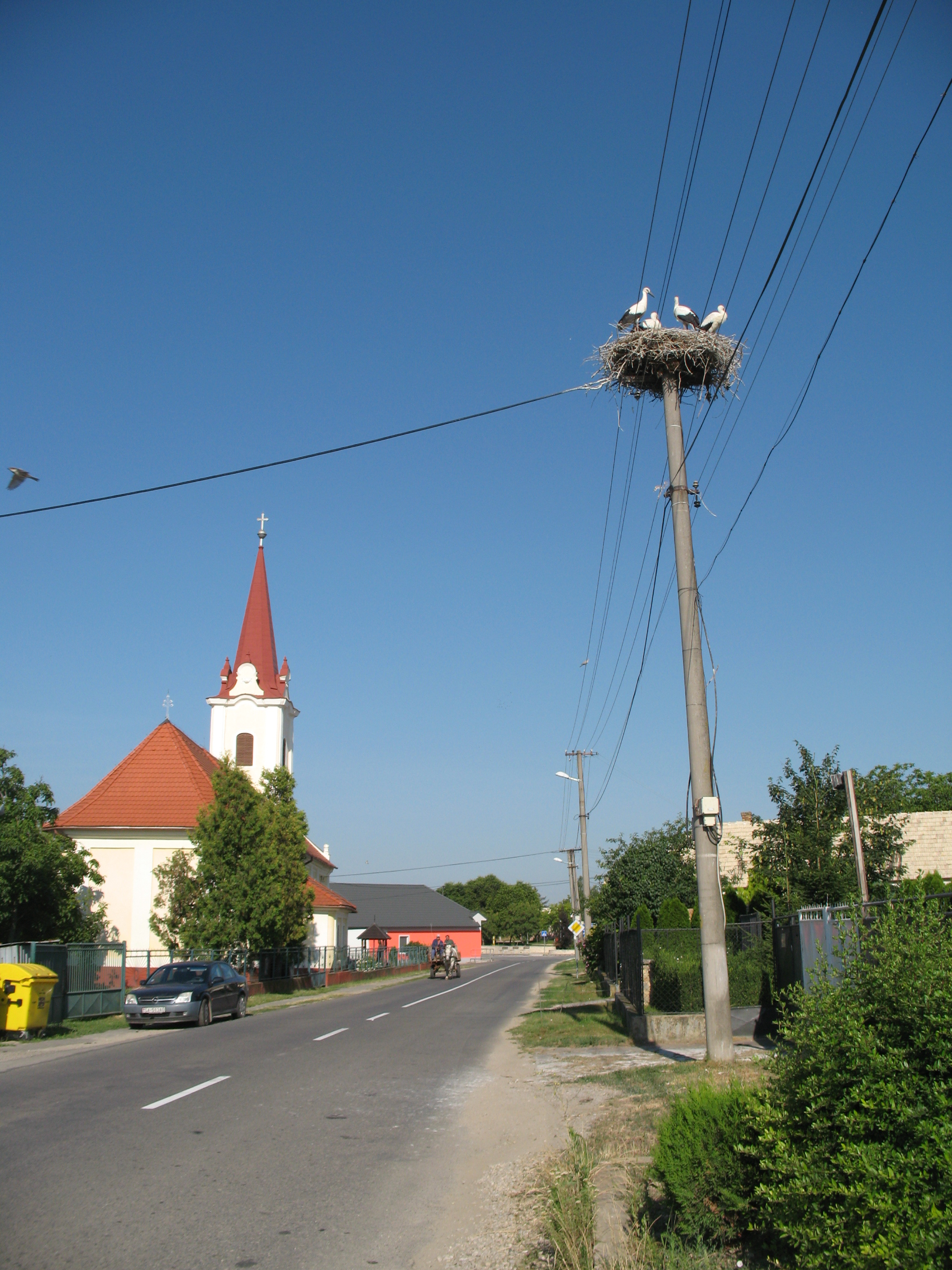
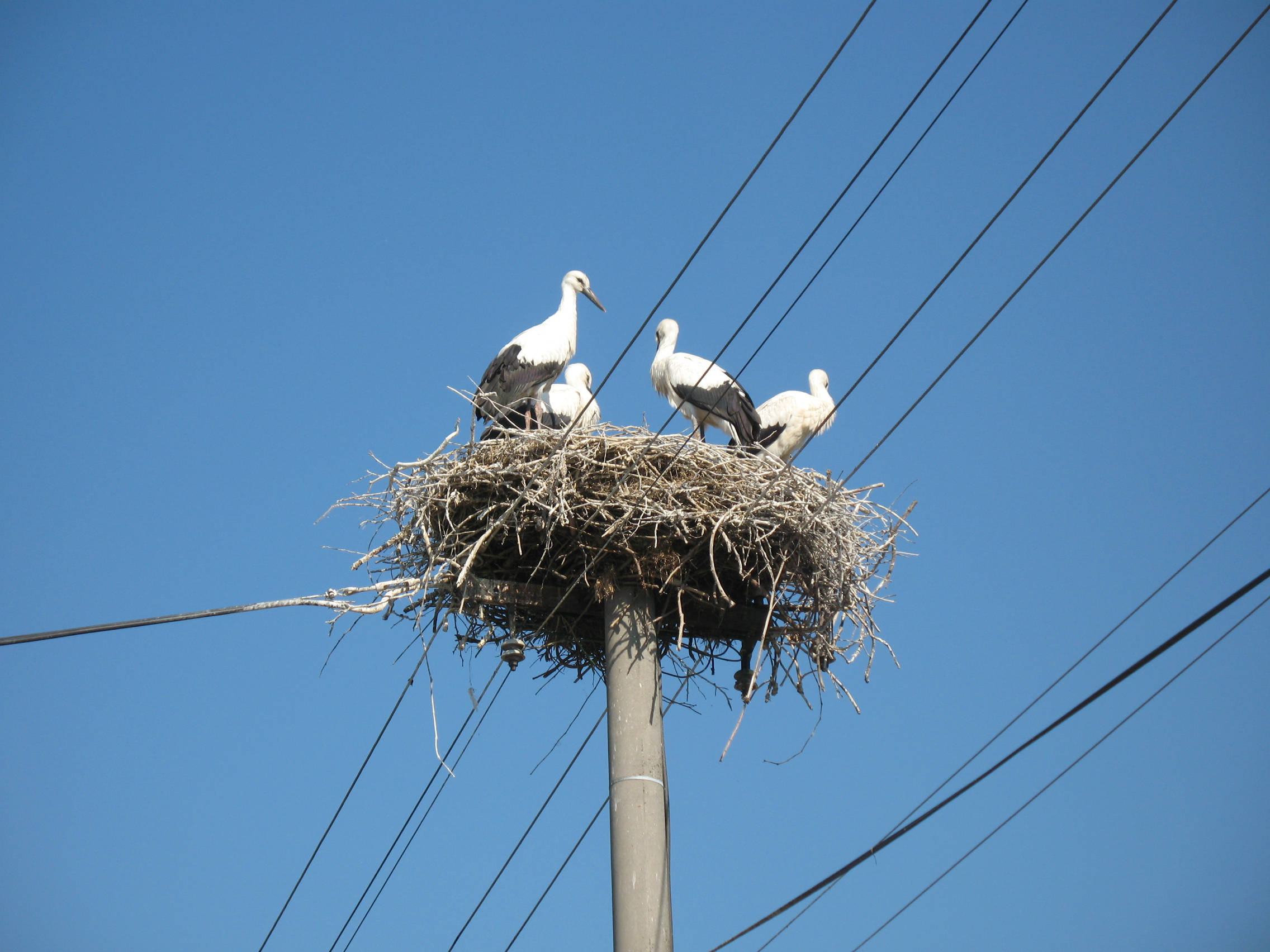
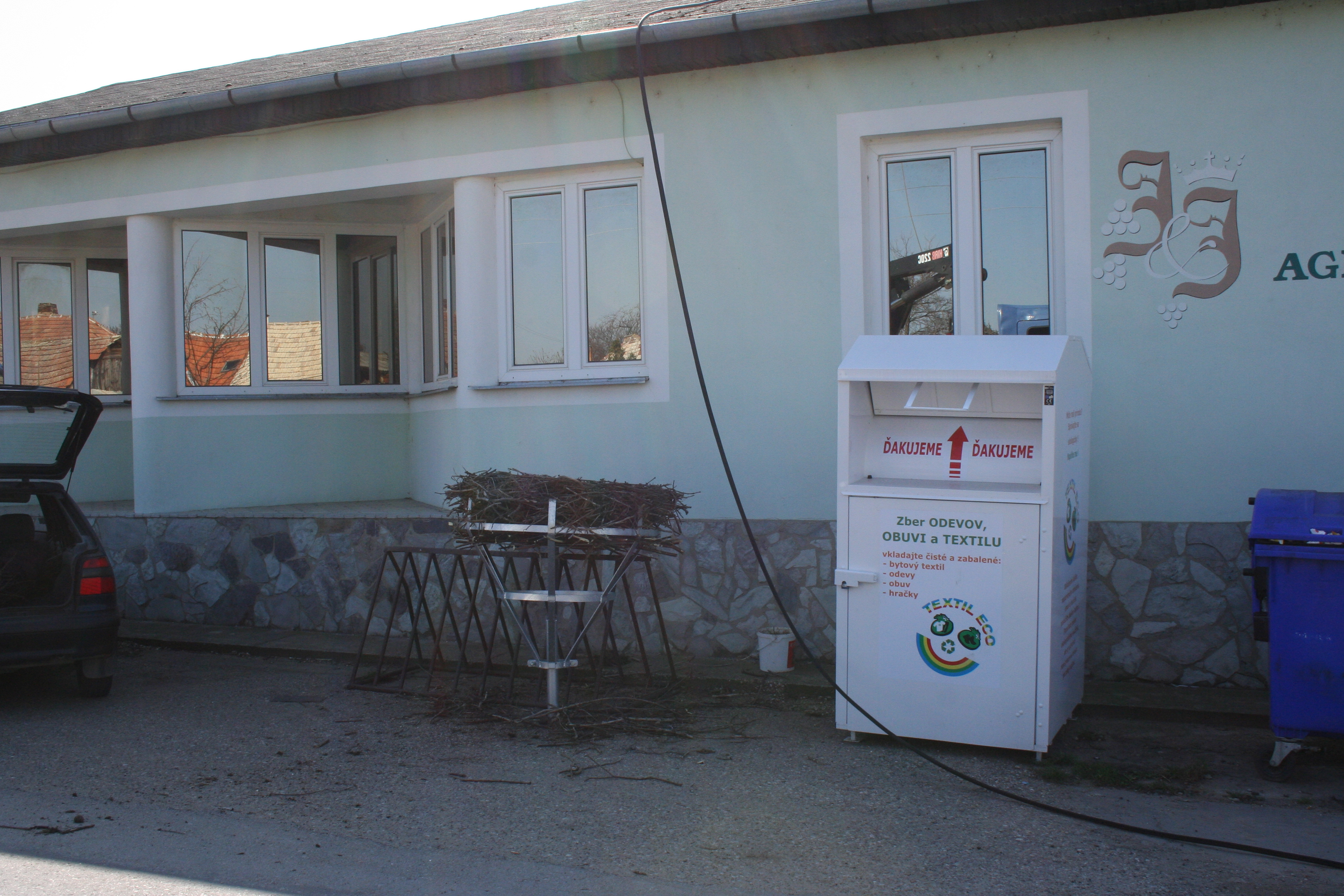
2014
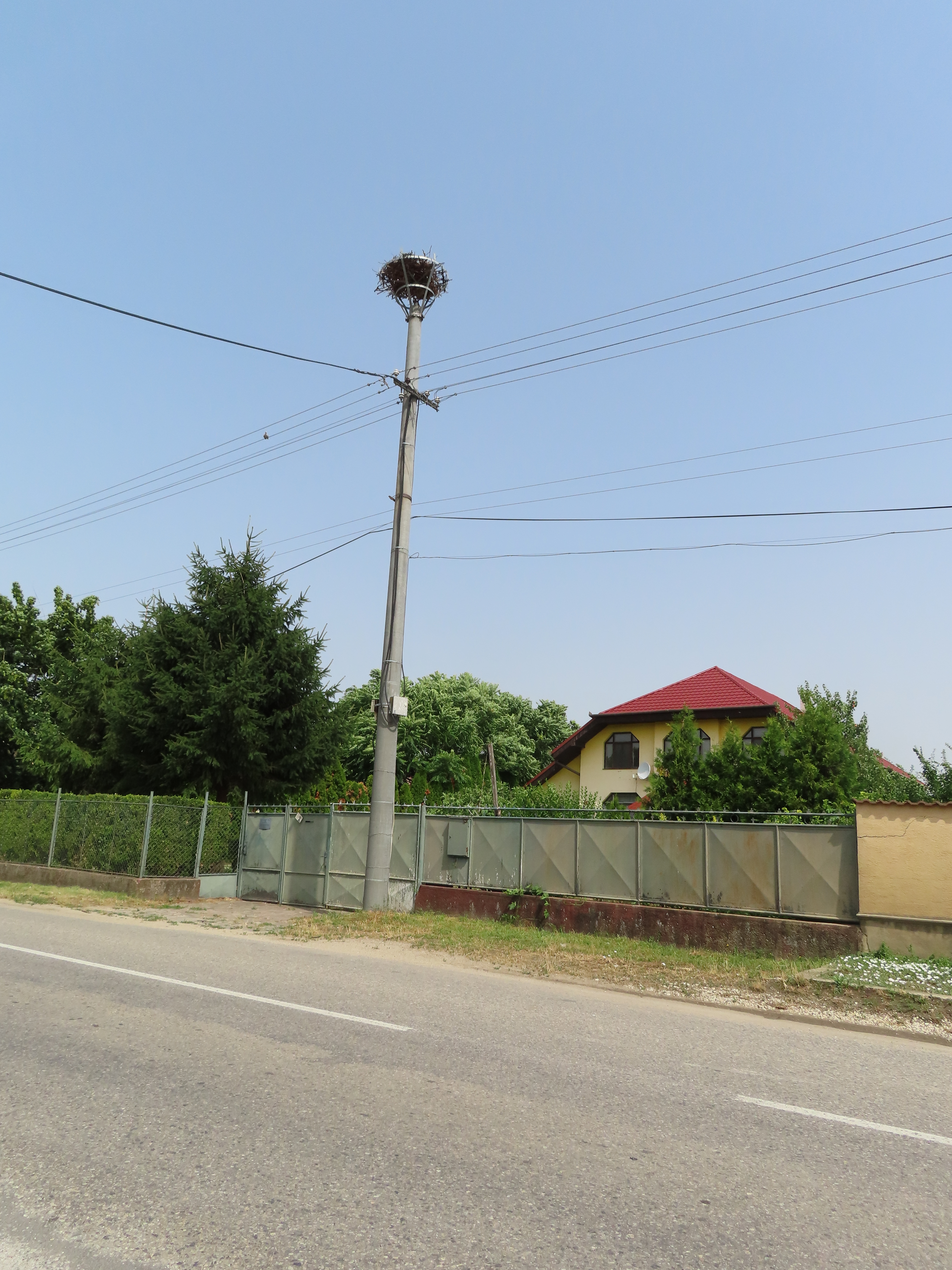
2021

Szentpéteren egy gólyafészket tartanak nyilván 2012 óta, ebben 2013-ban 4 gólyafióka nevelkedett. 2014. március 13-án a gólyafészket alátétre helyezték, majd a költésből 2 fióka volt. 2015 óta nem volt fióka.

## Nevének eredete

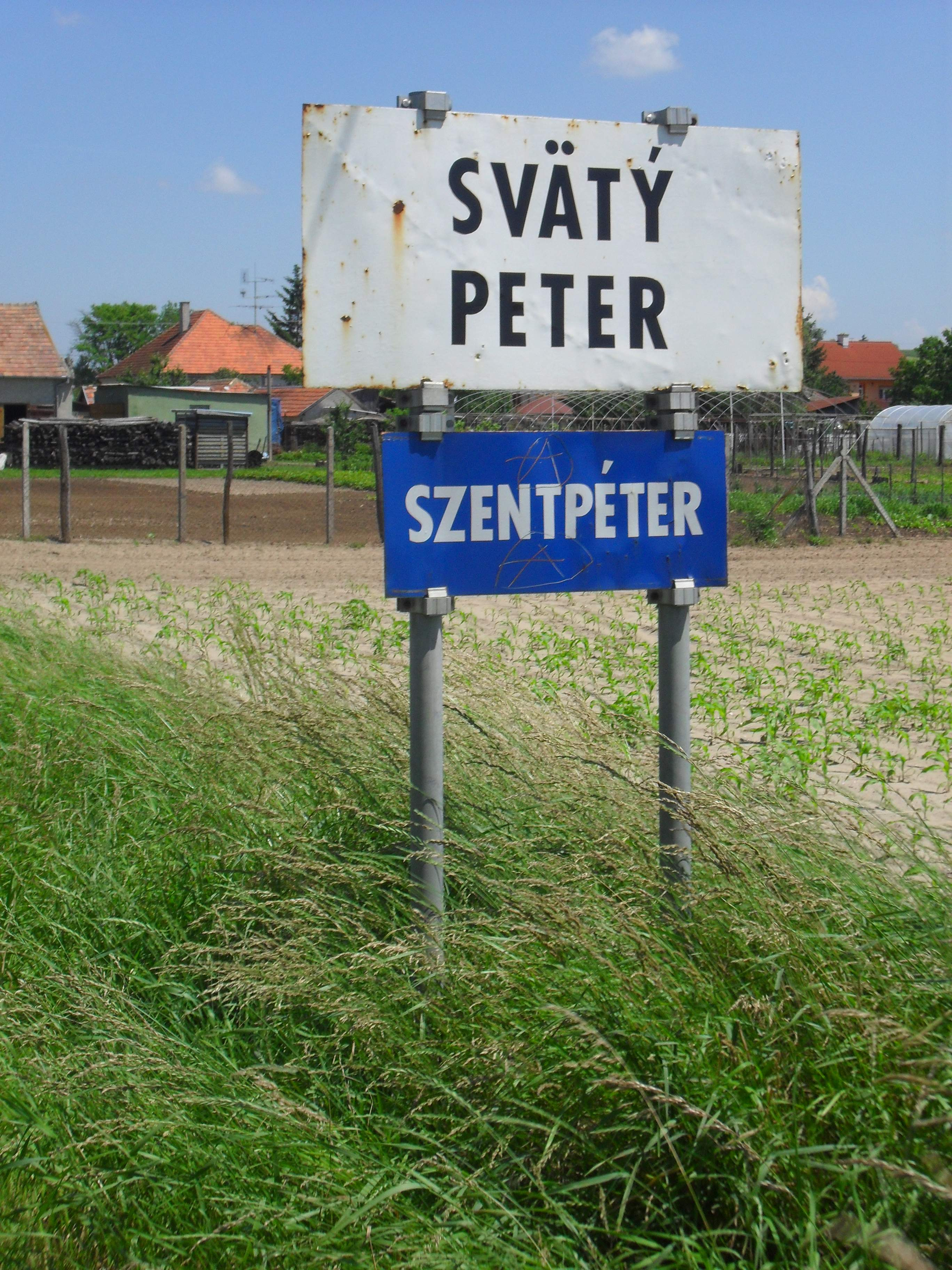
A falu helységnévtáblája 2010-ben

A legkorábbi fennmaradt írott forrásokban templomos helyként a templom védőszentje után egyszerűen Szent Péter különböző latin és magyar formáiban jelent meg. 1909-ben a Komáromszentpéter hivatalos magyar formát állapították meg, de ennek használata már korábbról is eredeztethető. Az első bécsi döntést követően újból és mindvégig ezt a hivatalos magyar formát használták.
Az 534/2011 sz. szlovák kormányrendeletének melléklete értelmében a szlovákiai közigazgatásban használható magyar forma Szentpéter (ezt használják az önkormányzatok a hivatalos érintkezésben és ez szerepel többek között a helységnévtáblákon is). A kisebbségi kormánybiztos hivatala által összeállított lista azonban nem veszi figyelembe még a szlovákiai azonos magyar névalakokat sem (Szlovákiában legalább 5 Szentpéter létezik, ebből az utolsó hivatalos magyar névadási hullám alapján az egyszerű alakú Szentpéter Liptóban található), mint ahogy a lista szlovák politikai befolyásoltsága is egyértelmű (kiváltképp e falu esetében is). A második világháború után Csehszlovákiában a jogfosztások ideje alatt a magyar nyelv használatát előbb betiltották, majd korlátozták. A szlovák jogrend értelmében a településeknek vagy azok részeinek ma is csak egy hivatalos szlovák neve van, tehát a magyar helységnévhasználat a kormányrendeletek mellékletei ellenére nem minősülnek hivatalos helynévnek.

## Története
Területe már az bronzkorban is lakott volt, sírokat, szláv és honfoglalás kori temetőt tártak fel határában. Az 1332-ben épült Szent Péter-templom mellett létesült, ekkoriban Sanctus Petrus (Zenthpeter) néven említik és a komáromi vár birtoka volt. A török portyázások idején csaknem teljesen elpusztult, 1659-ben a Zichy-család kapta adományba. 1849-ben harci cselekmények színhelye, a közeli erdő szélén táboroztak a béketárgyalások idején az orosz egységek, a helyet ma is Muszkakőnek hívják.
Fényes Elek geográfiai szótárában így ír a községről: "Szent-Péter, magyar falu, Komárom vmegyében, Komáromhoz 1 3/4 mfd. 1190 r. kath., 997 reform., 23 zsidó lak., kath. és reform. anyaegyházakkal. Határának nagyobb része róna, kisebb részben dombos. Földje fekete és sárga homok, de mind a mellett igen termékeny; rétjeit a Zsitva árjai rongálják. Van itt 109 1/2 egész urbéri telek, szőlőhegy, uradalmi szeszgyár, és jeles birkatenyésztés. Birja gr. Zichy Miklós, de hajdan a komáromi várhoz tartozott."
A trianoni békeszerződésig Komárom vármegye Udvardi járásához tartozott.
A második világháború után a község lakosságának mintegy egynegyedét kitelepítették Magyarországra, helyükre magyarországi, romániai és jugoszláviai szlovákokat telepítettek.
2010. júniusában a Dzsinzsa-patak áradása súlyos károkat okozott a községben.

## Népessége
| Év:            | 1994. | 2004.   | 2014.   | 2024.   |
| -------------- | ----- | ------- | ------- | ------- |
| Emberek száma: | 2636  | 2611    | 2745    | 2700    |
| Eltérés:       |       | -0,94 % | +5,13 % | -1,63 % |

| Év:            | 2023. | 2024.   |
| -------------- | ----- | ------- |
| Emberek száma: | 2708  | 2700    |
| Eltérés:       |       | -0,29 % |

1880-ban 2376 lakosából 2297 magyar és 4 szlovák anyanyelvű volt.
1910-ben 2959 lakosából 2881 magyar és 32 szlovák anyanyelvű volt.
1921-ben a községnek 2851 lakosa volt, ebből 2665 (93,5%) magyar, 152 (5,3%) pedig csehszlovák nemzetiségű.
1930-ban 2979 lakosából 2677 magyar, 240 csehszlovák, 17 zsidó, 6 német, 7 egyéb nemzetiségű és 32 állampolgárság nélküli volt.
1941-ben 3136 lakosából 3111 magyar és 12 csehszlovák volt.
1970-ben 3277 lakosából 2456 magyar és 809 szlovák volt.
1980-ban 3135 lakosából 2330 magyar és 782 szlovák volt.
1991-ben 2671 lakosából 2012 magyar és 626 szlovák volt.
2001-ben 2621 lakosából 1930 (73,6 %) magyar, 675 (25,8%) pedig szlovák nemzetiségű volt. Ugyanebben az évben 1996 (76,1 %) római katolikus, 291 (11,1%) református, 170 (6,4 %) evangélikus vallású lakosa volt a községnek.
2011-ben 2734 lakosából 1870 magyar (68,4 %) és 780 szlovák (28,5 %) volt.
2021-ben 2735 lakosából 1776 magyar, 806 szlovák, 5 cigány, 11 egyéb és 137 ismeretlen nemzetiségű volt.

## Gazdaság
A szőlőtermesztéséről és bortermeléséről híres faluban nagyon sok magánvállalkozás is működik (tésztagyár, kukoricapehely gyártás, viaszgyertyákat előállító üzem).

## Oktatás, kultúra
- Kossányi József Magyar Tannyelvű Alapiskola és Óvoda – az alapiskola 2003-ban vette fel Kossányi József nevét.
- Szentpéteri Napsugár Óvoda

## Neves személyek
- Itt született 1833-ban Tóth Gábor (1833-1883) kereskedelmi akadémiai tanár.
- Itt született 1856-ban (Gróf) Zichy Miklós (1856–1915) katonatiszt, királyi kamarás, politikus és a Zichy család tagja.
- Itt született 1863-ban Kollányi Ferenc (1863–1933) egyháztörténész, könyvtáros, levéltáros, az MTA tagja.
- Itt született 1874-ben Kollányi Ödön (1874-1957) tanár, kalocsai polgári iskolai igazgató, szerkesztő.
- Itt született 1908-ban Kossányi József (1908–1988) költő, kritikus és tanár, akiről a helyi alapiskolát és a szentpéteri cserkészcsapatot is elnevezték.
- Itt született 1936-ban Papp Gábor magyar festő.
- Itt szolgált Szily Ferenc (1755-1836) plébános, prépost.
- Itt szolgált Ipolyi Arnold (1823-1886) besztercebányai, majd nagyváradi püspök, valóságos belső titkos tanácsos, az MTA igazgató tagja, a Kisfaludy Társaság tagja.
- Itt szolgált Sedivy László (1870-1944) nyitrai református lelkész, embermentő.
- Itt szolgált Szecsányi Gyula (1851-1923) katolikus esperes, plébános, tanfelügyelő.
- Itt szolgált Galambos Zoltán (1894-1973) református lelkipásztor, lapszerkesztő, teológiai fordító.
- Itt szolgált Elek Lajos (1921-2007) plébános.
- Itt ásatott Mikuláš Dušek (1913-1994) szlovák régész, a révkomáromi Duna Menti Múzeum második világháború utáni első igazgatója.

## Nevezetességei
- Szent Mártonnak szentelt, barokk római katolikus temploma eredetileg 1730-ban épült egy régebbi templom helyén, az 1763-as földrengés után építették újjá. A templomot 2006-ban újították fel.
- Református temploma 1784-ben épült klasszicista stílusban, orgonája 1935-ből való.
- Evangélikus temploma 1956-ban épült.
- A Zichy-kastély a 18. században épült, jelenleg[13] romos állapotban van. A kastélyt körülvevő parkot a Zichyek létesítették a 19. század végén. A védett park területe 4,41 hektár.[14]
- A községben fennmaradt egy 1926-ban épült régi malom. Ezt azonban felújították, majd lakóépületté alakították át 2020 és 2021 között.
- A temetőben található a Zichyek családi síremléke. A református temető kapuját Kosdi Péter állíttatta 1931-ben.
- A községi hivatal falán található mozaik 1988-ban készült.

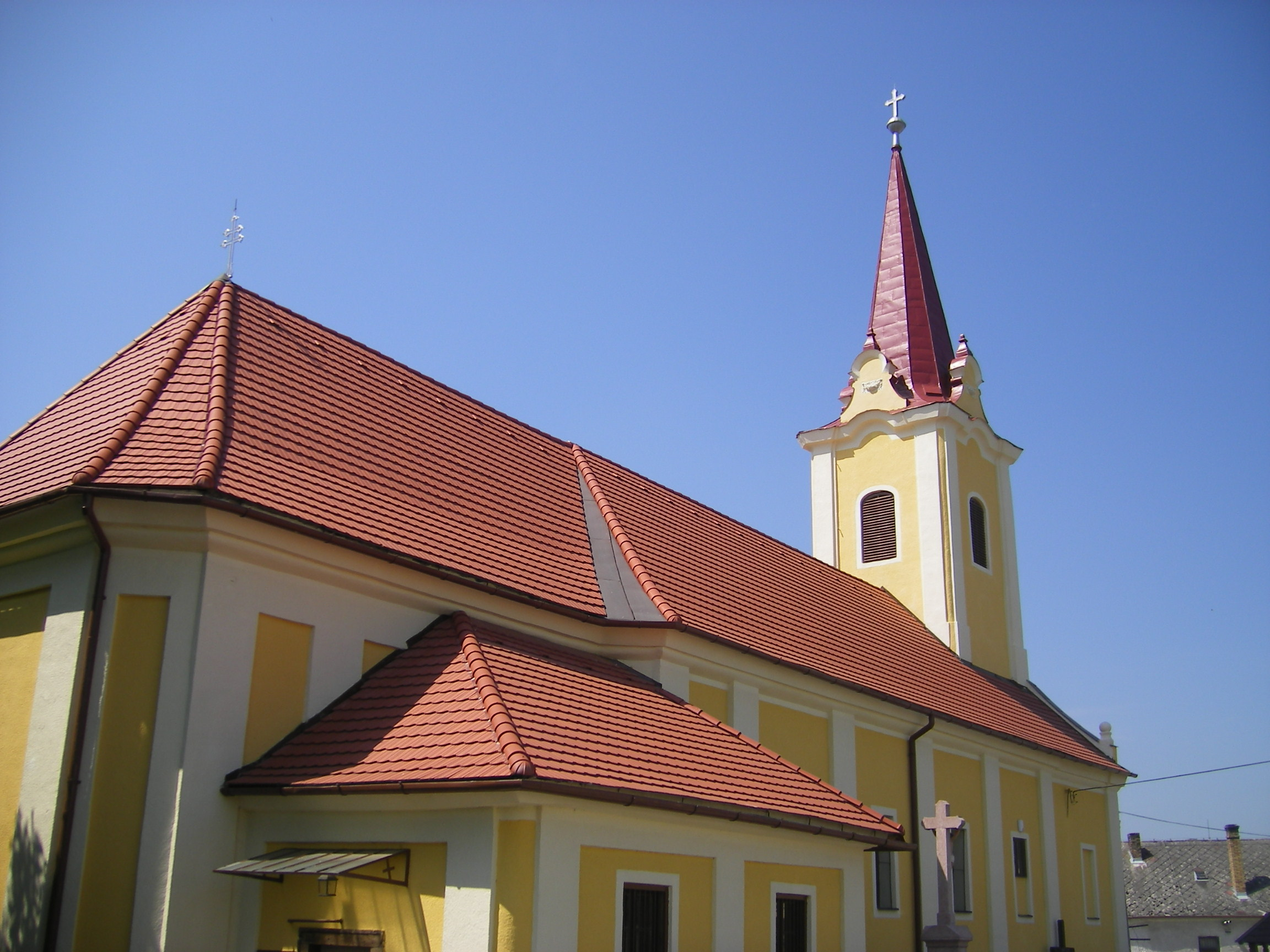
Katolikus templom
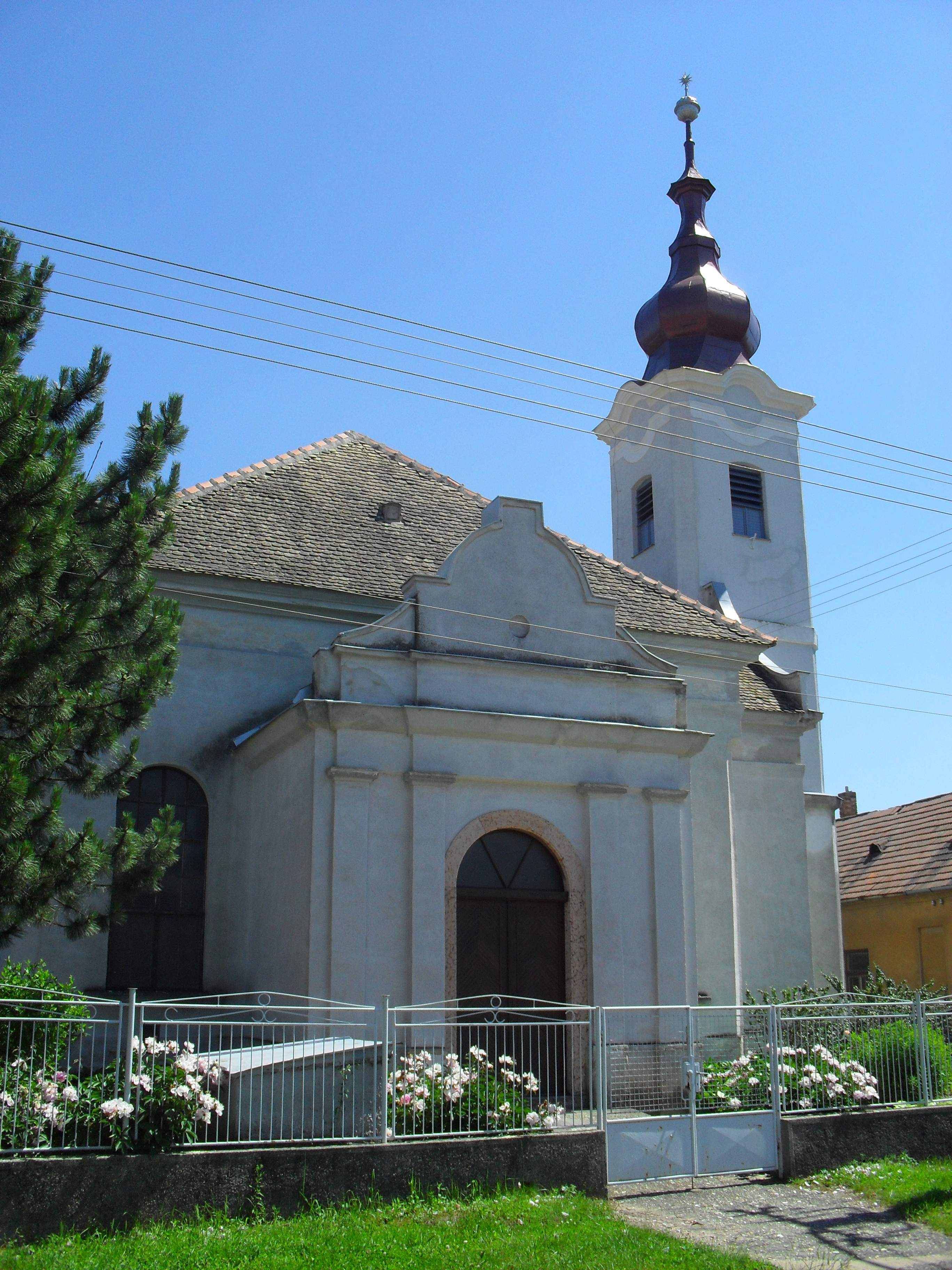
Református templom
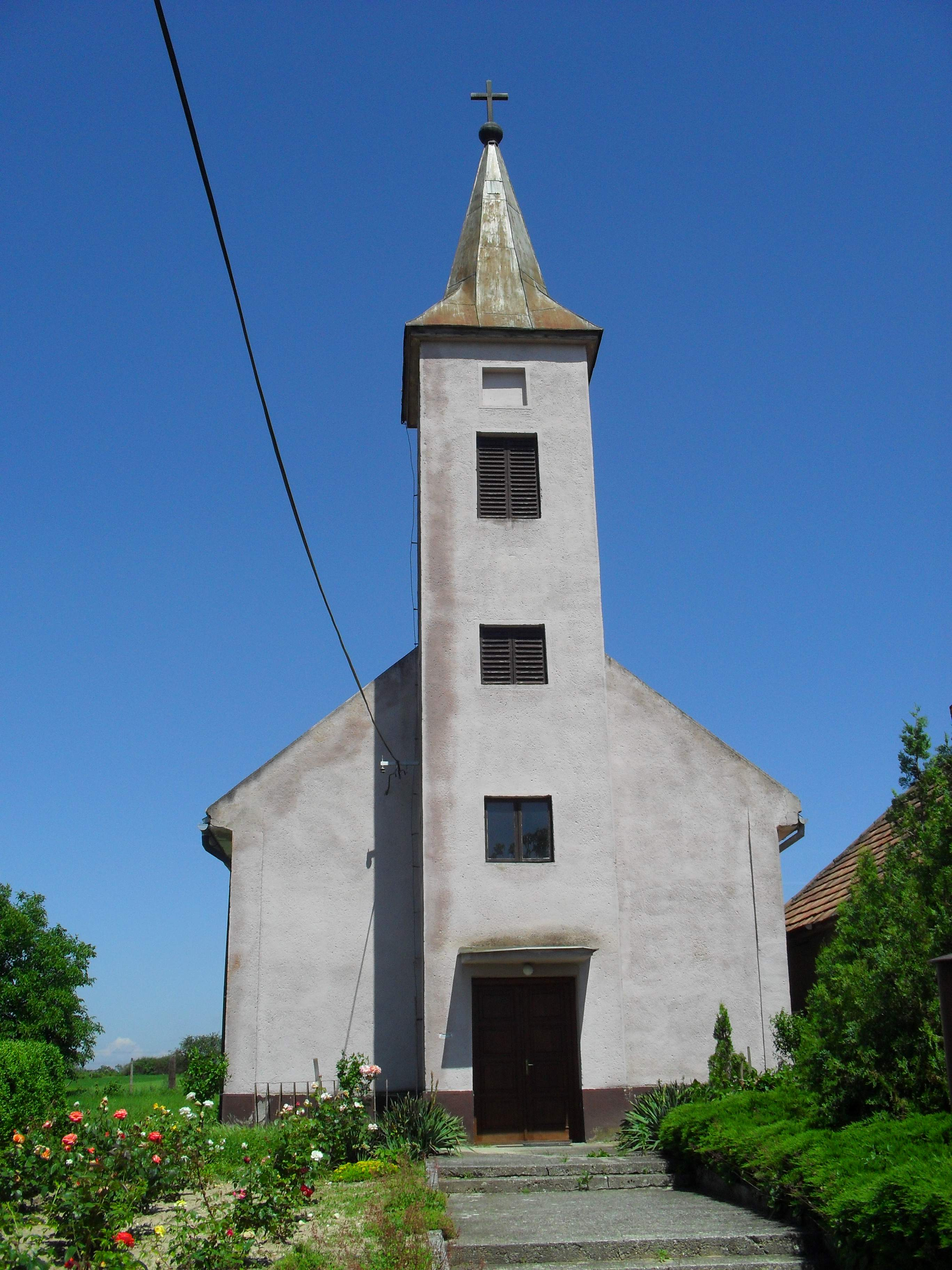
Evangélikus templom
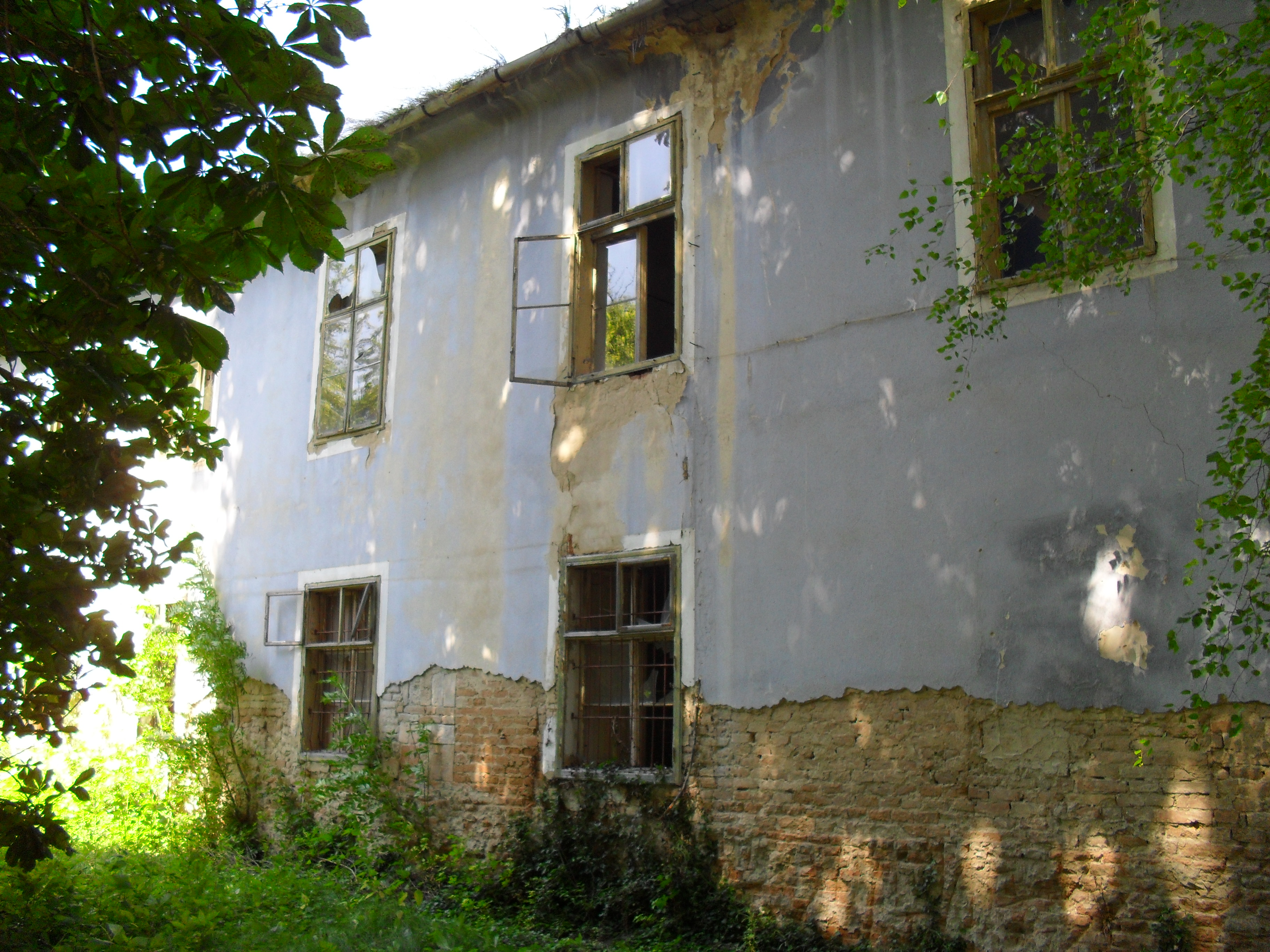
Zichy-kastély
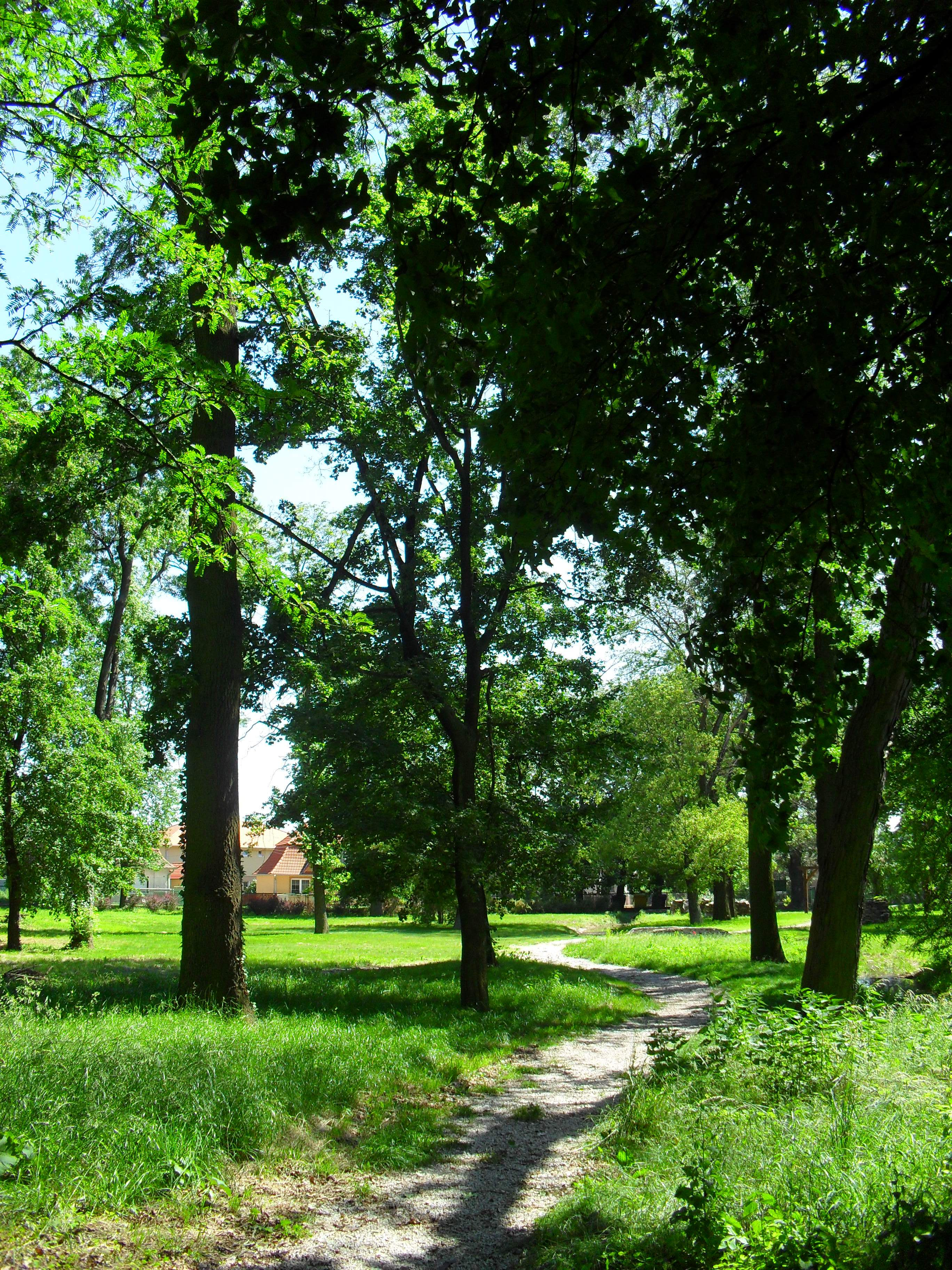
Kastélypark
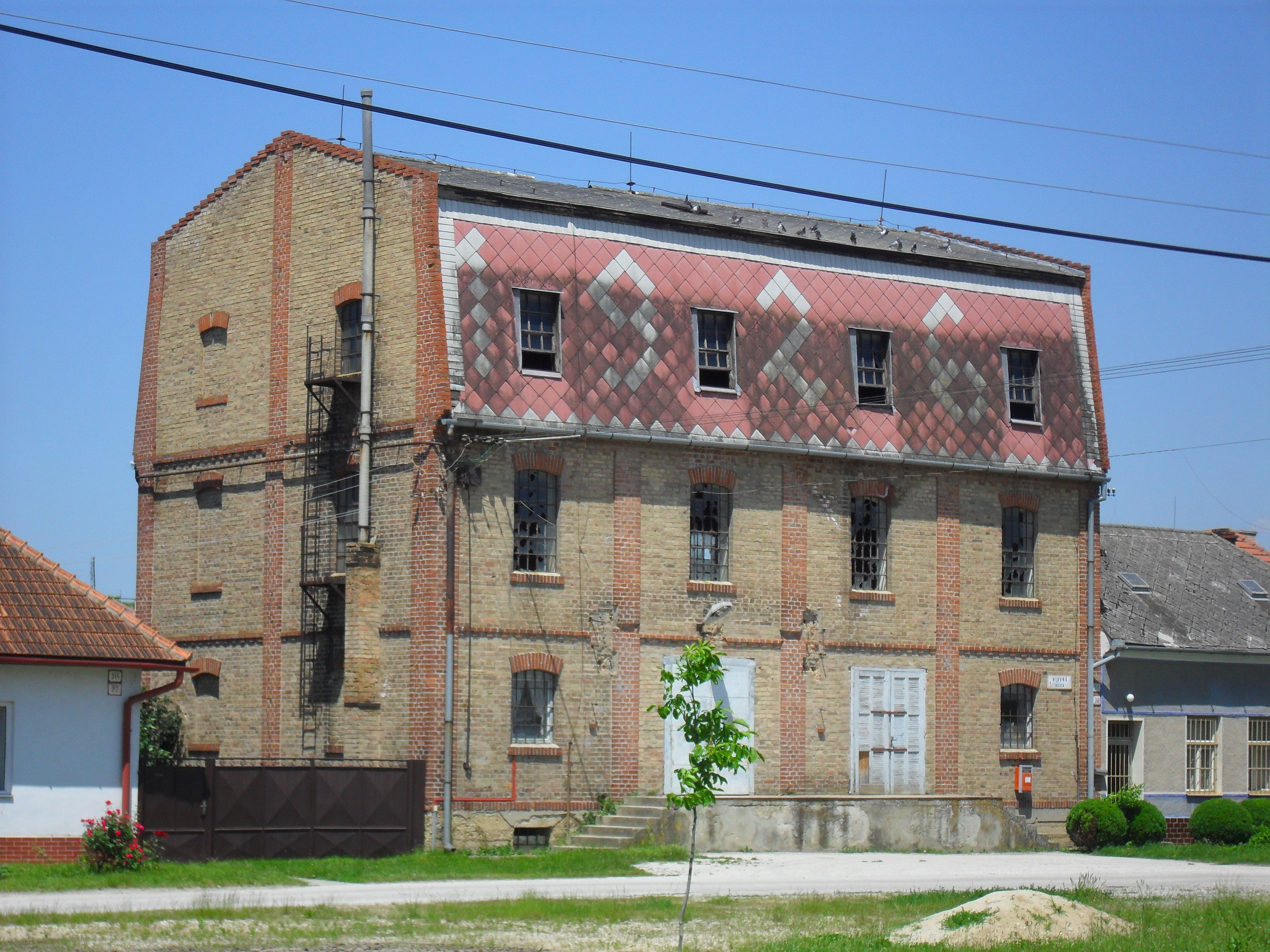
Malom
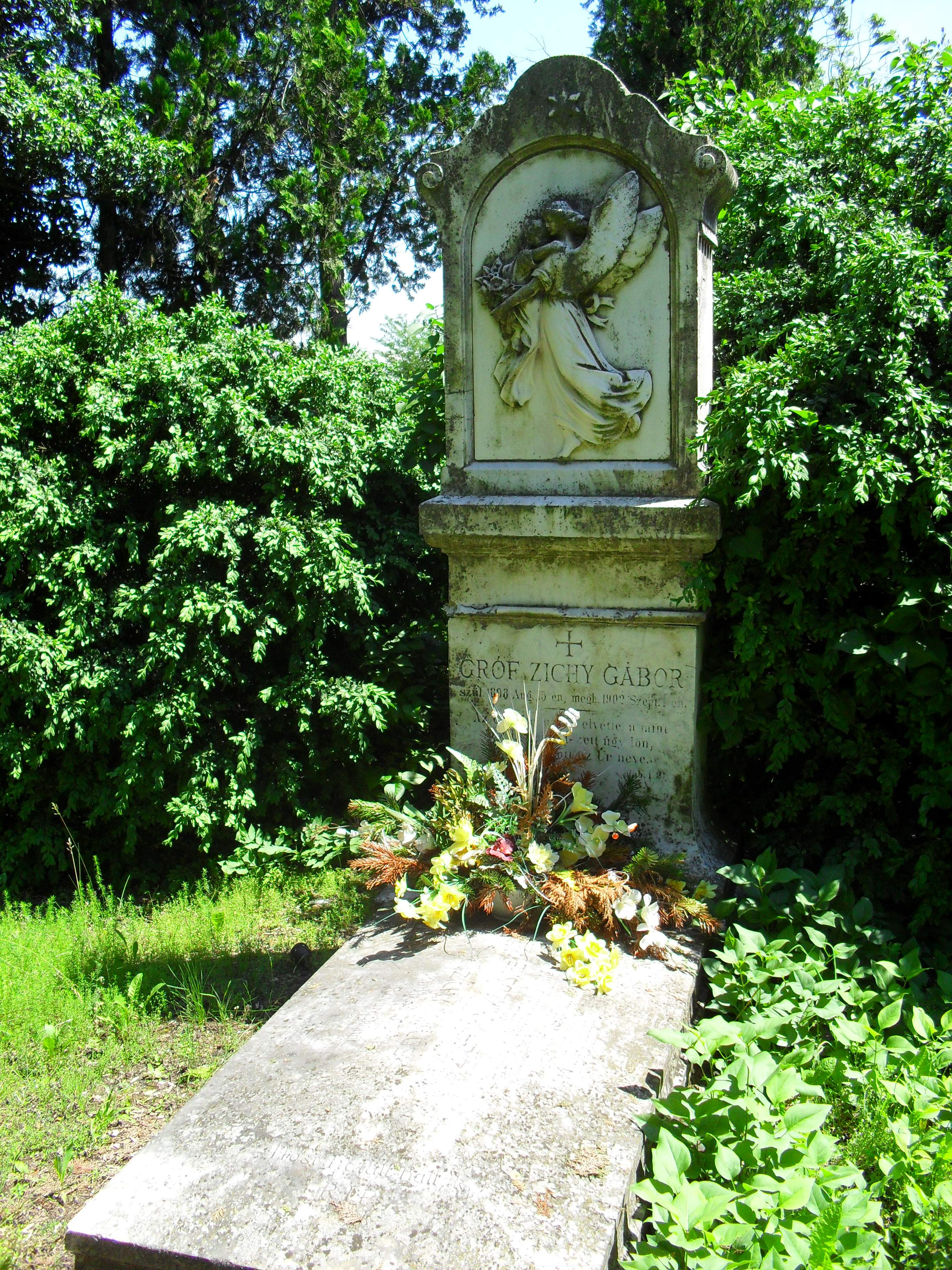
Zichy-síremlék
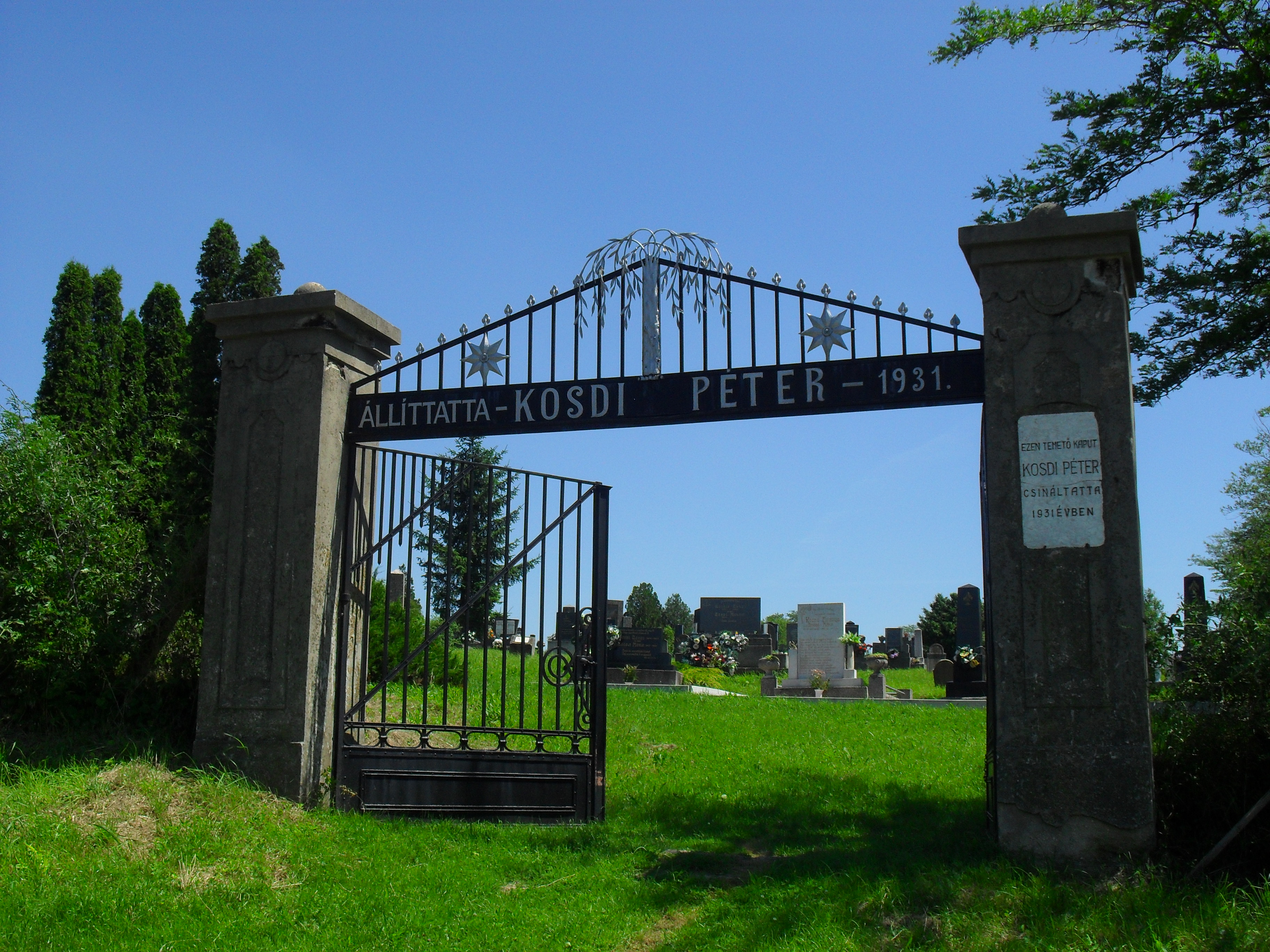
Temetőkapu
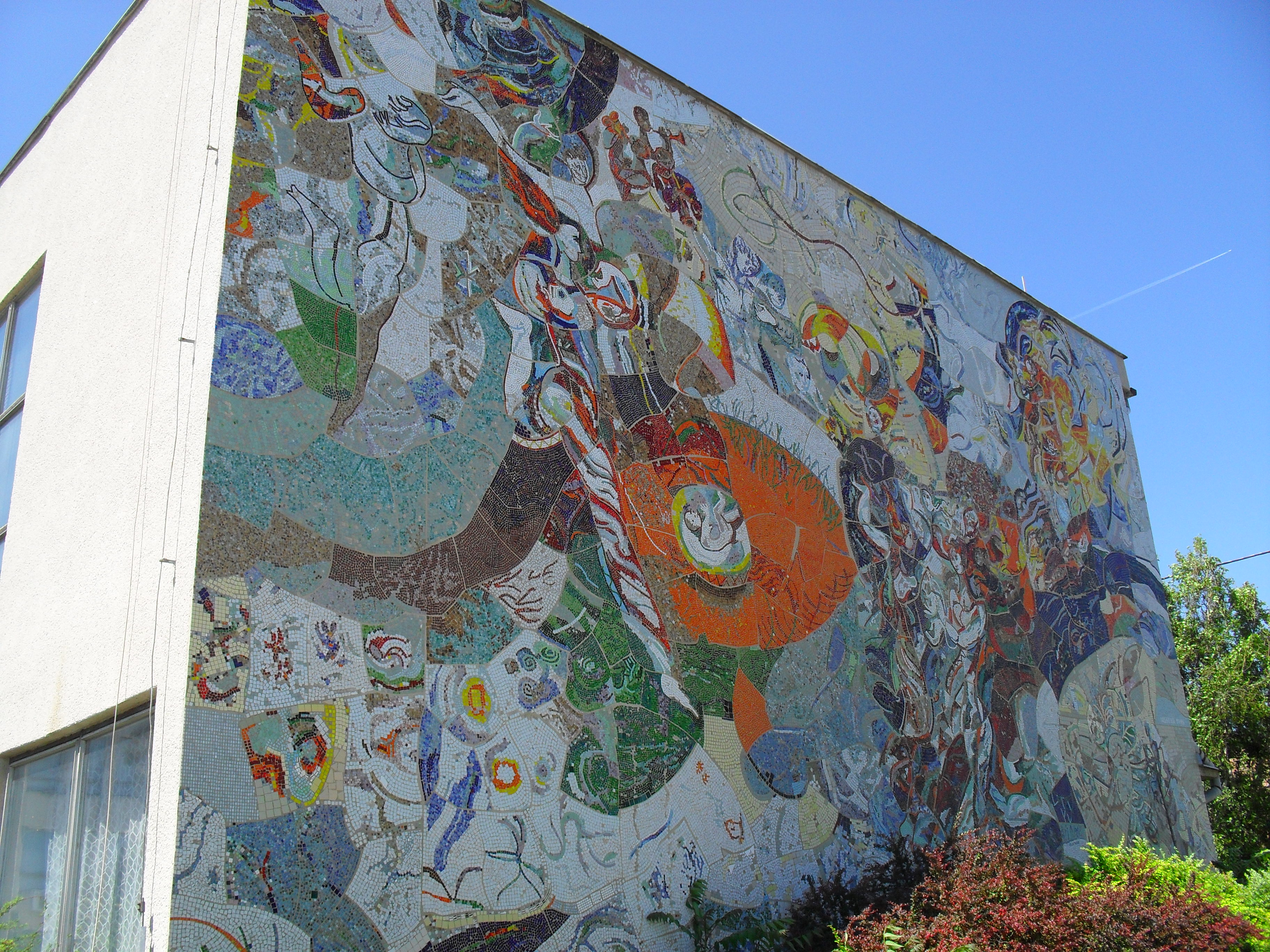
Mozaik

### Emlékművek, emléktáblák
- A két világháború szentpéteri áldozatainak emlékműve, valamint a községben elesett szovjet katonák emlékműve a temetődombon található.
- A református templom udvarában 2003-ban kopjafát (Csicsói Nagy Géza alkotása) állítottak a sztálinista diktatúra áldozatainak emlékére.
- Zichy Miklós faragott emlékműve a kastélyparkban található.
- A községi hivatal előtt áll a honfoglalás 1100. évfordulójára 1996-ban emelt kopjafa.
- A községi hivatal előtt álló, idős férfit ábrázoló kopjafát 2006-ban helyezték el.
- Kossányi József emléktáblája a községi hivatal épületében található. A róla elhelyezett alapiskolában 2010. március 21-én avatták fel emléktábláját és mellszobrát.[15]
- A katolikus templom előterében található a templom felújításának emléktáblája, melyet 2006. november 26-án helyeztek el.
- A református templomban három emléktábla található:
  - A reformáció 400. évfordulójára 1917-ben felavatott emléktábla;
  - Az első világháborúban elesettek emlékére 1924-ben felavatott emléktábla;
  - A kitelepítések 50. évfordulójára 1997-ben felavatott emléktábla.

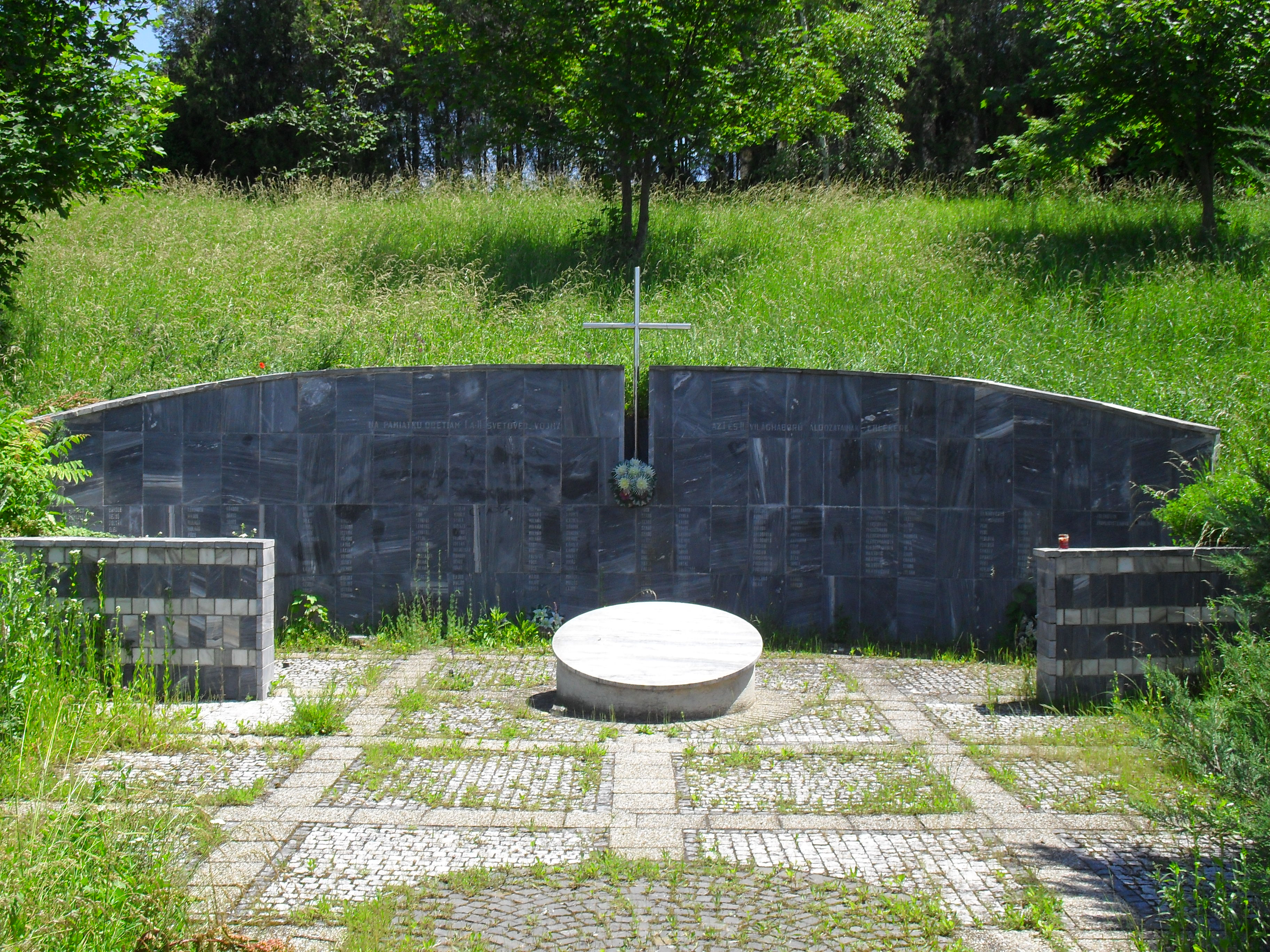
Világháborús emlékmű
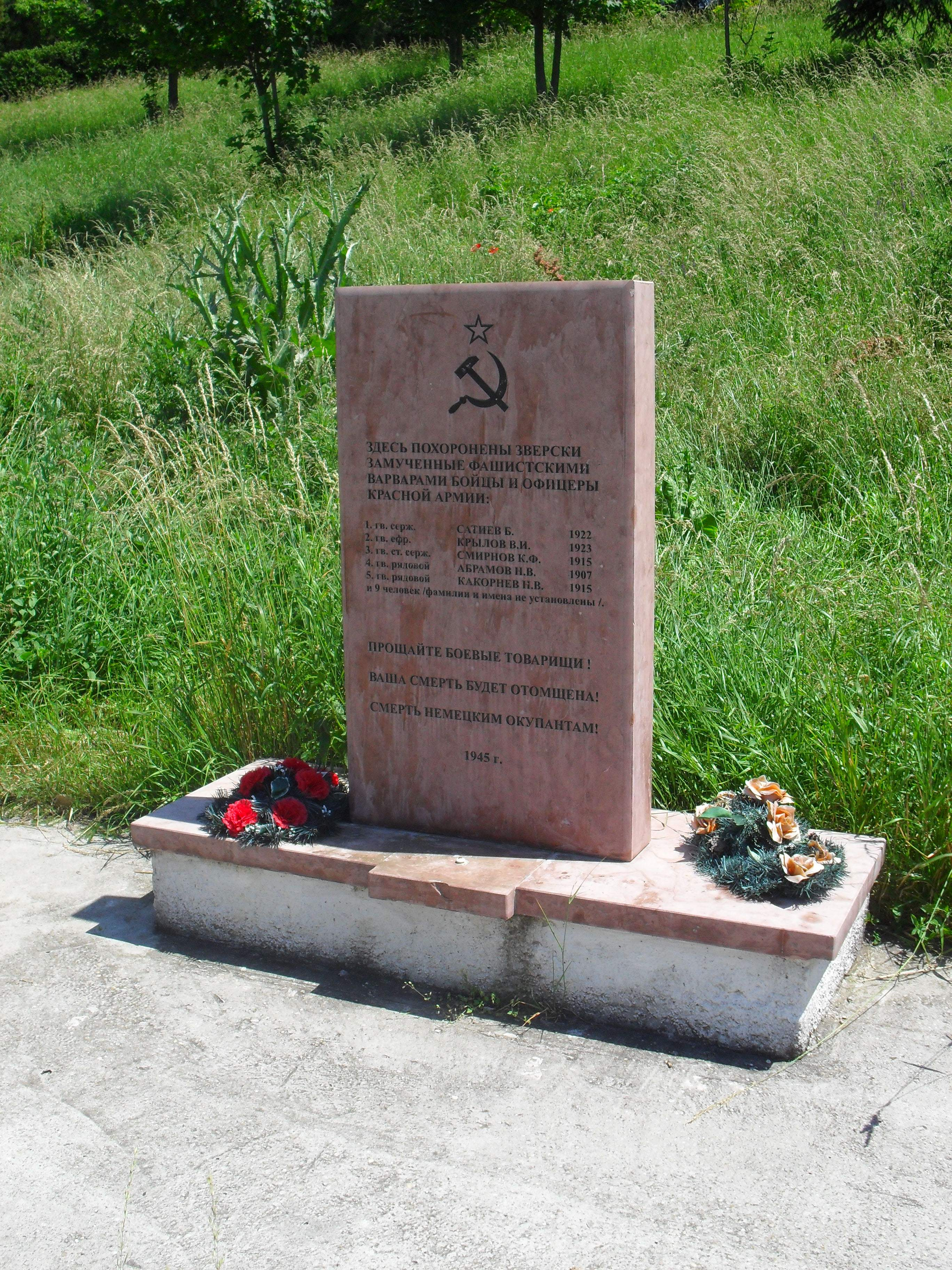
Szovjet katonák emlékműve
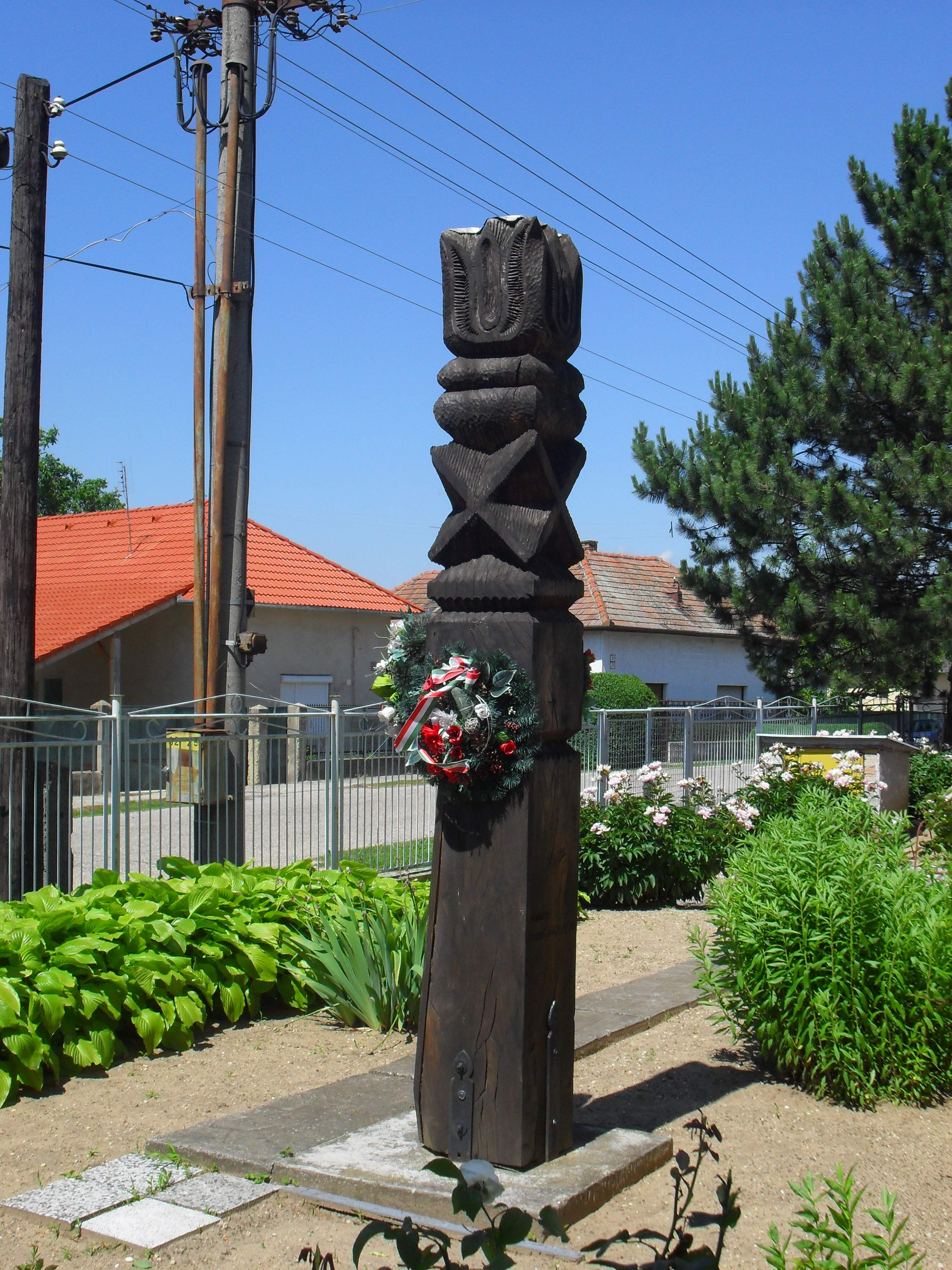
A diktatúra áldozatainak emlékkopjafája
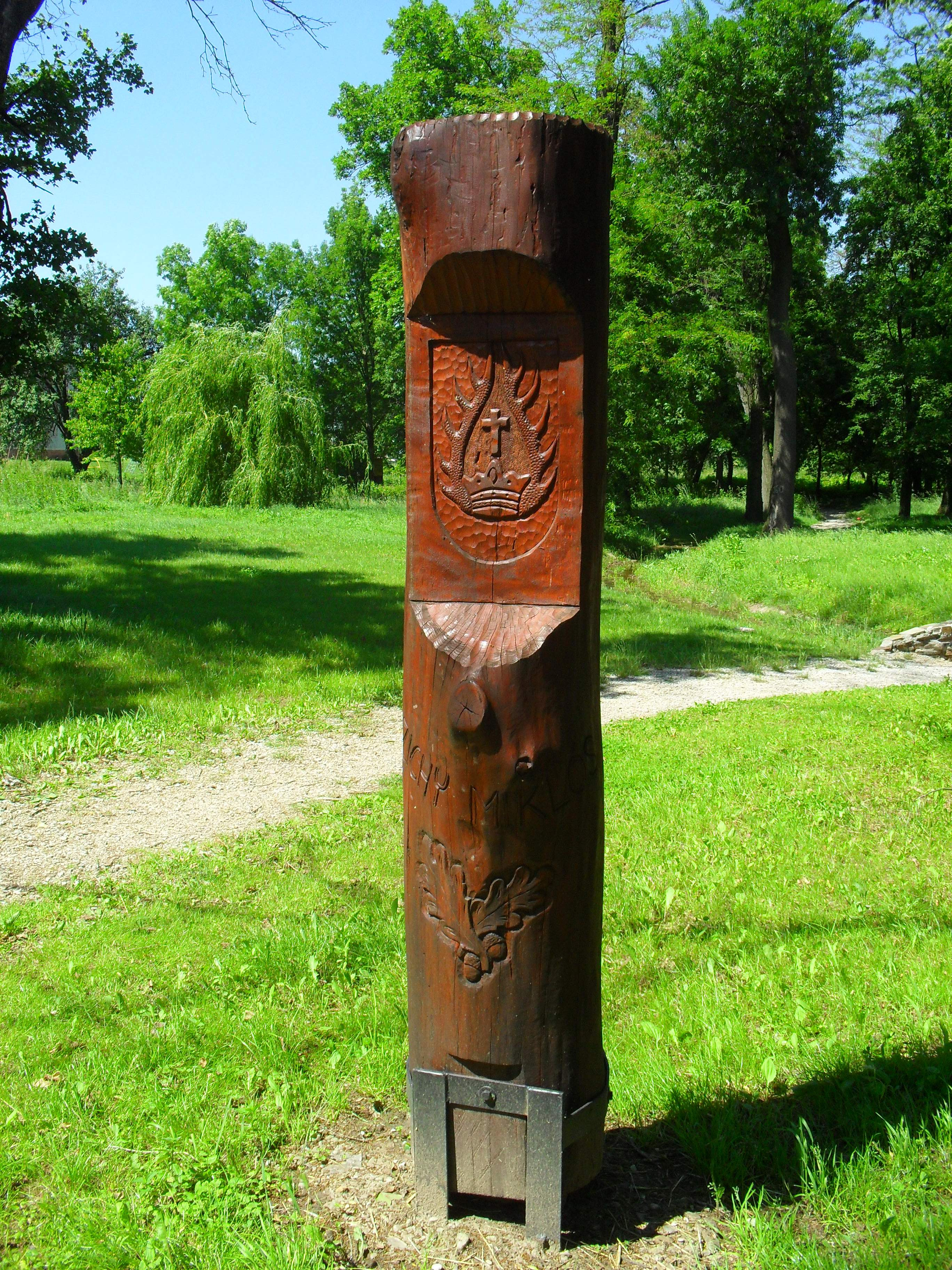
Zichy Miklós emlékműve
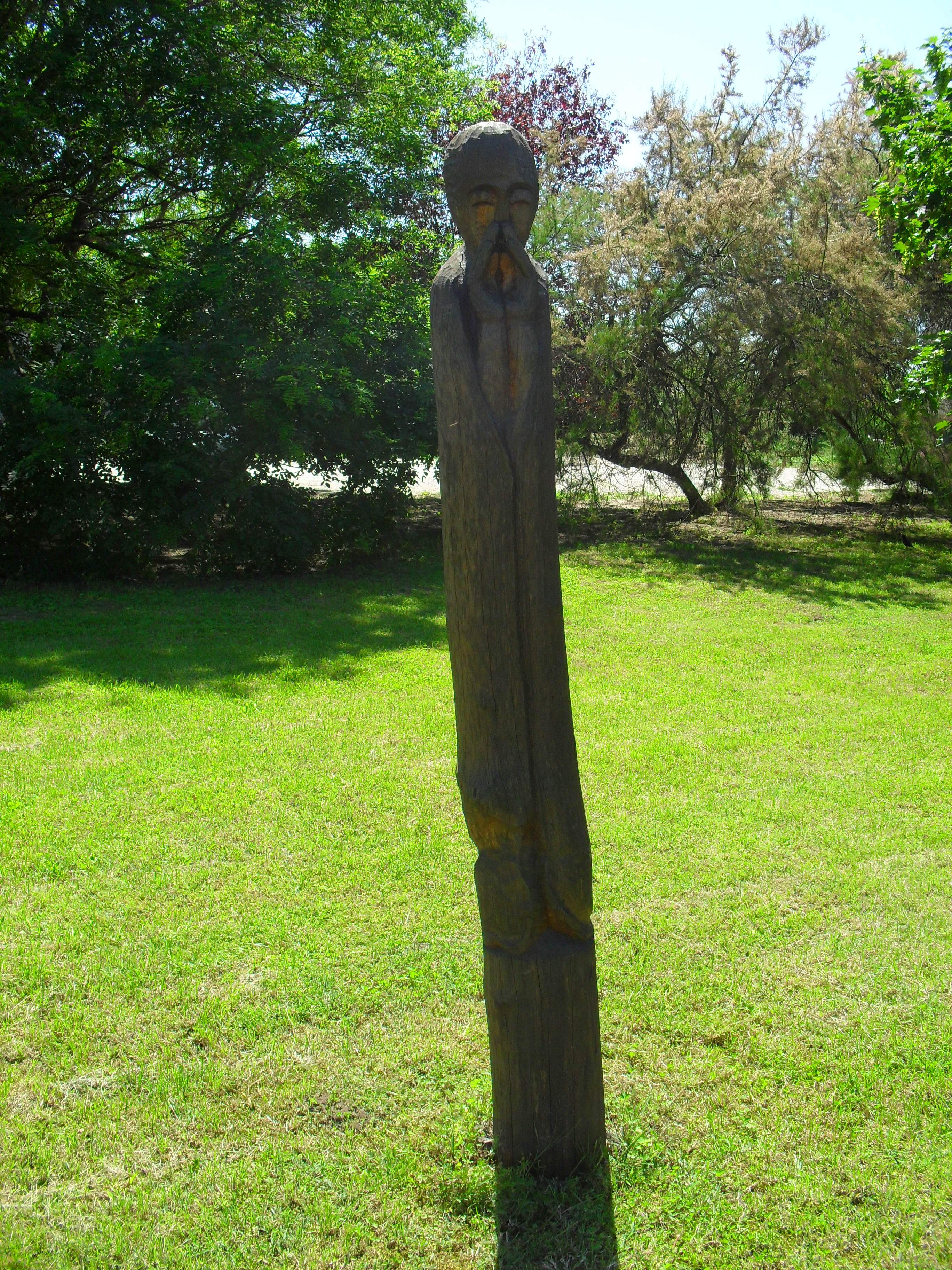
Kopjafa (2006)
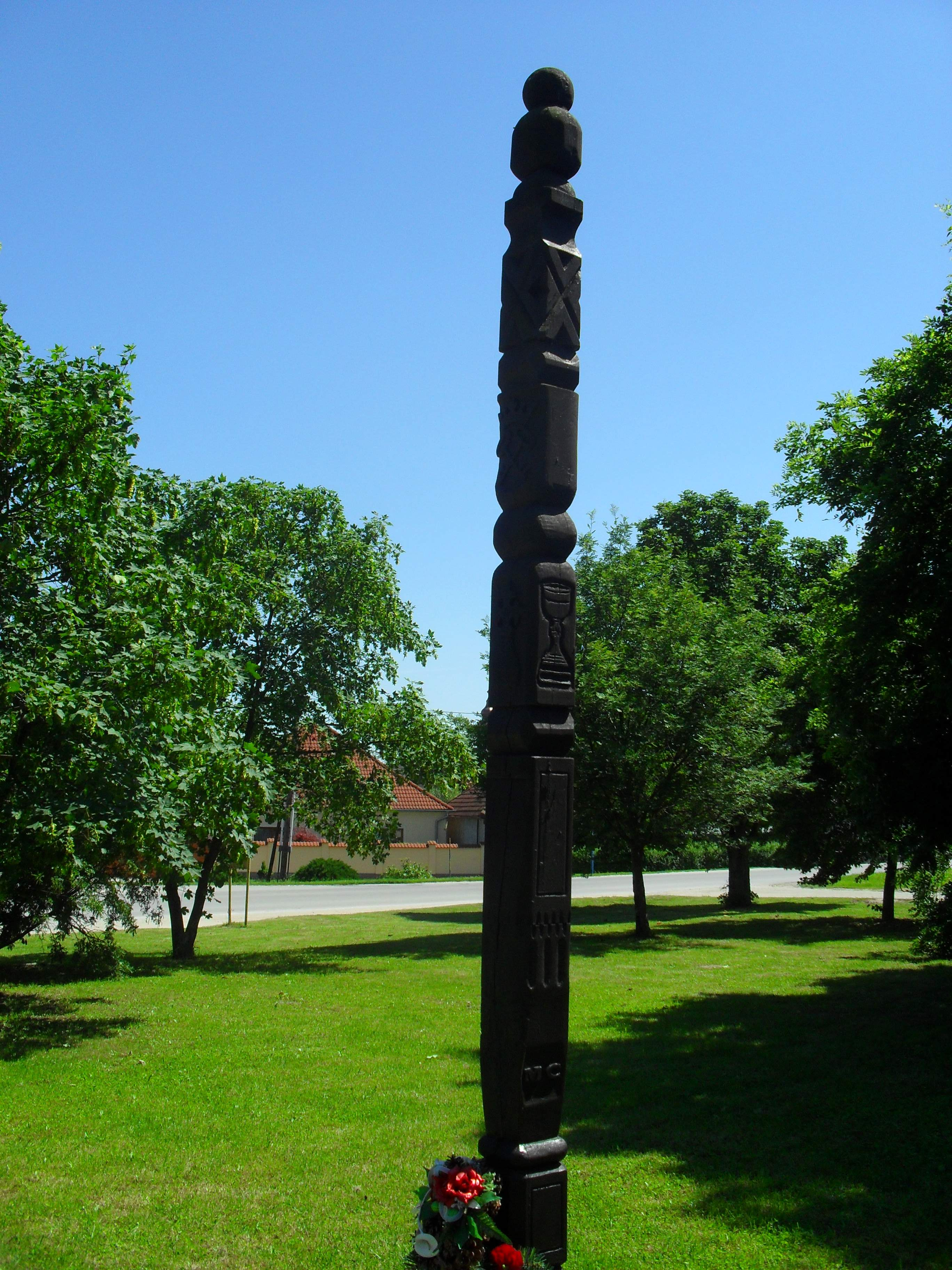
Kopjafa (1996)
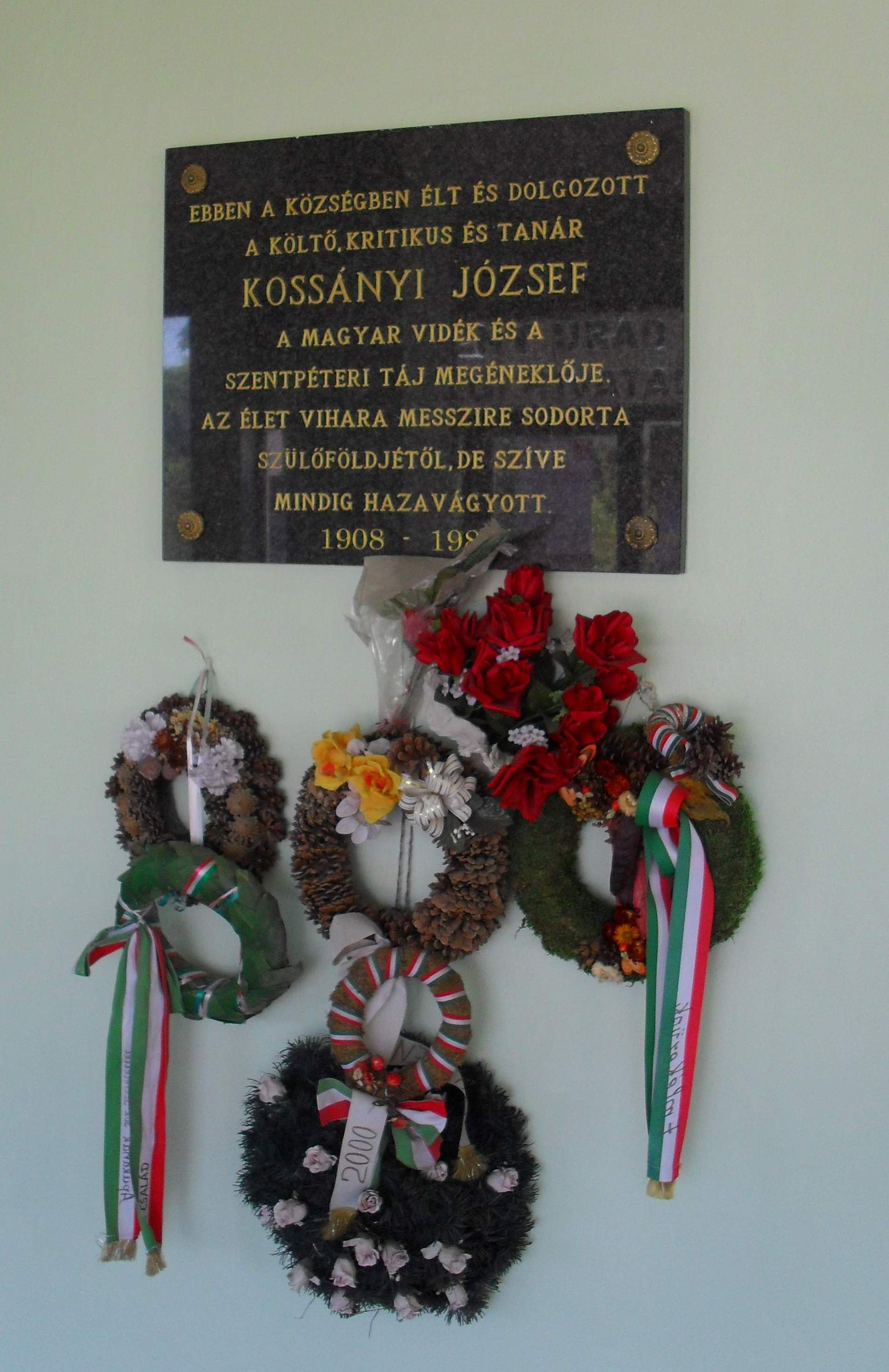
Kossányi-emléktábla (községháza)
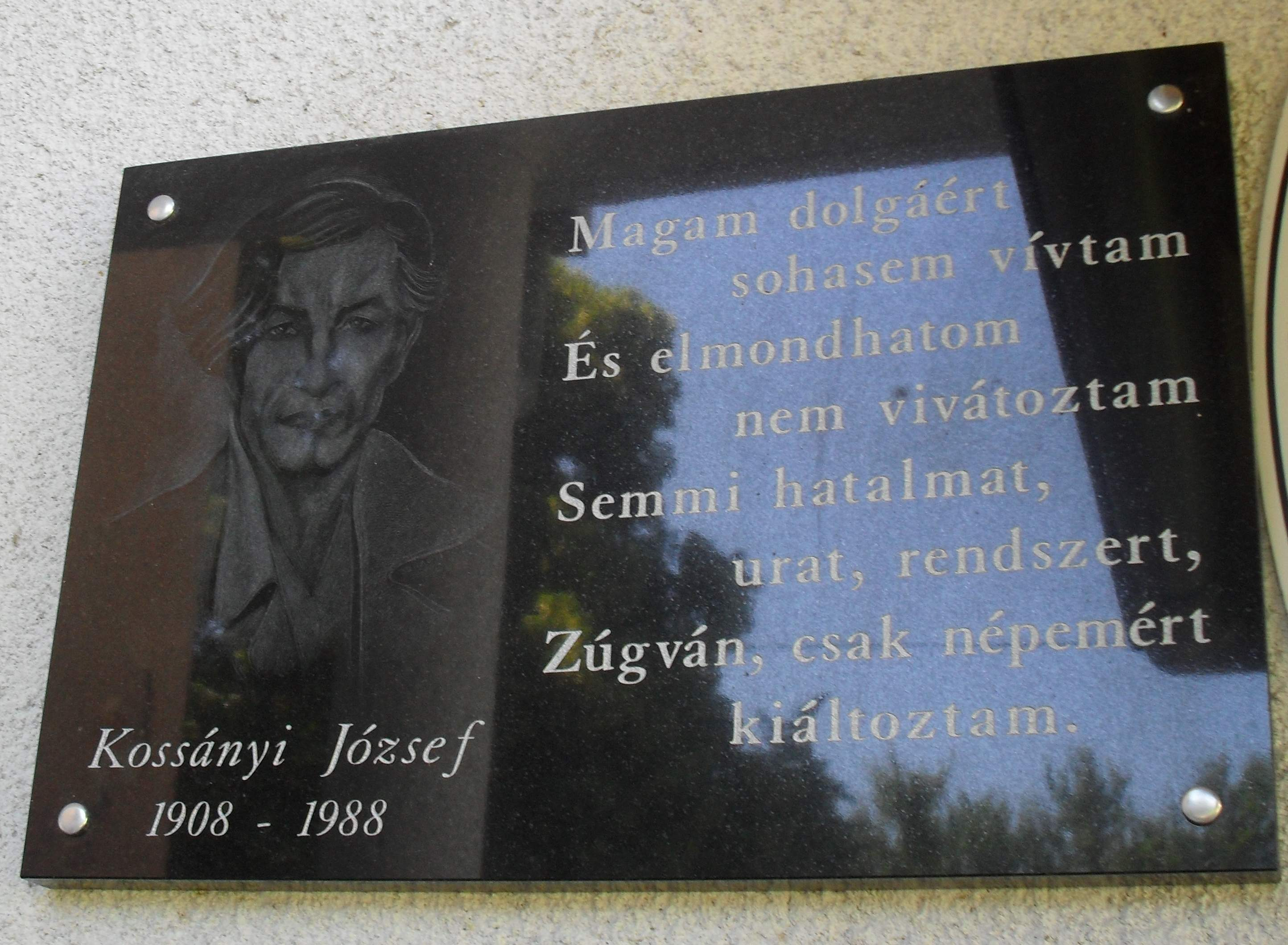
Kossányi-emléktábla (iskola)
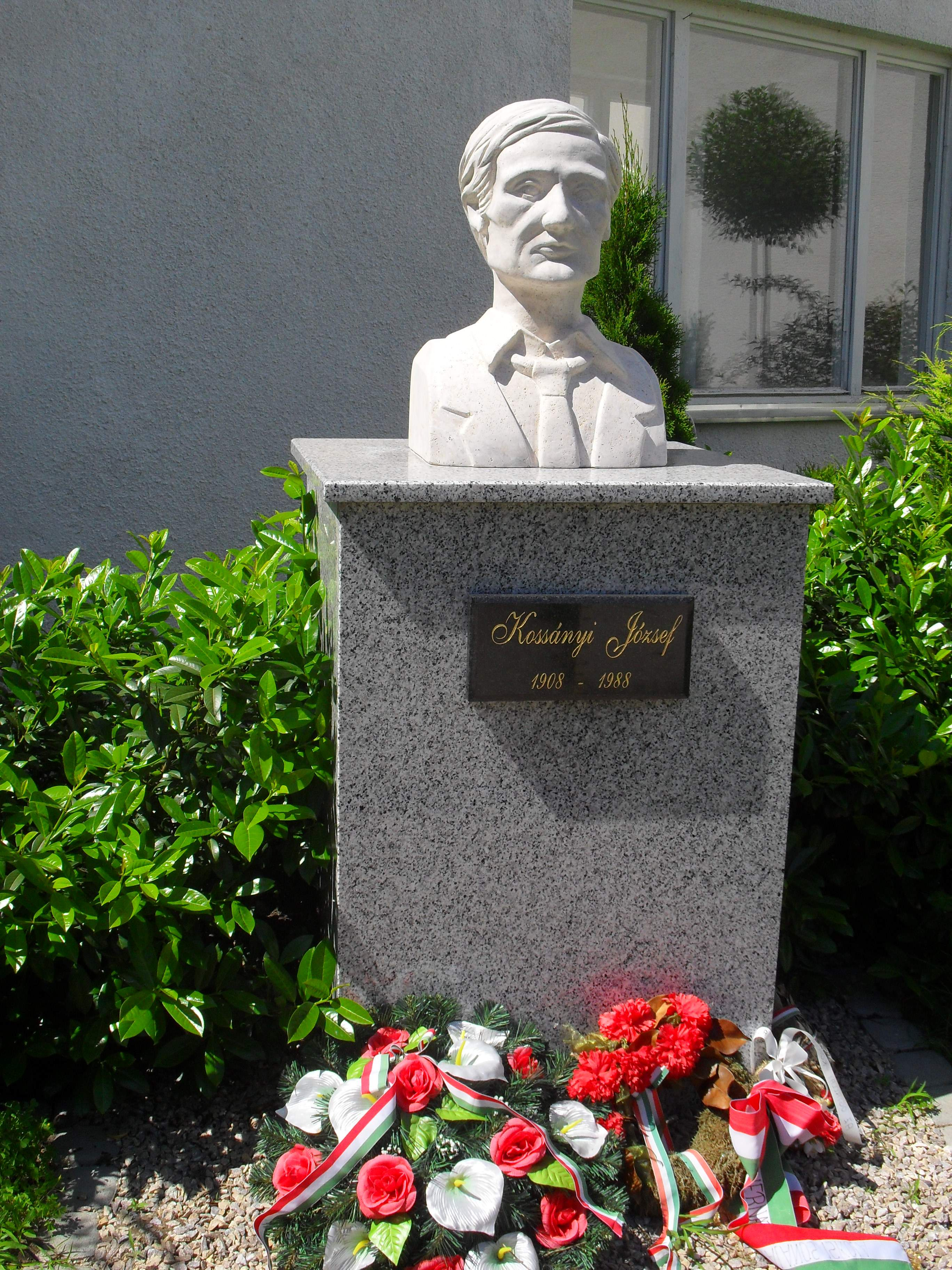
Kossányi József mellszobra
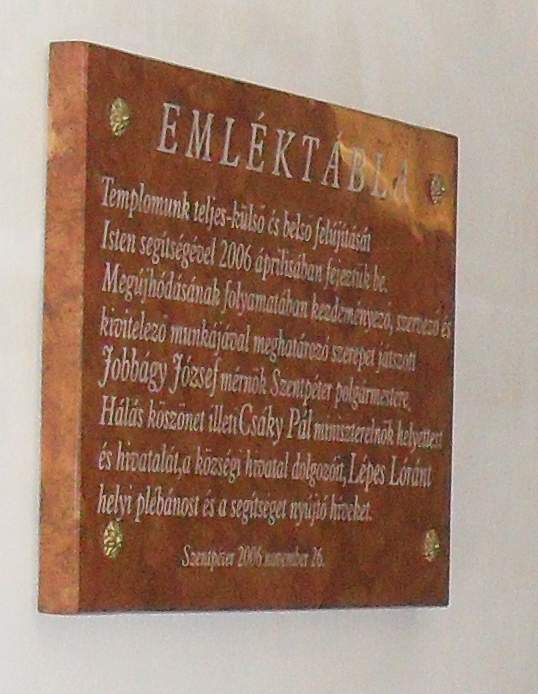
Katolikus templom - emléktábla

### Szakrális kisemlékek
- A barokk Szentháromság-szobor a katolikus templom előtt áll.
- Árpád-házi Szent Erzsébetnek a templomkertben elhelyezett szobrát, Steinbach Sándor és Nagy Géza fafaragók alkotását, 2007. november 25-én szentelte fel Dr. Pápai Lajos győri megyés püspök (állíttatta Sárközi János).
- A katolikus templom udvarában álló keresztet 1909-ben állították.
- A katolikus temető barokk nagykeresztjét 1774-ben emelték, 1899-ben újíttatta fel Bálint Mihály.
- Az Újgyalla felé vezető út melletti keresztet 1923-ban állíttatta Viczena Balázs.
- Feszület a Fő utcában.
- Hamvas István (1892-1960), az ötvenes években meghurcolt esperes-plébános fa emlékkeresztje a katolikus templom udvarában található. (Zsapka Károly alkotása, állíttatta Sárközi János.)
- A katolikus templom udvarában található haranglábat, Zsapka Károly alkotását, a nándorfehérvári csata 550. évfordulójára szentelte fel Kiss-Rigó László szeged-csanádi megyés püspök 2006-ban (állíttatta Sárközi János).

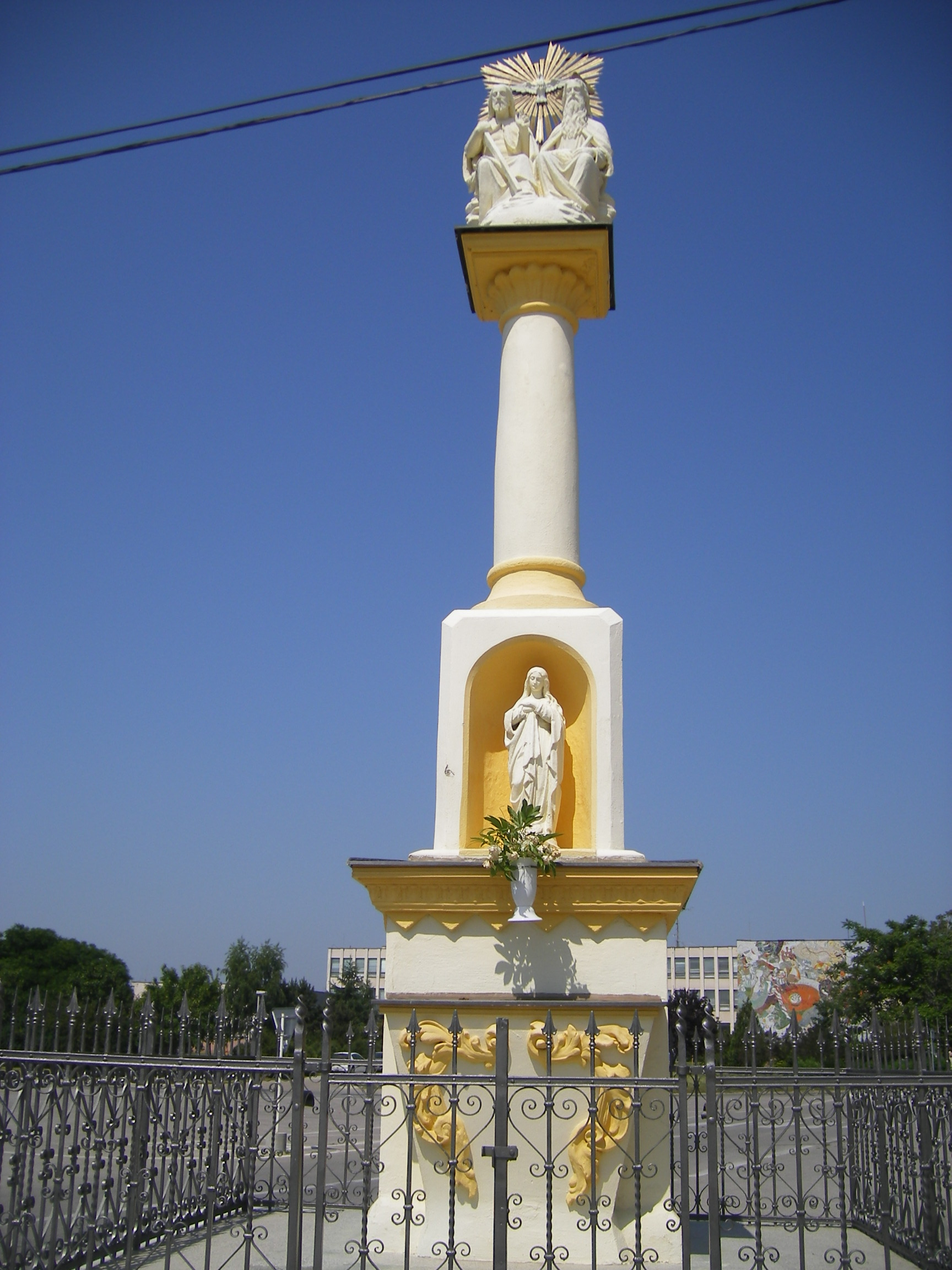
Szentháromság-szobor
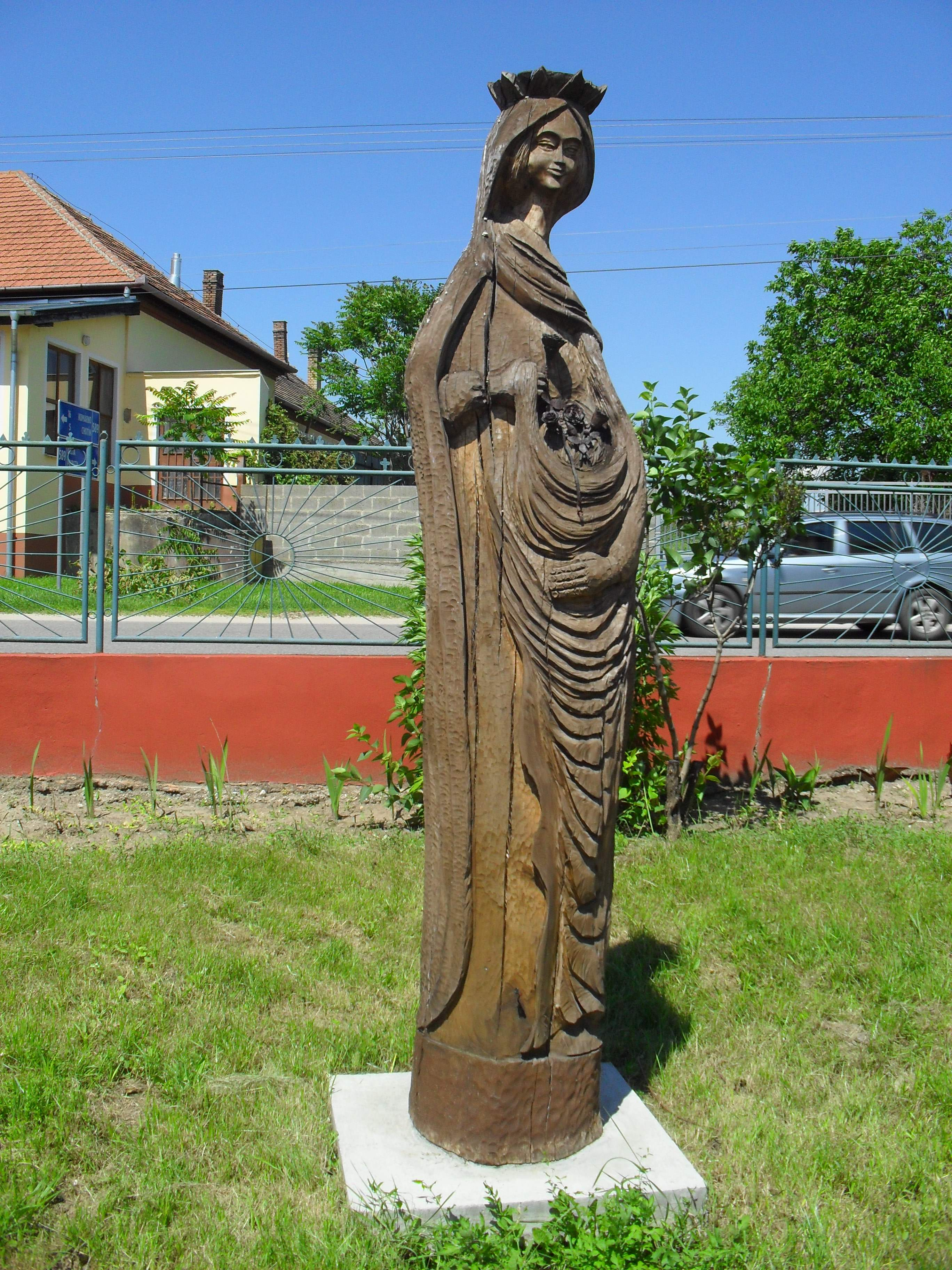
Szent Erzsébet szobra
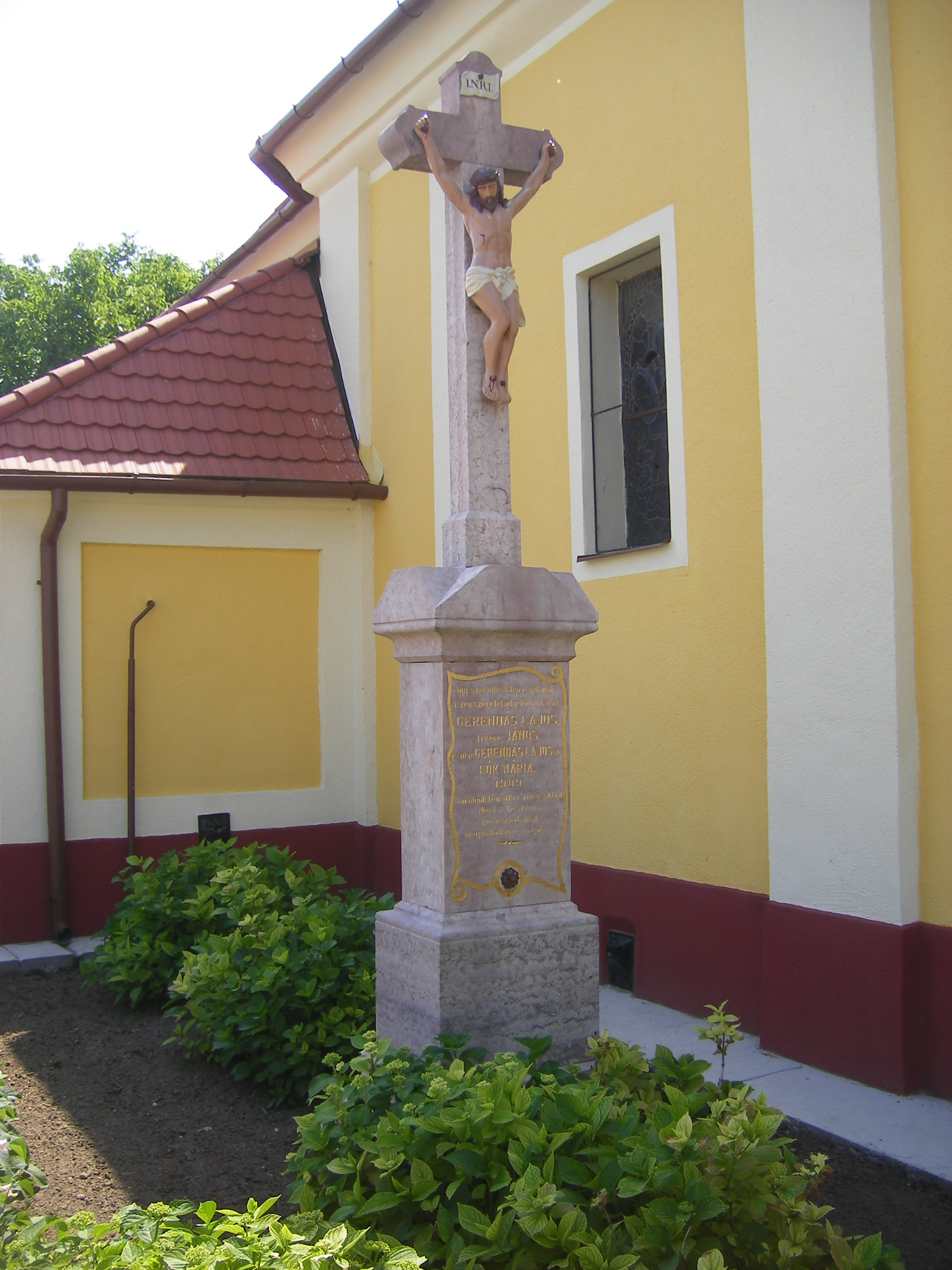
Feszület a katolikus templom udvarában
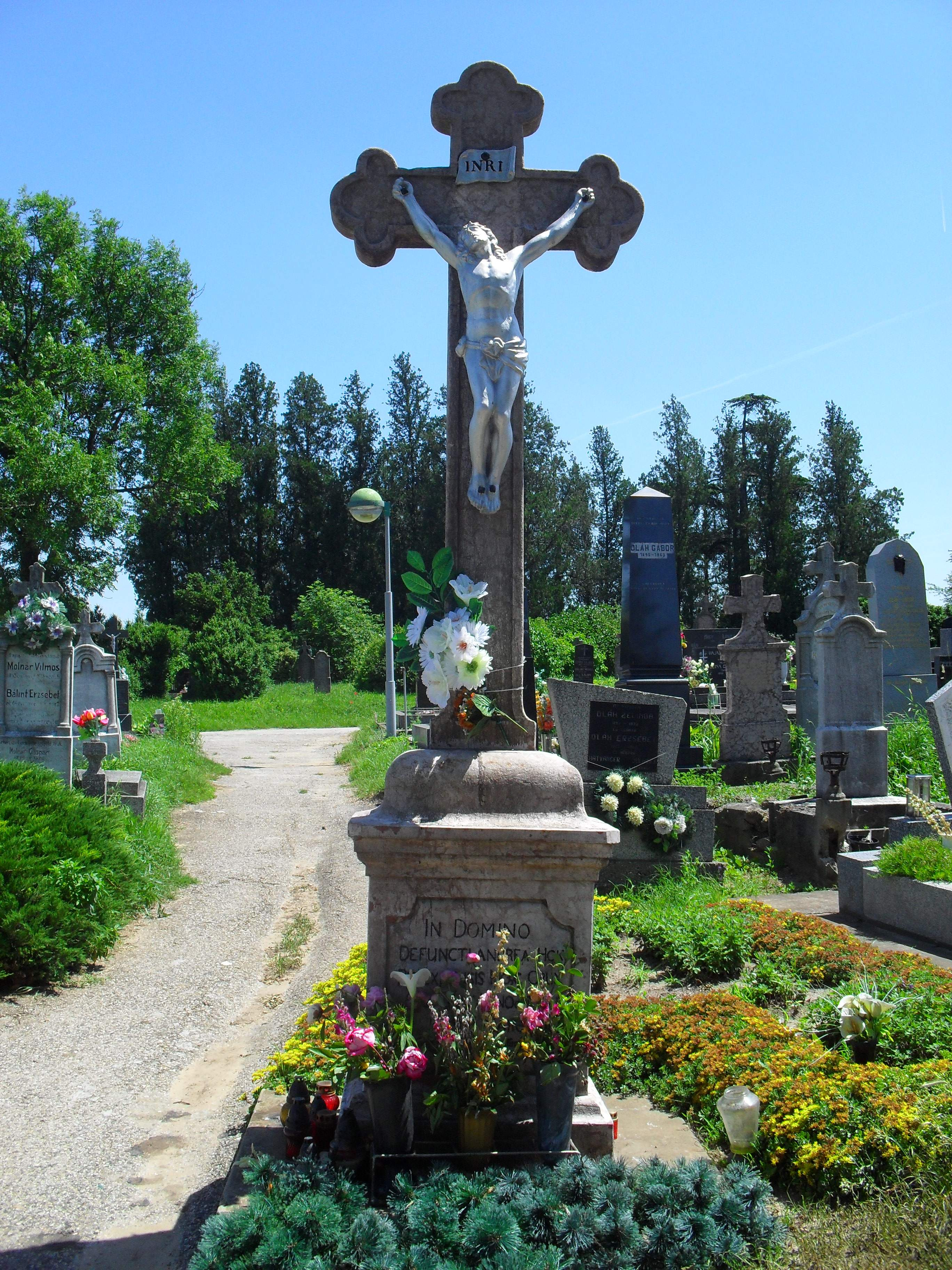
Temetői nagykereszt
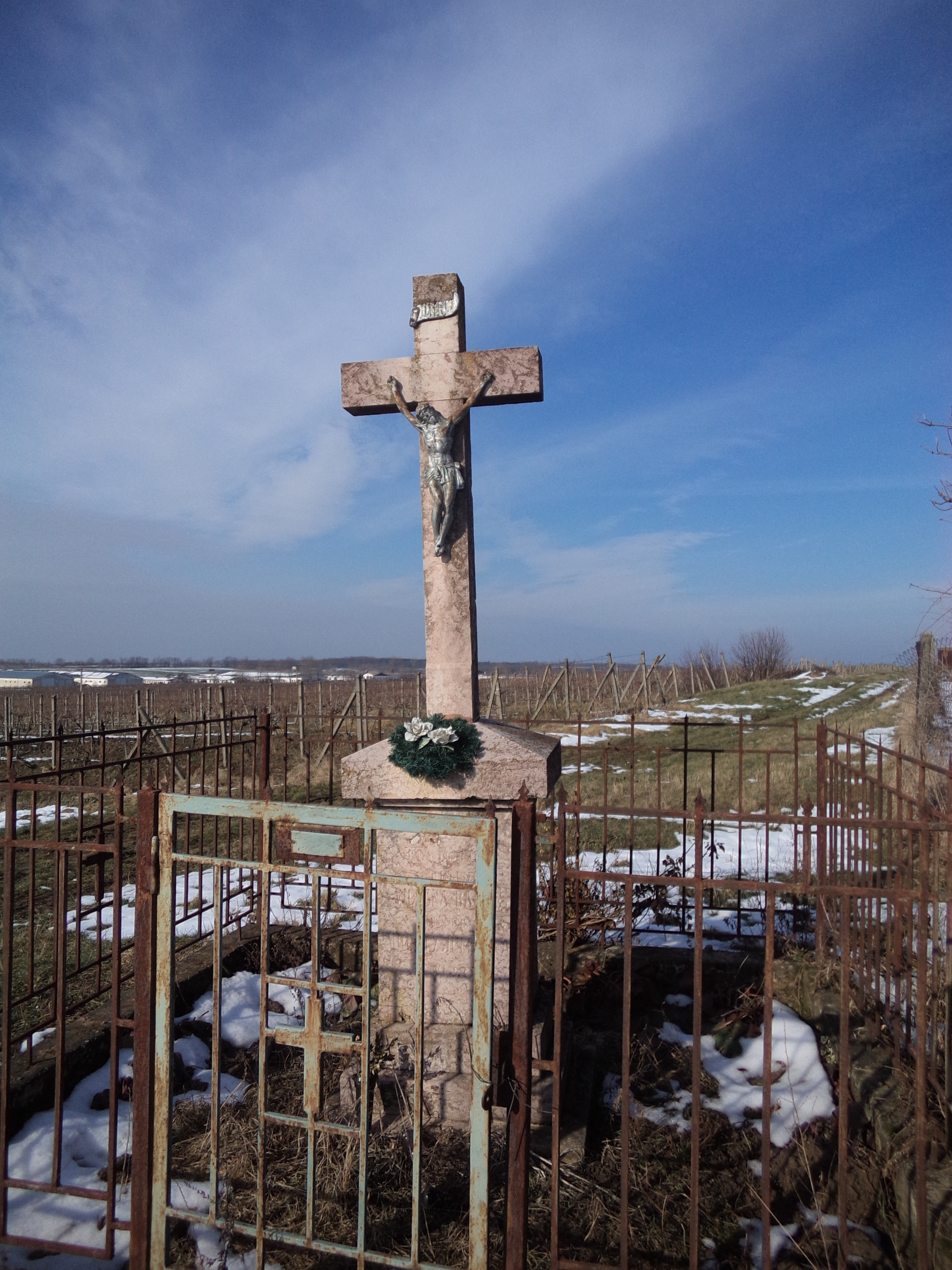
Feszület az újgyallai úton
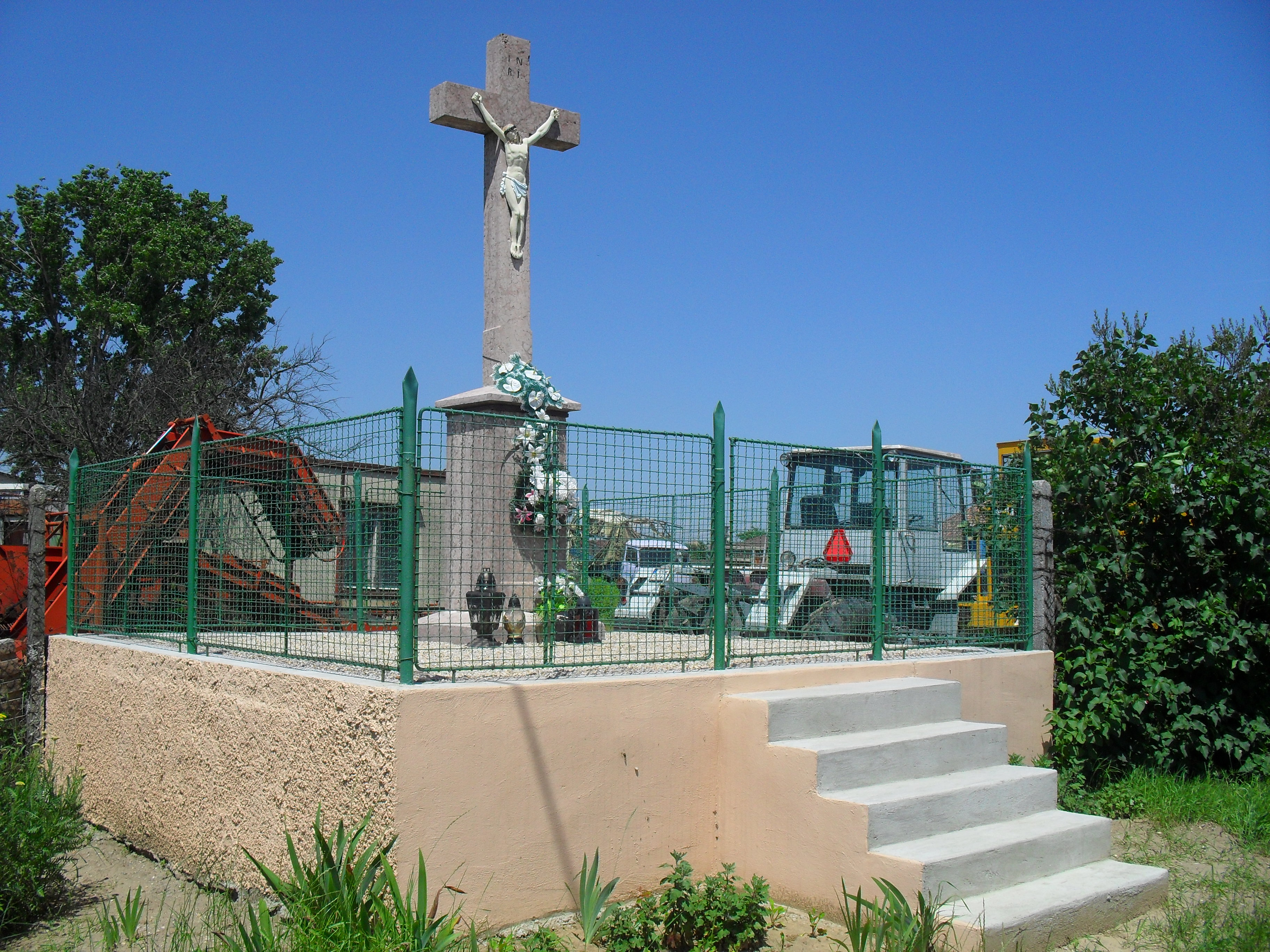
Feszület a Fő utcában
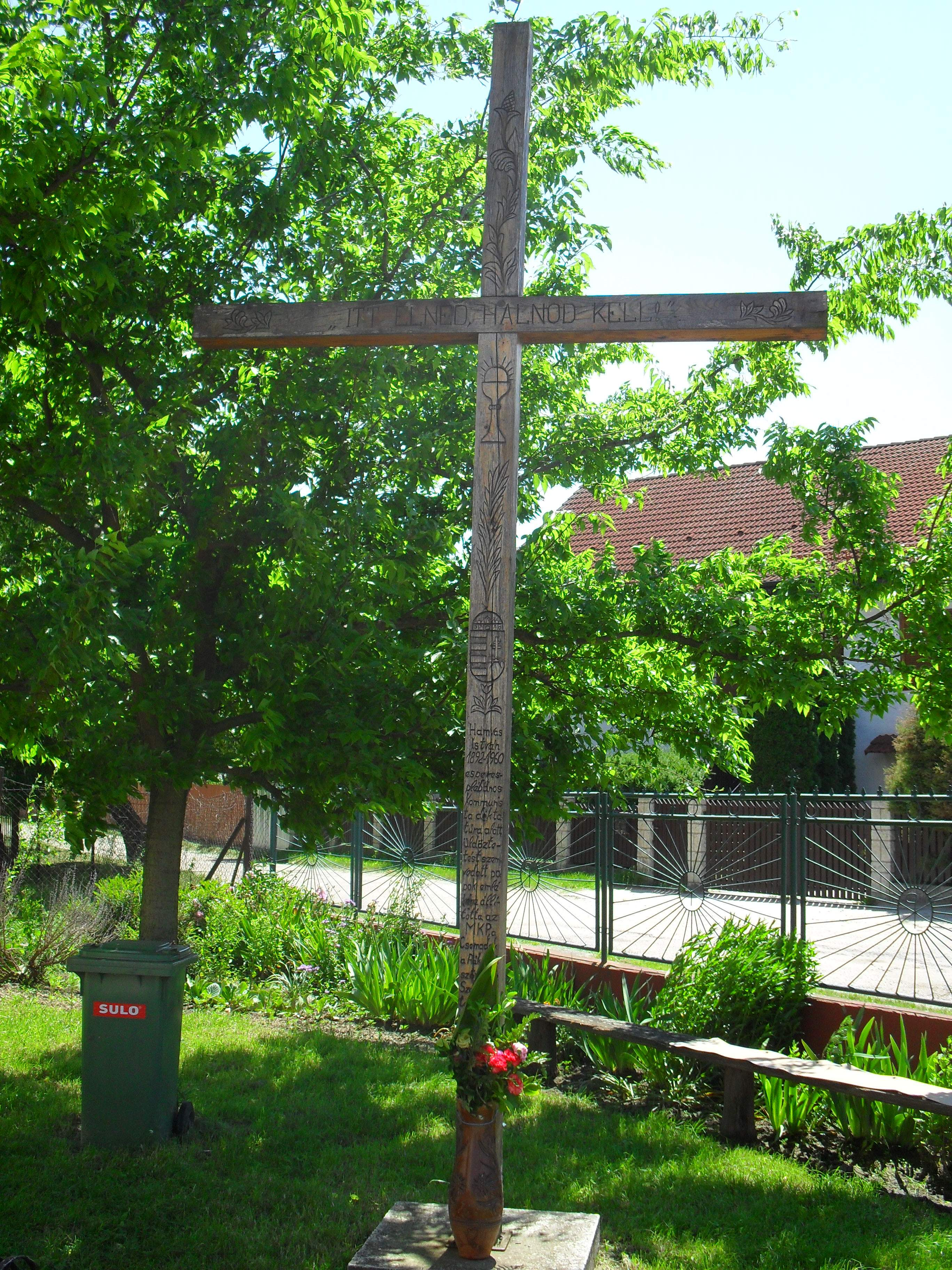
Hamvas István-emlékkereszt
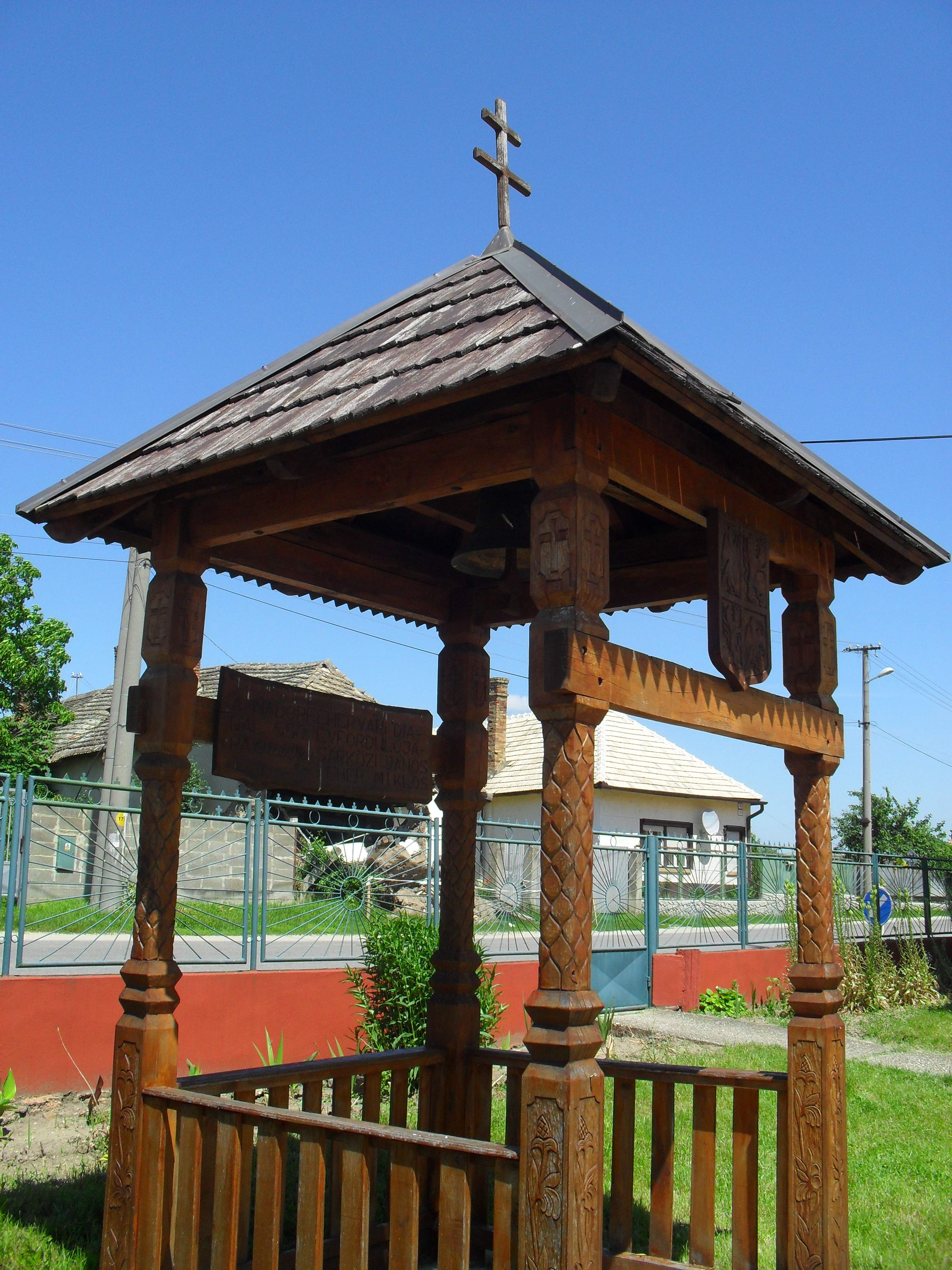
Harangláb

## Képtár

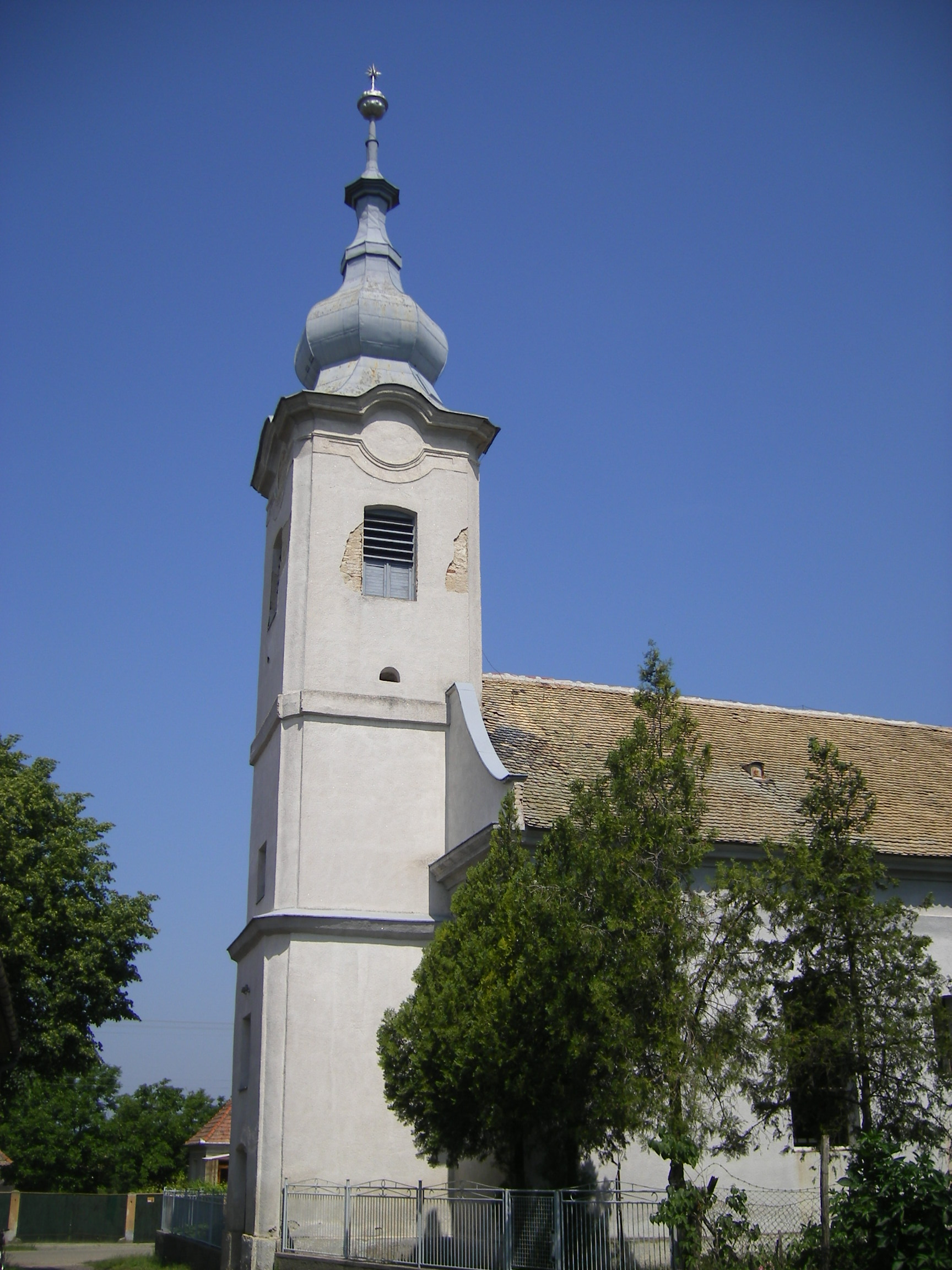
A református templom
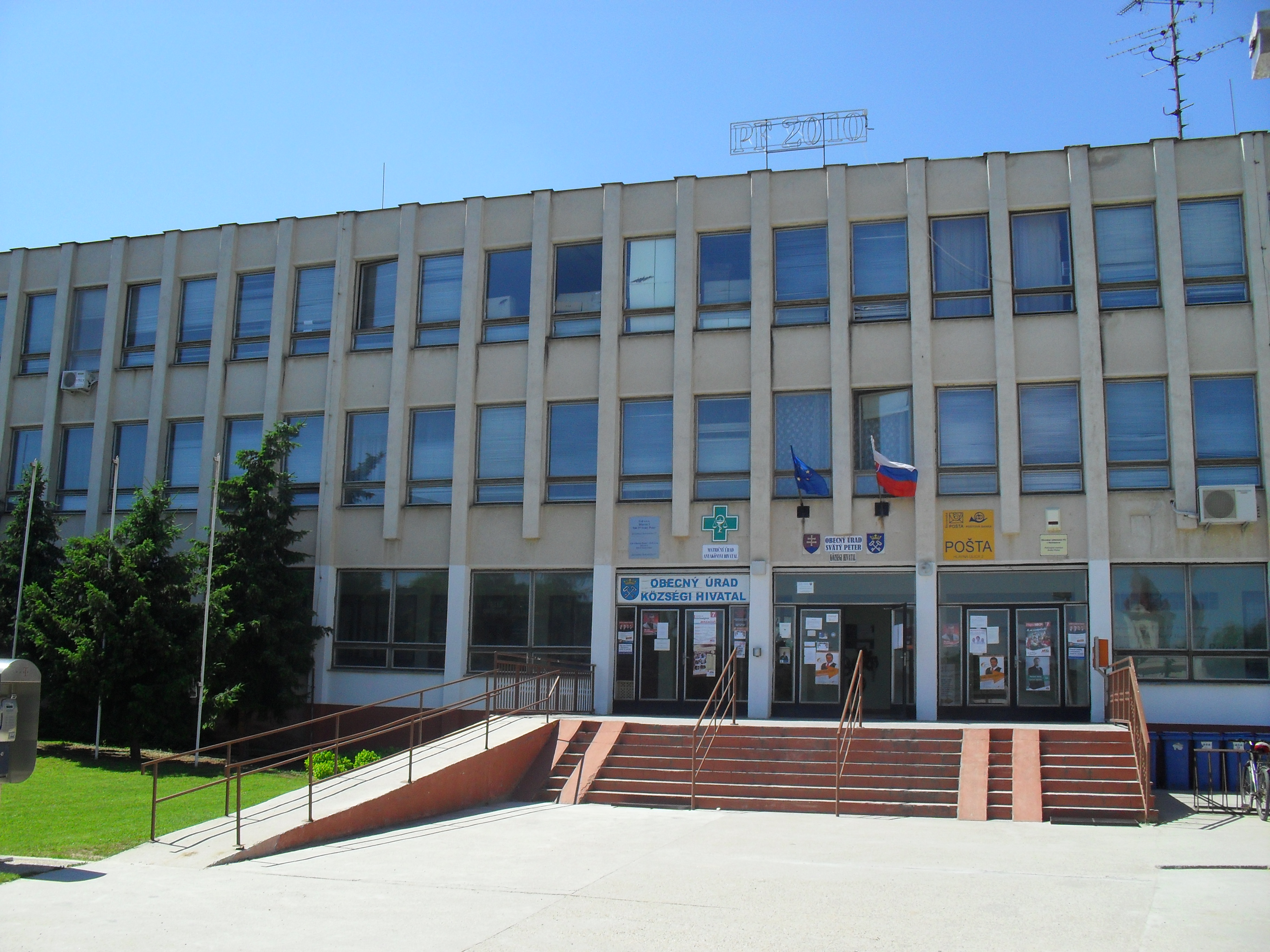
A községi hivatal épülete
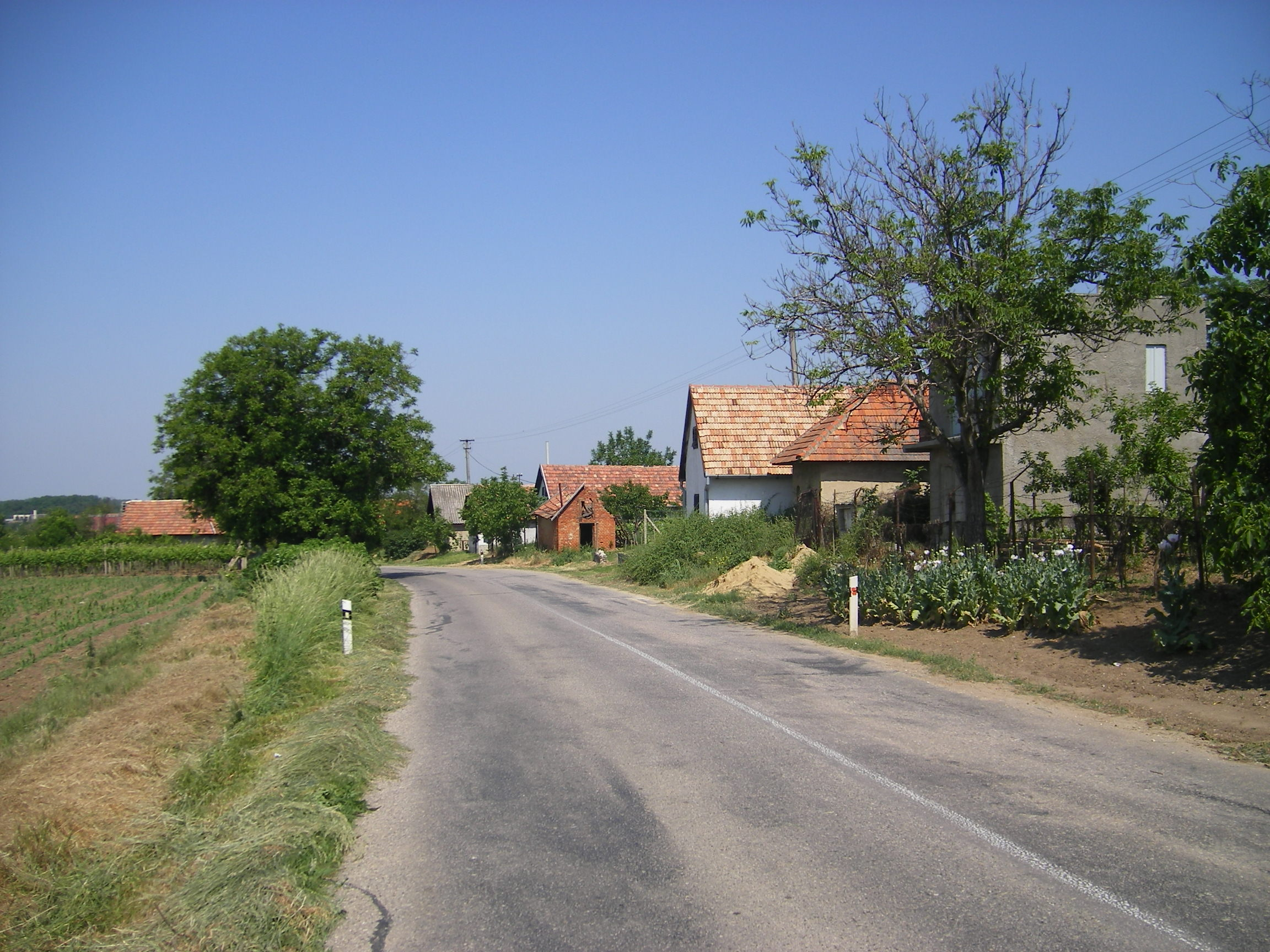
Érkezés Szentpéterre Madar felől
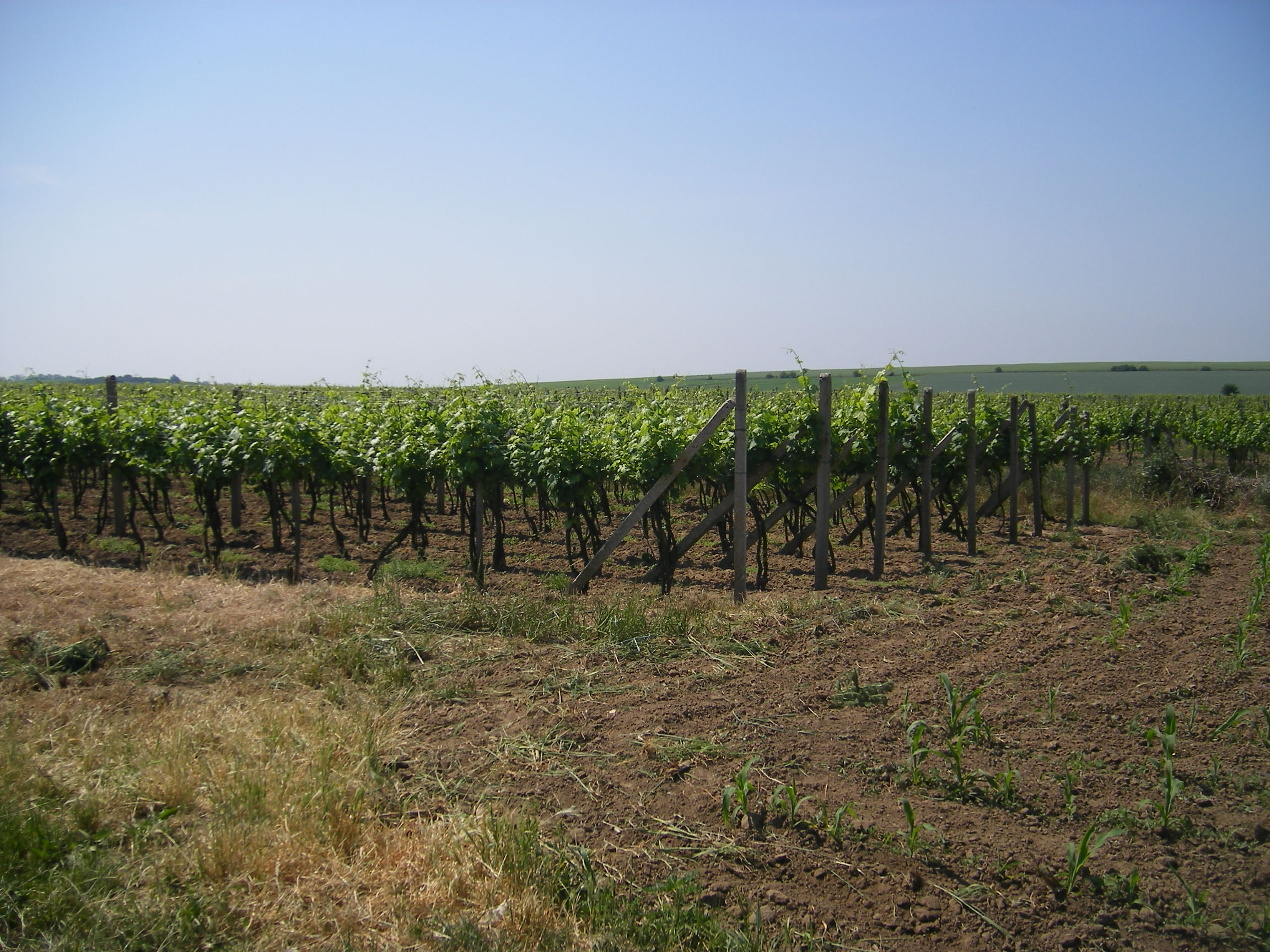
A szentpéteri szőlőhegyen
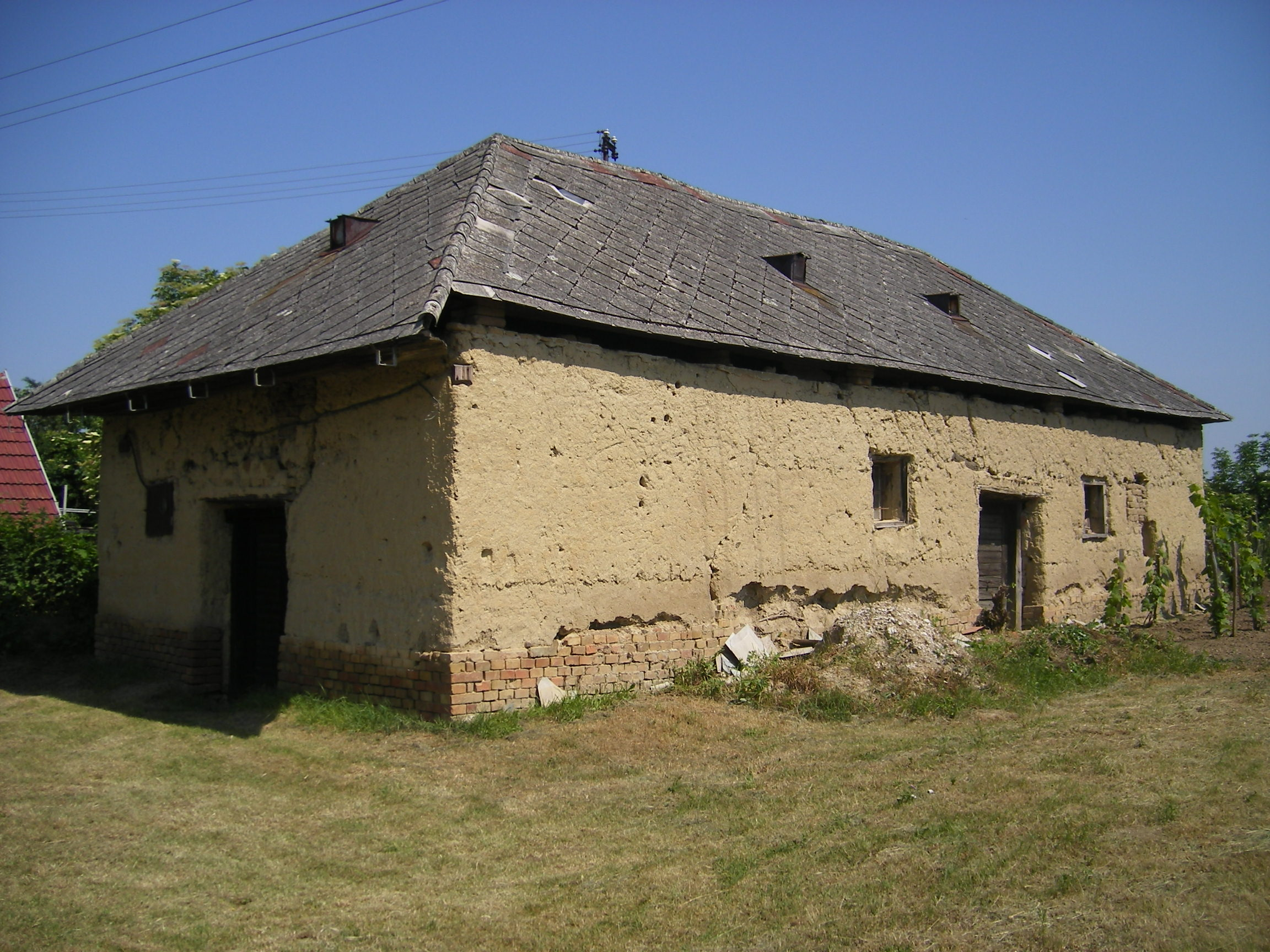
Régi vályogépület a pincesoron
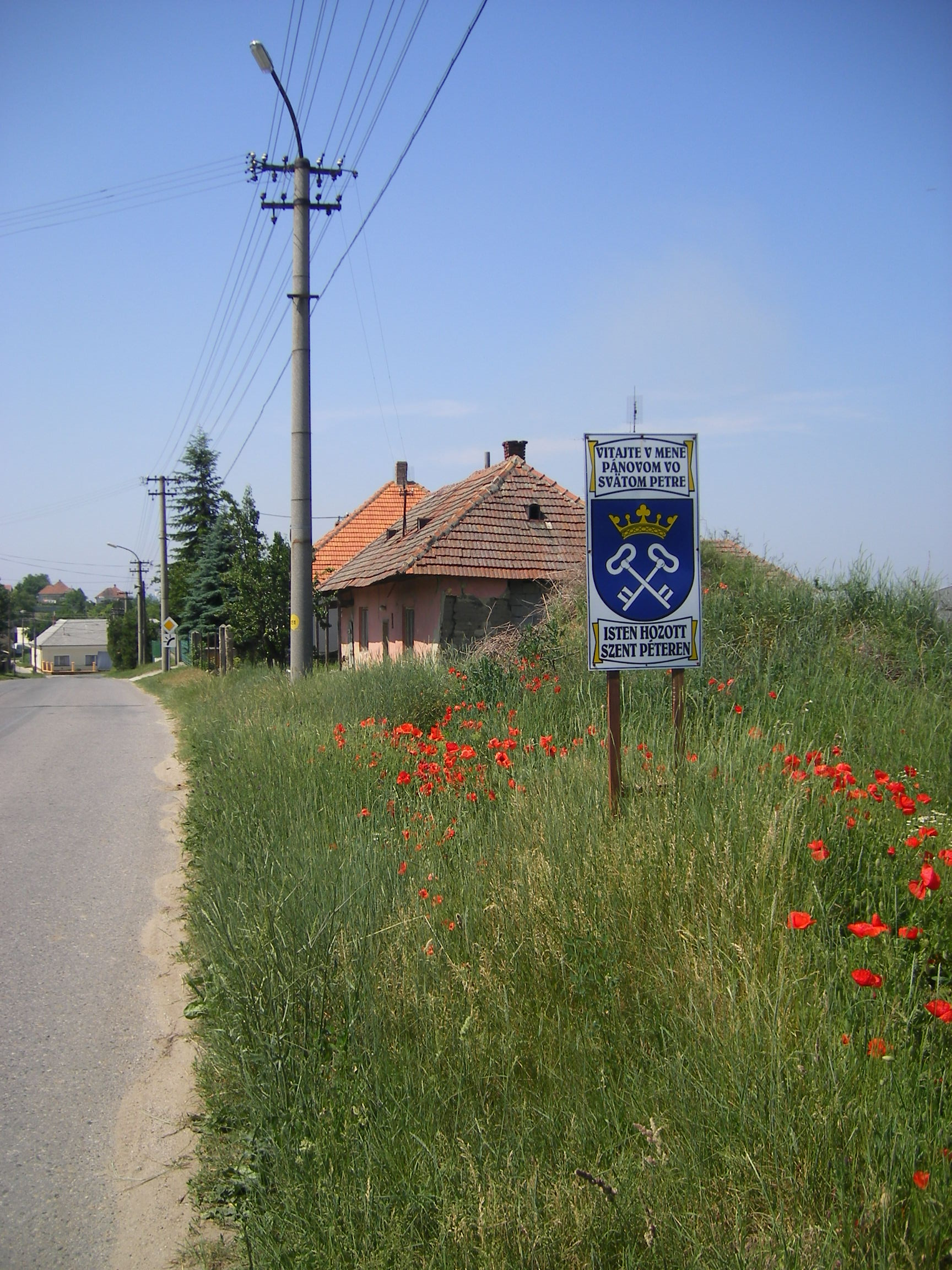
Címeres falutábla
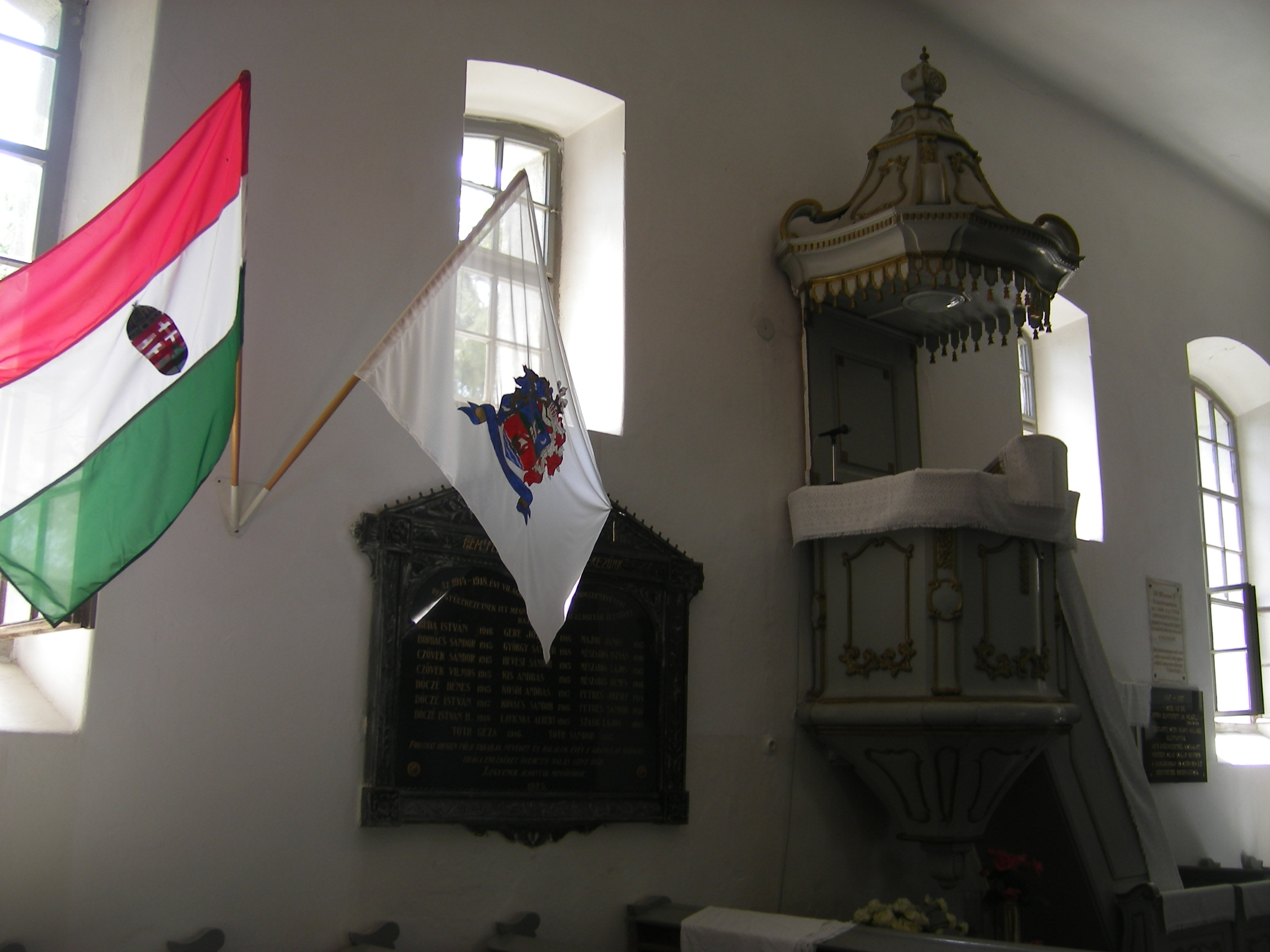
A református templomban
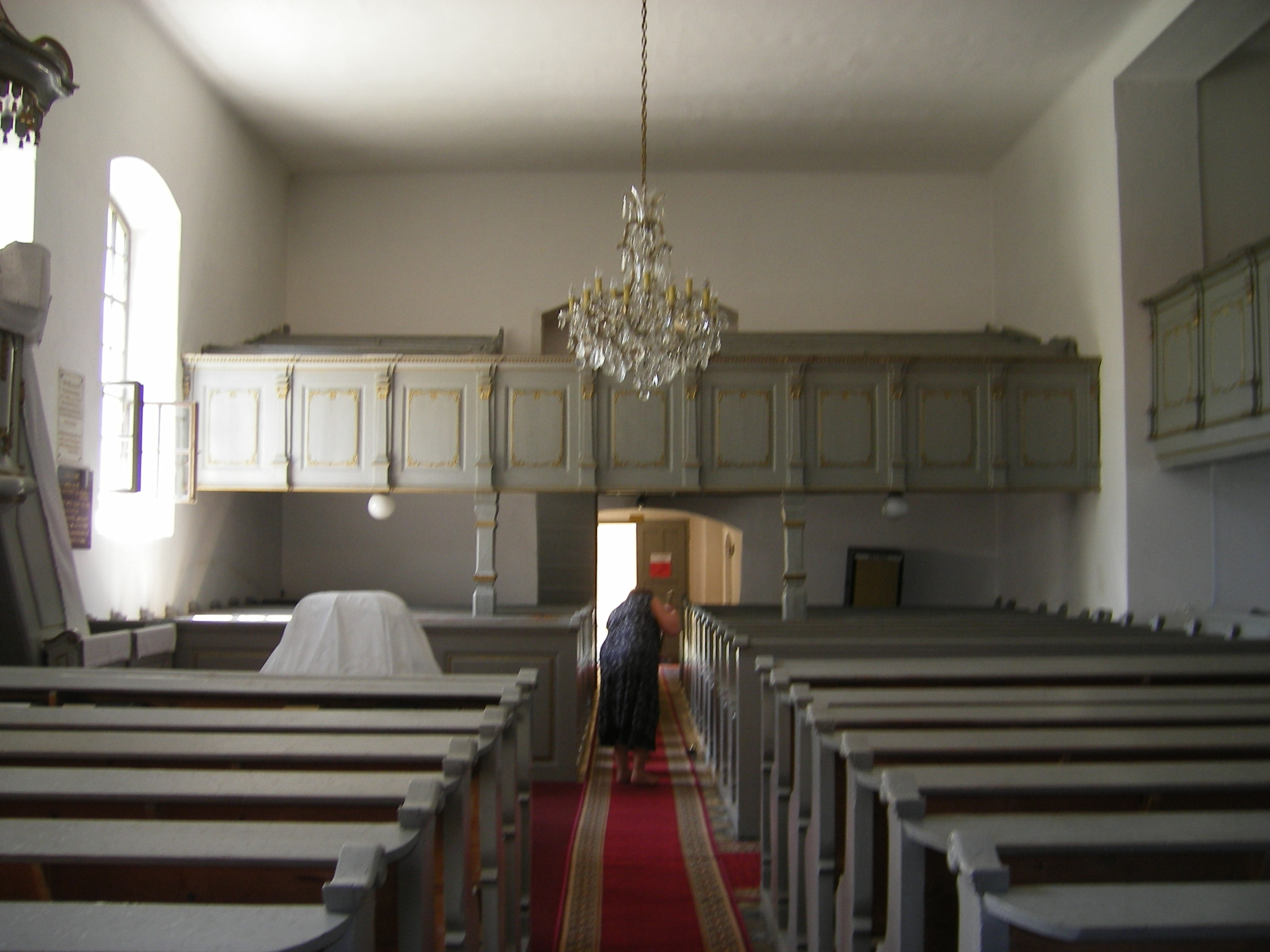
A református templomban
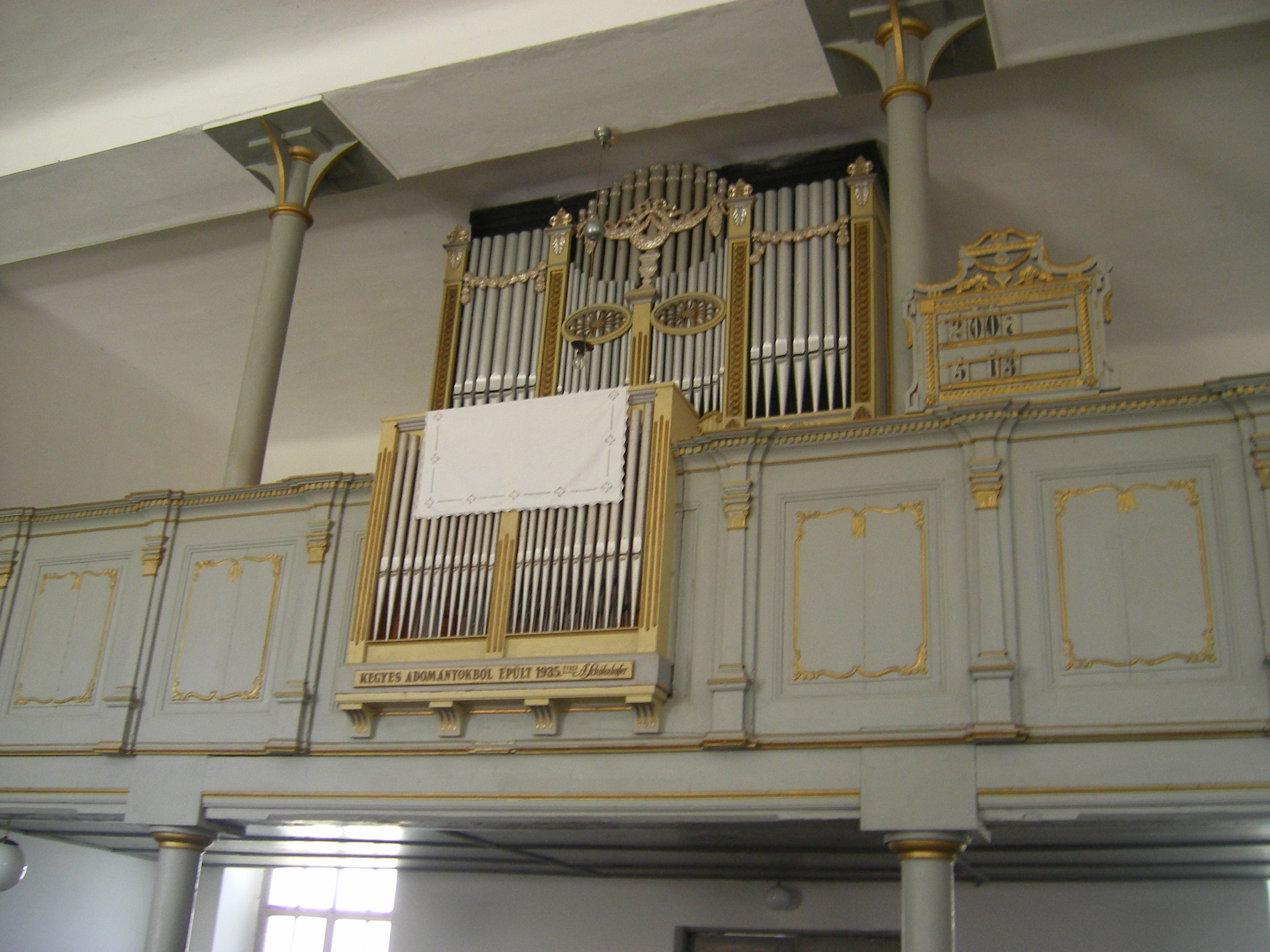
A református templom orgonája
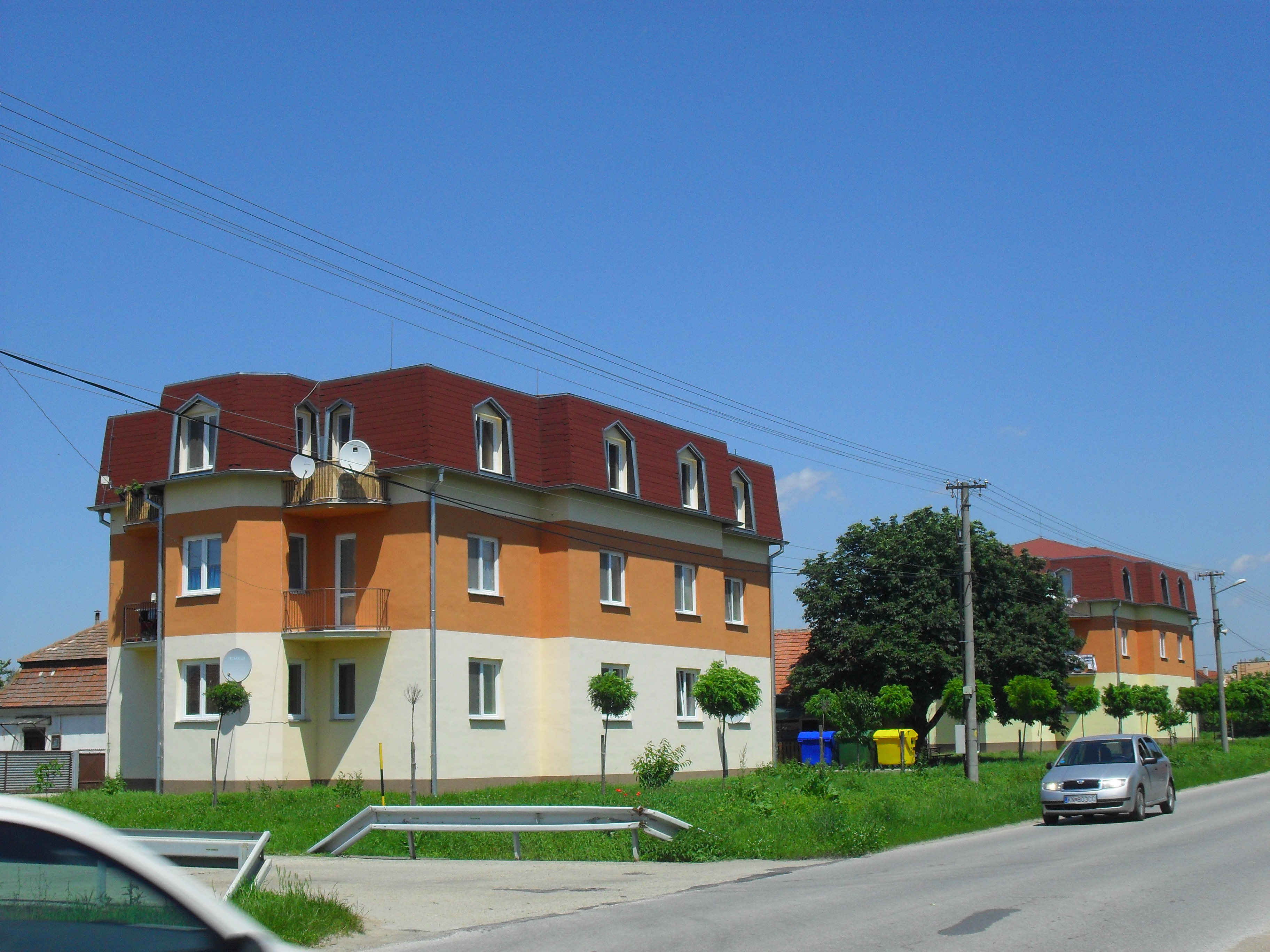
Új bérlakások a községben
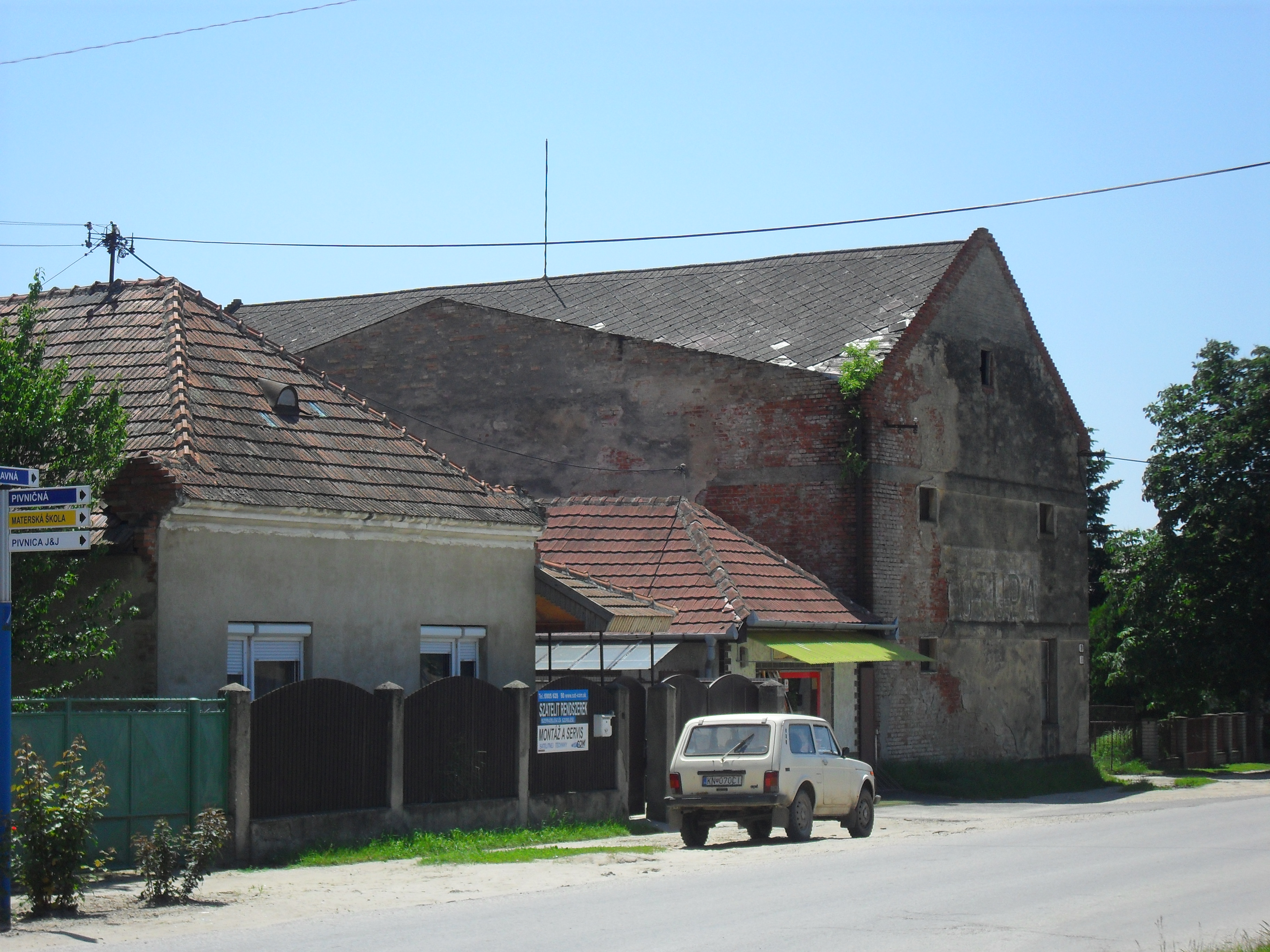
Fő utca - részlet
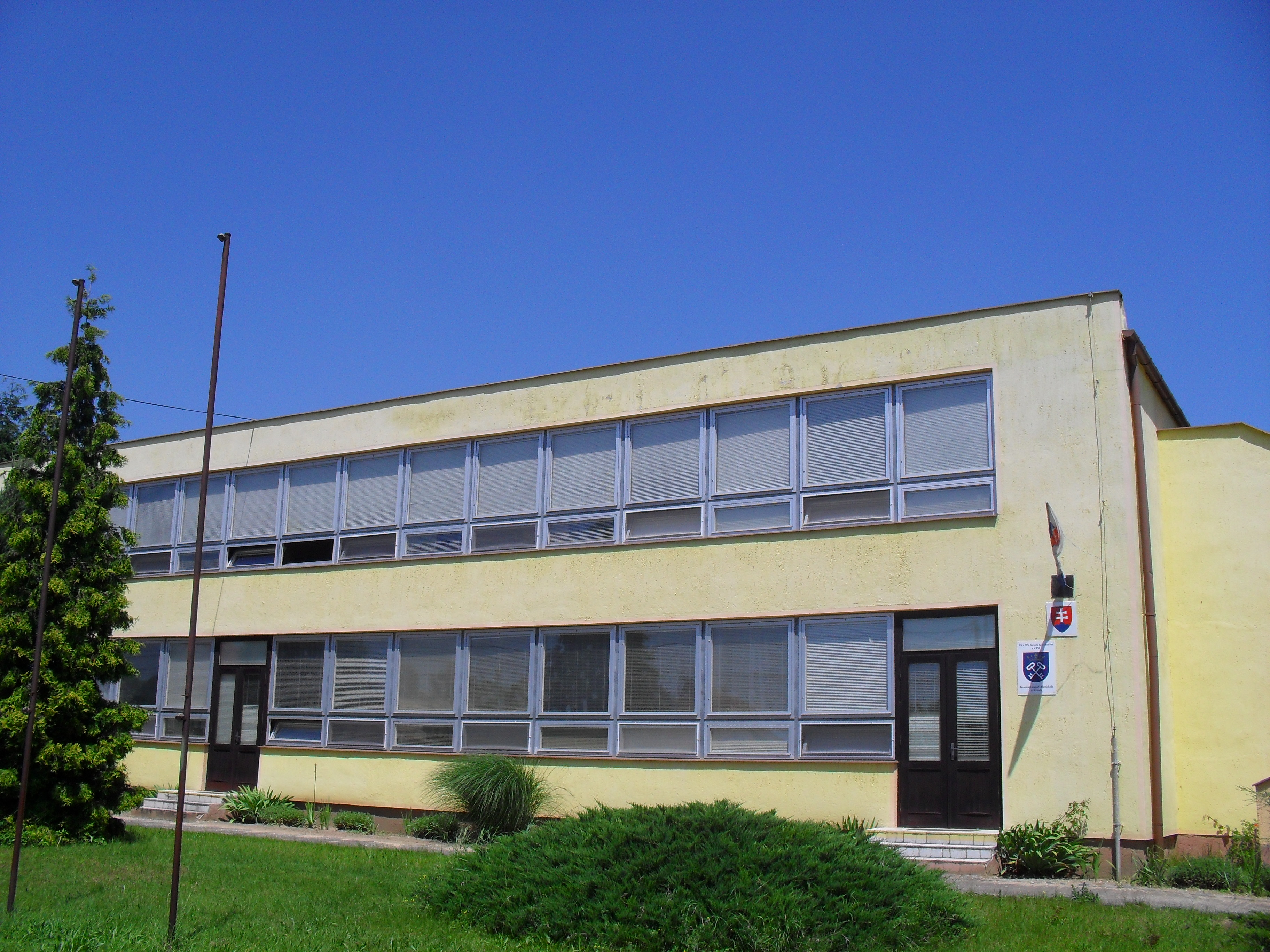
Óvoda
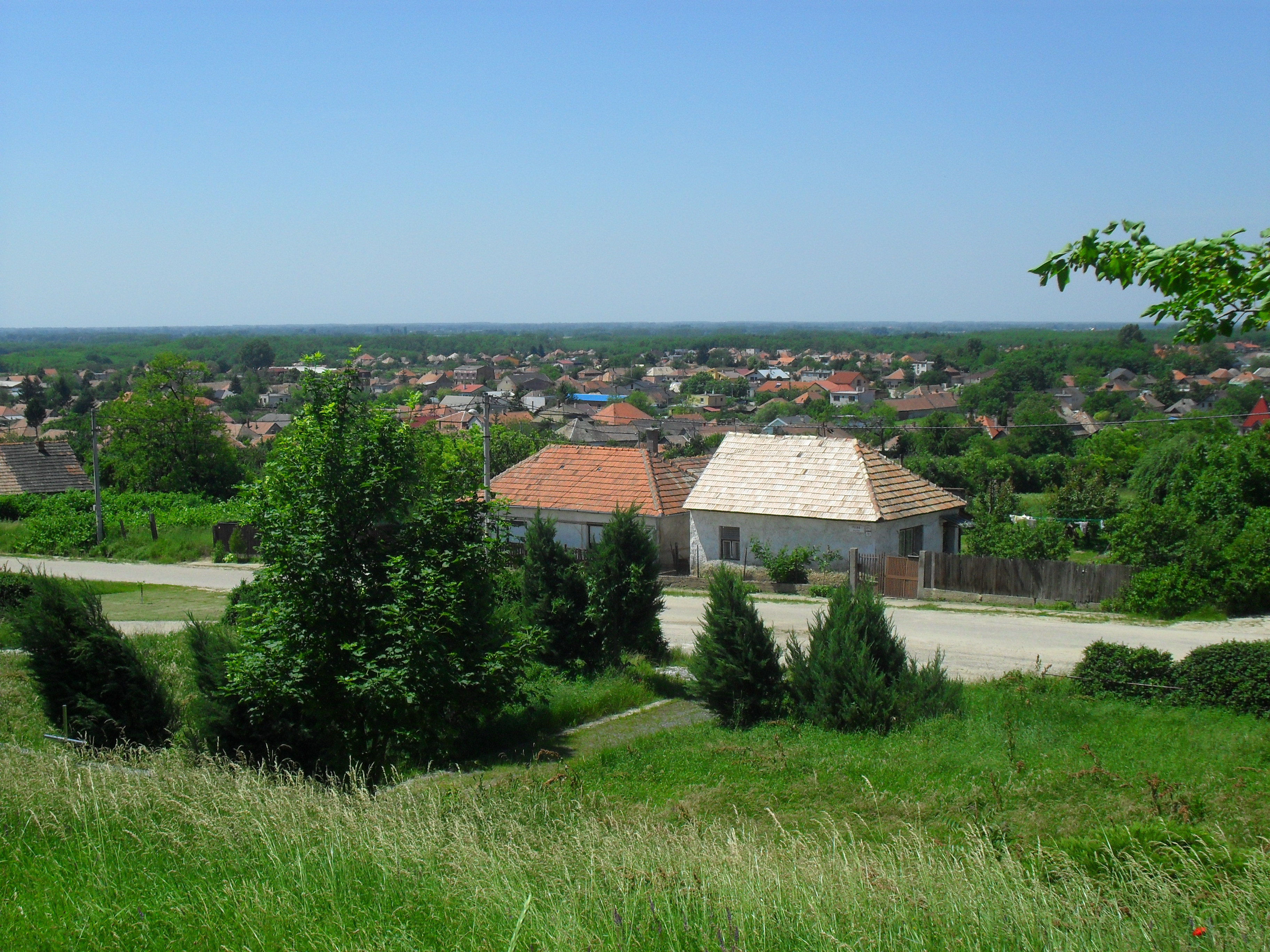
A falu látképe a temetődombról
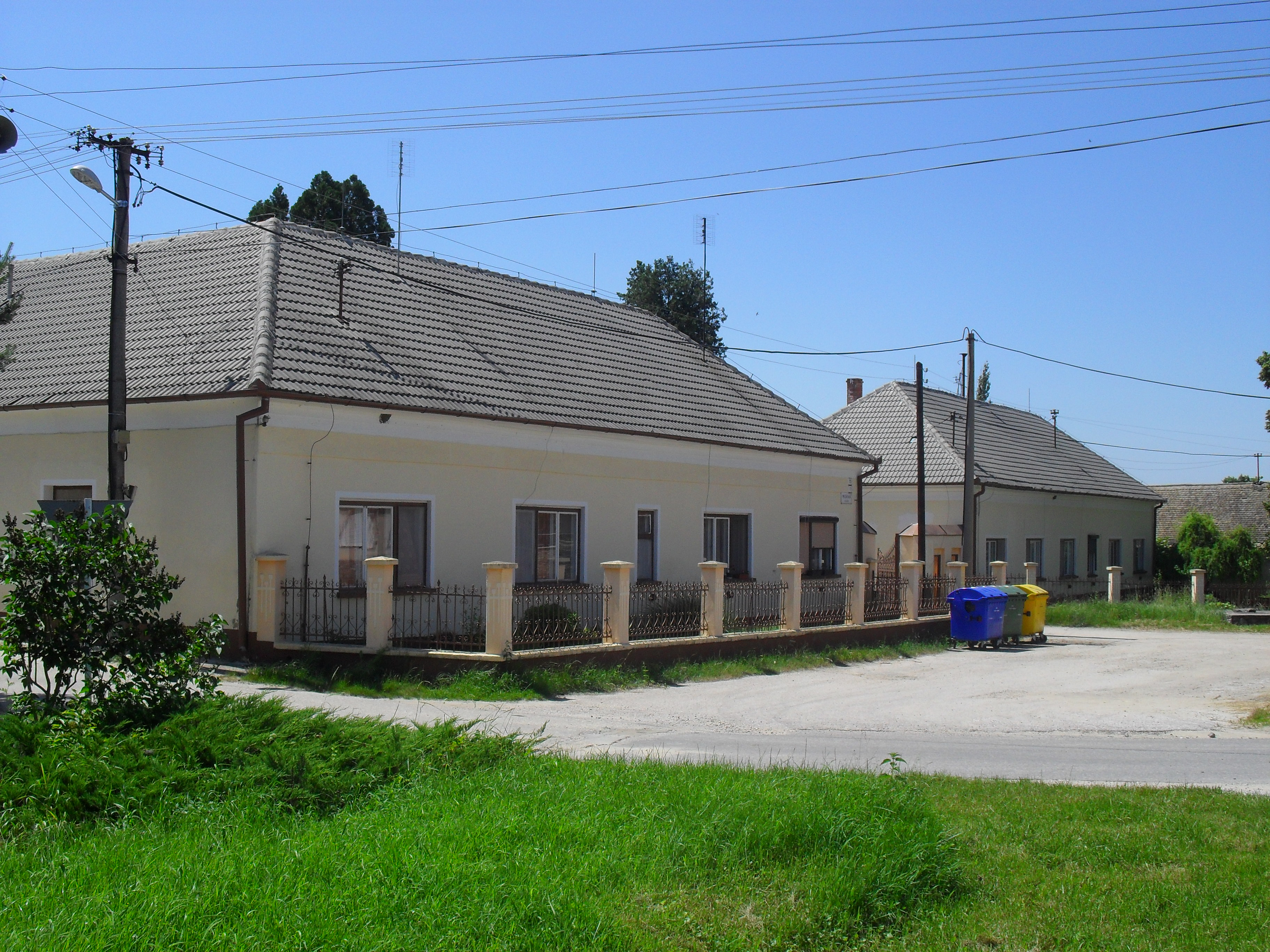
Béke utca
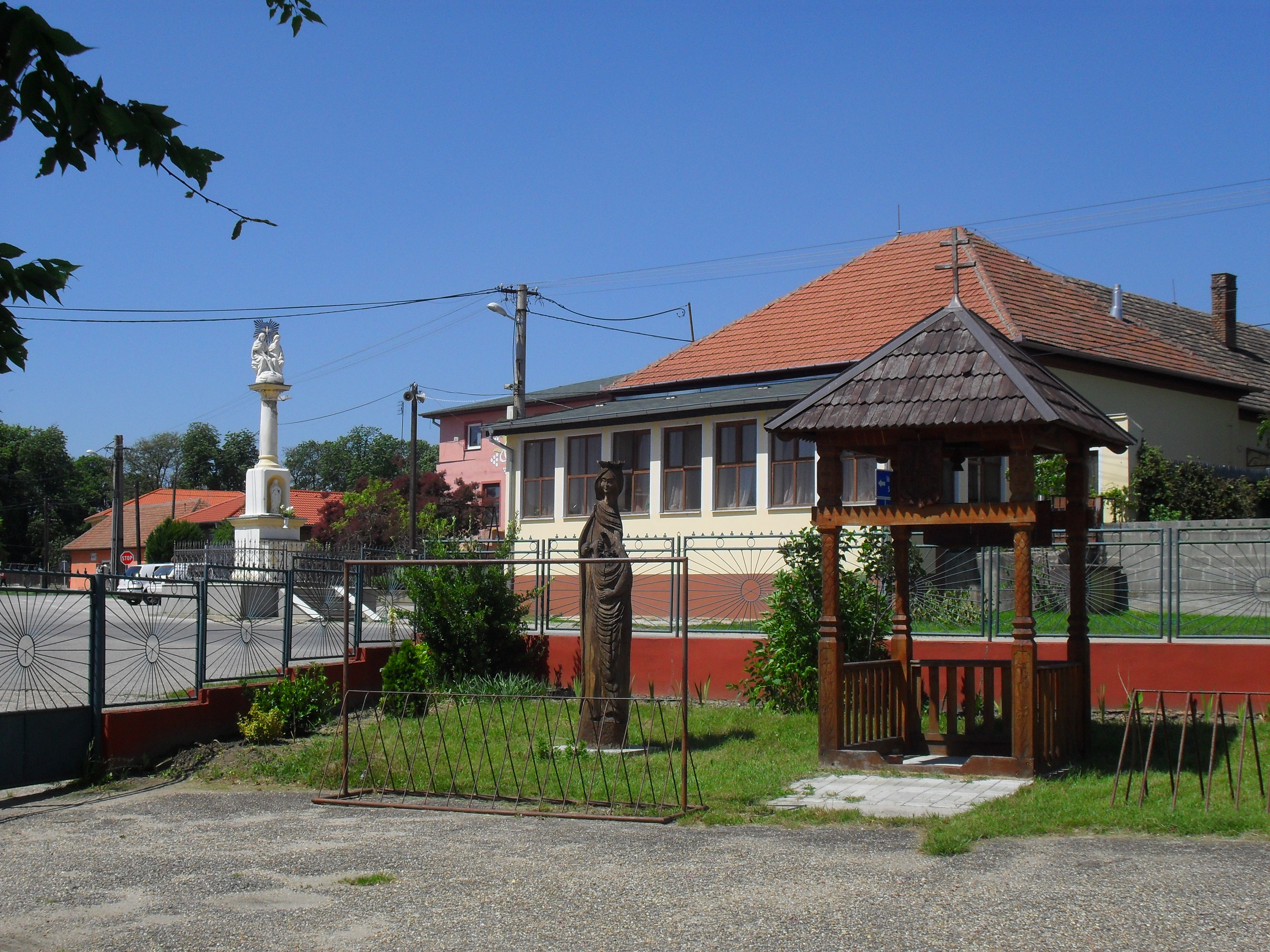
A katolikus templom udvarában
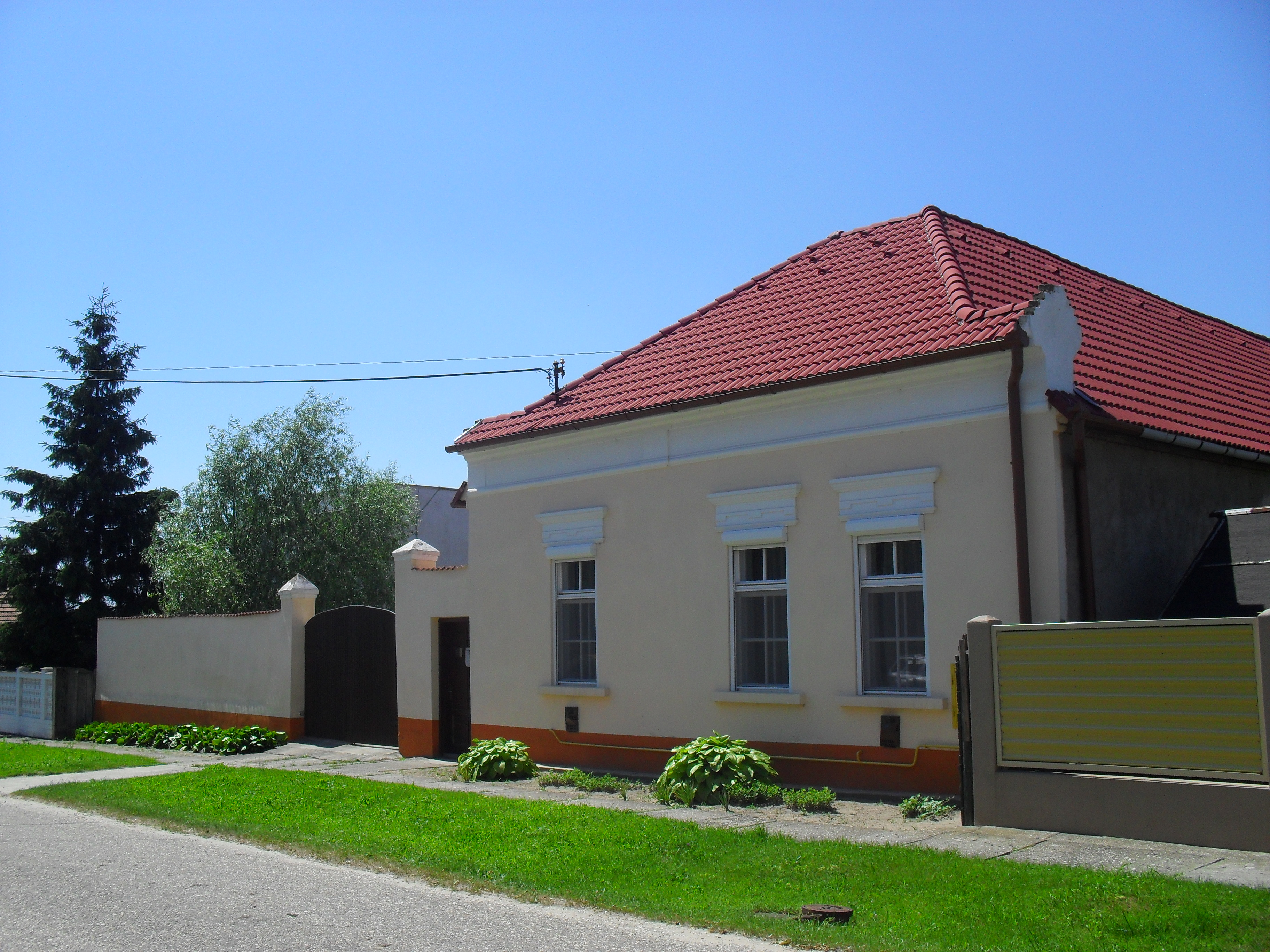
Református lelkészi hivatal
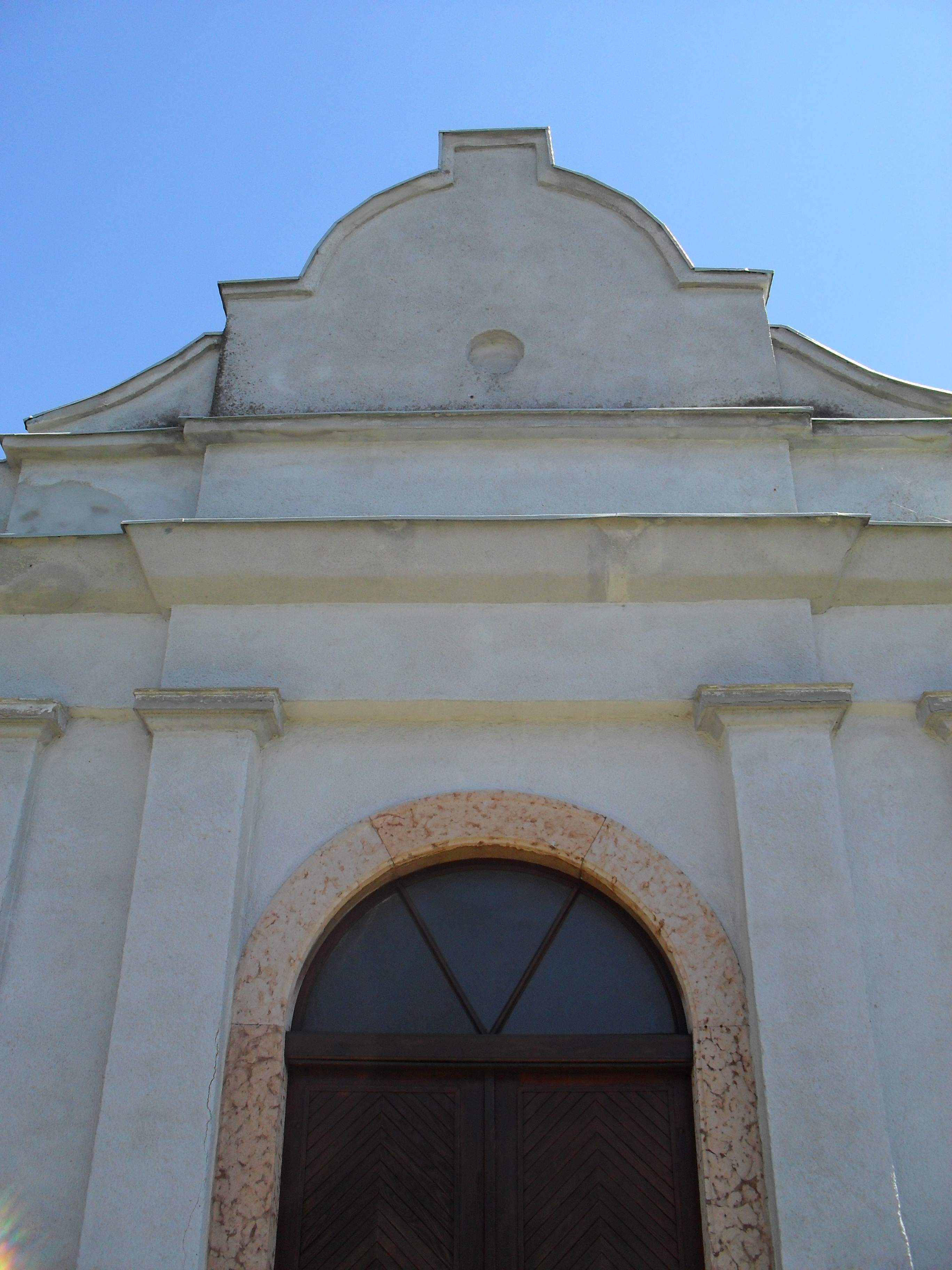
Református templom - részlet
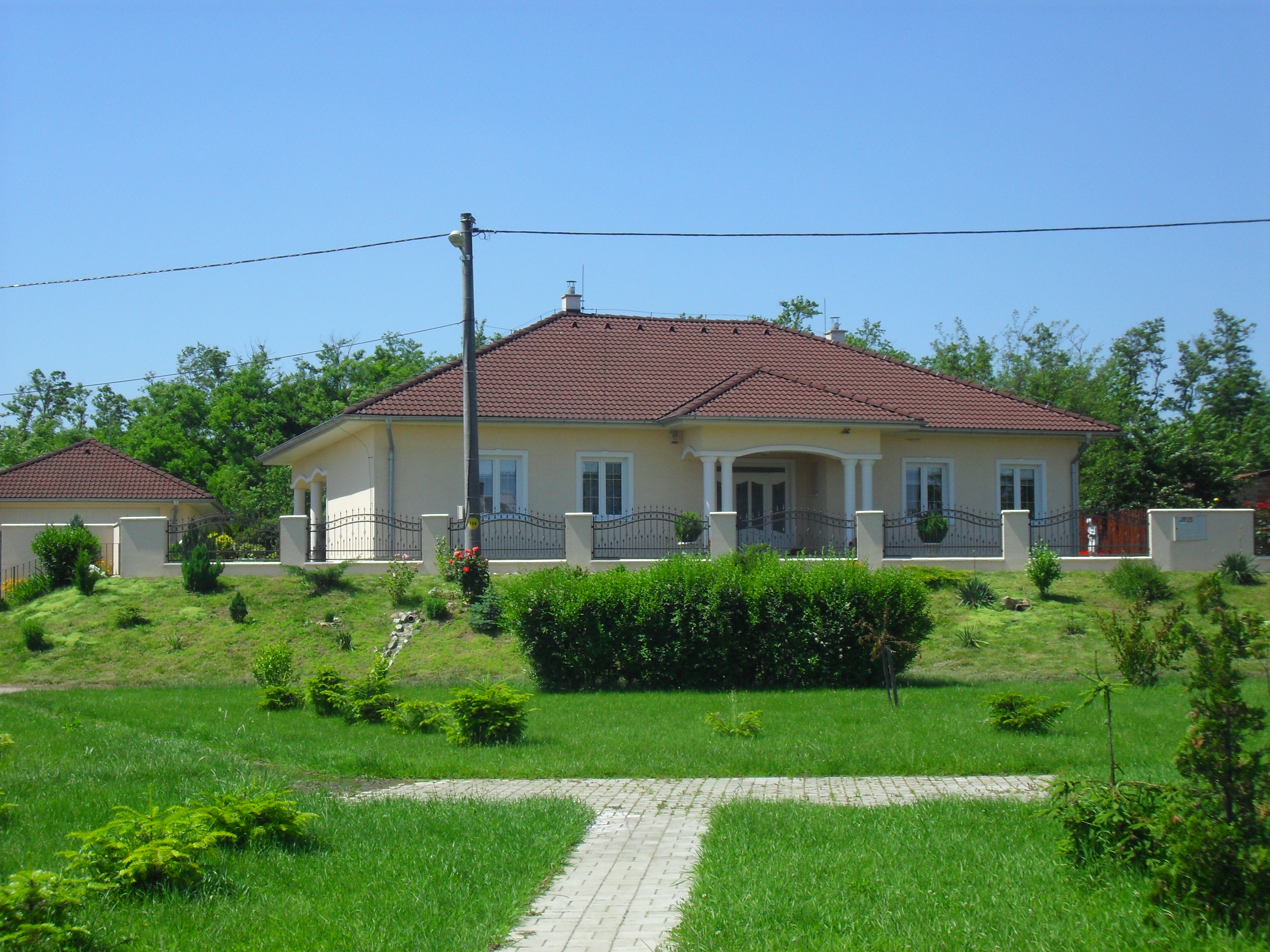
Kertalja utca
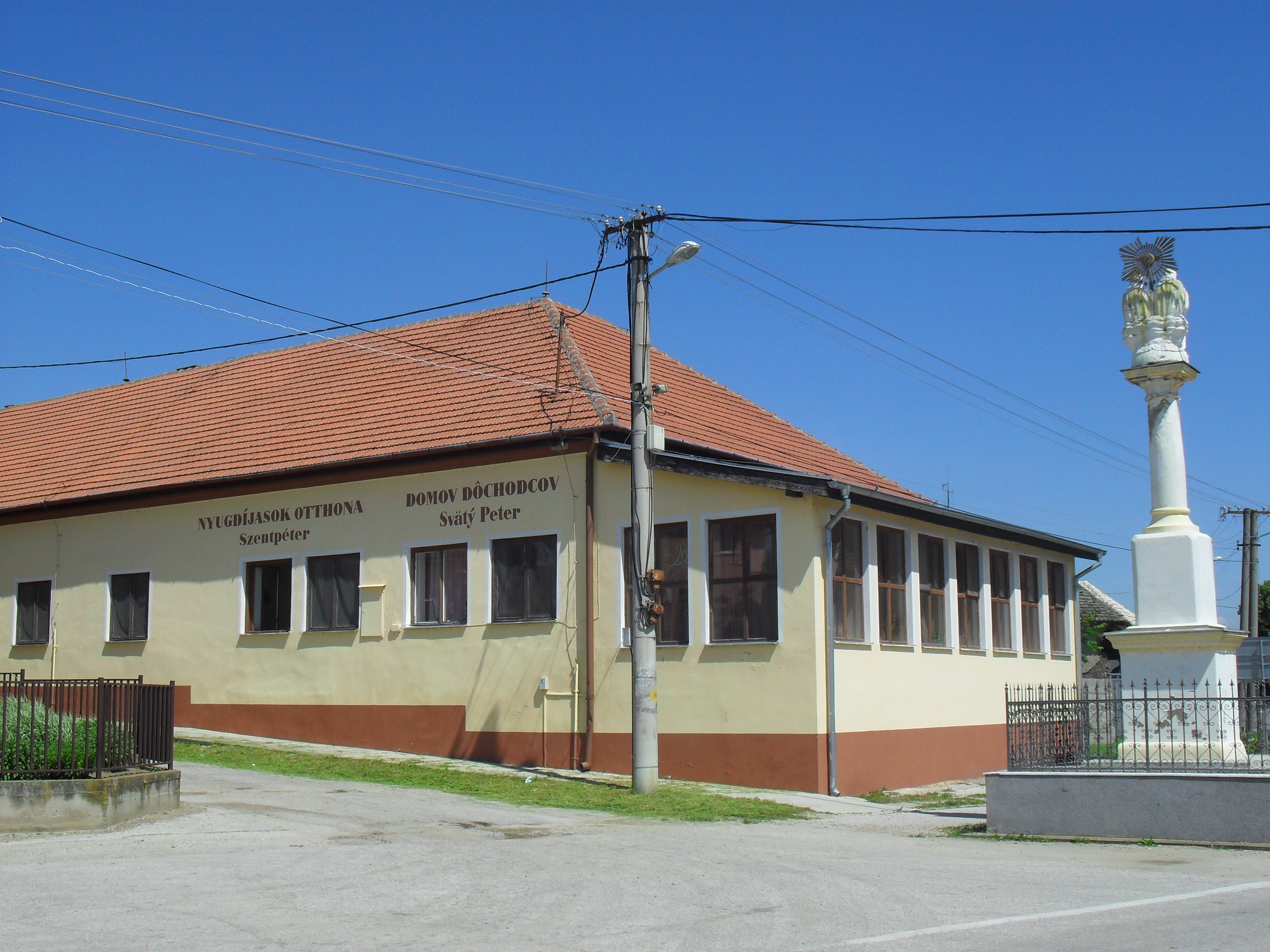
A régi iskola épülete (ma nyugdíjasotthon) és a Szentháromság-szobor
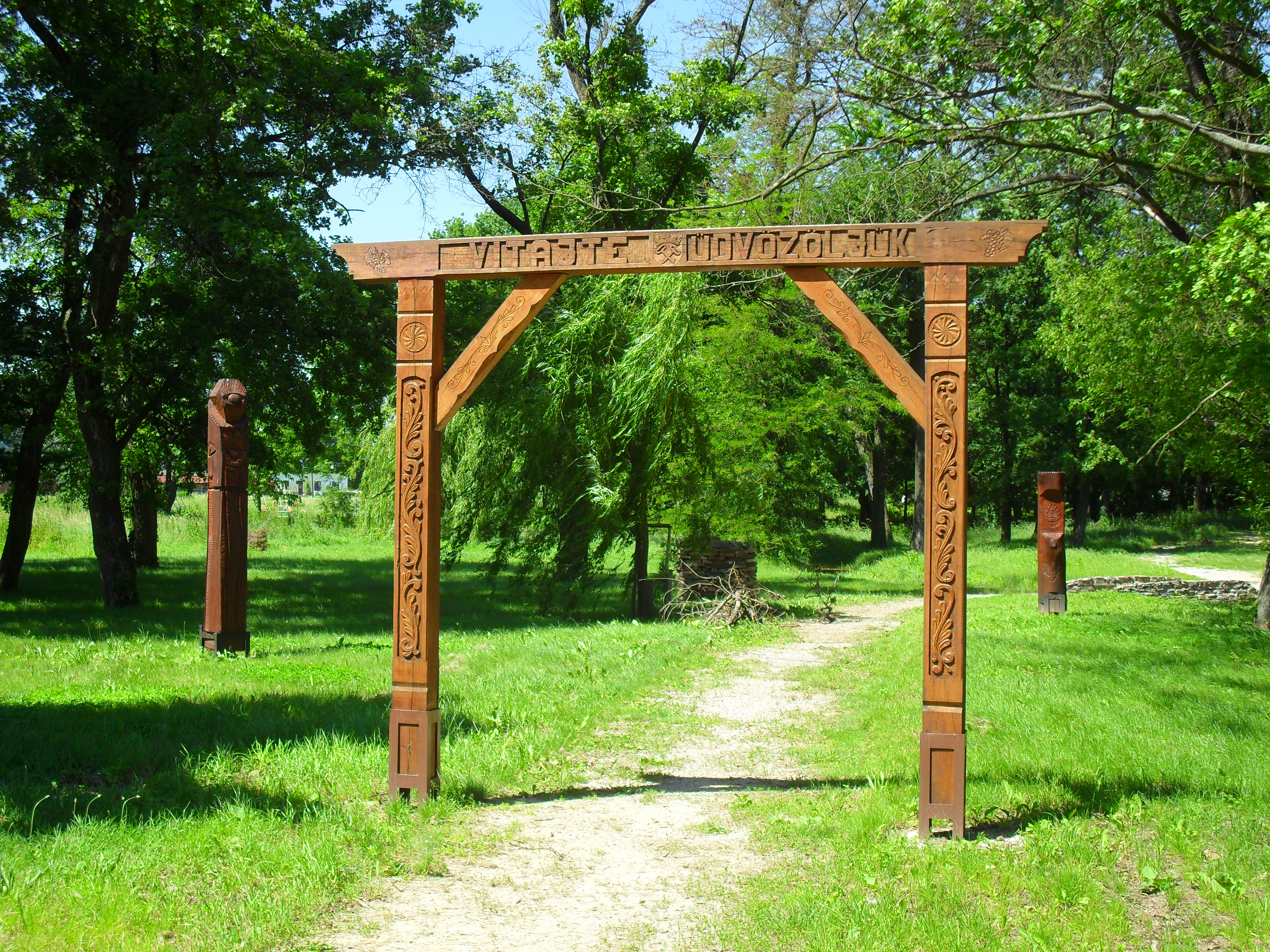
A park kapuja
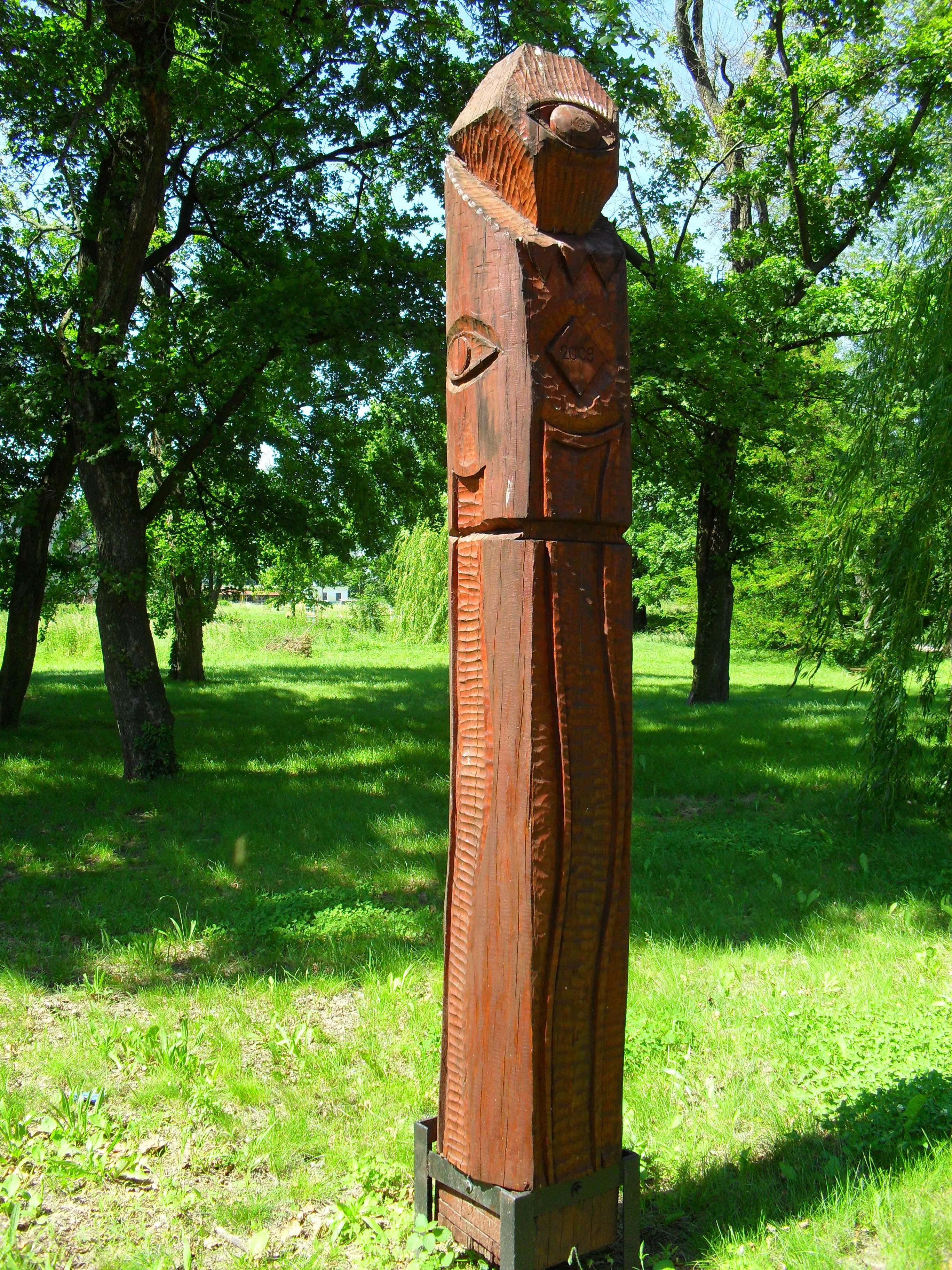
Faszobor a parkban
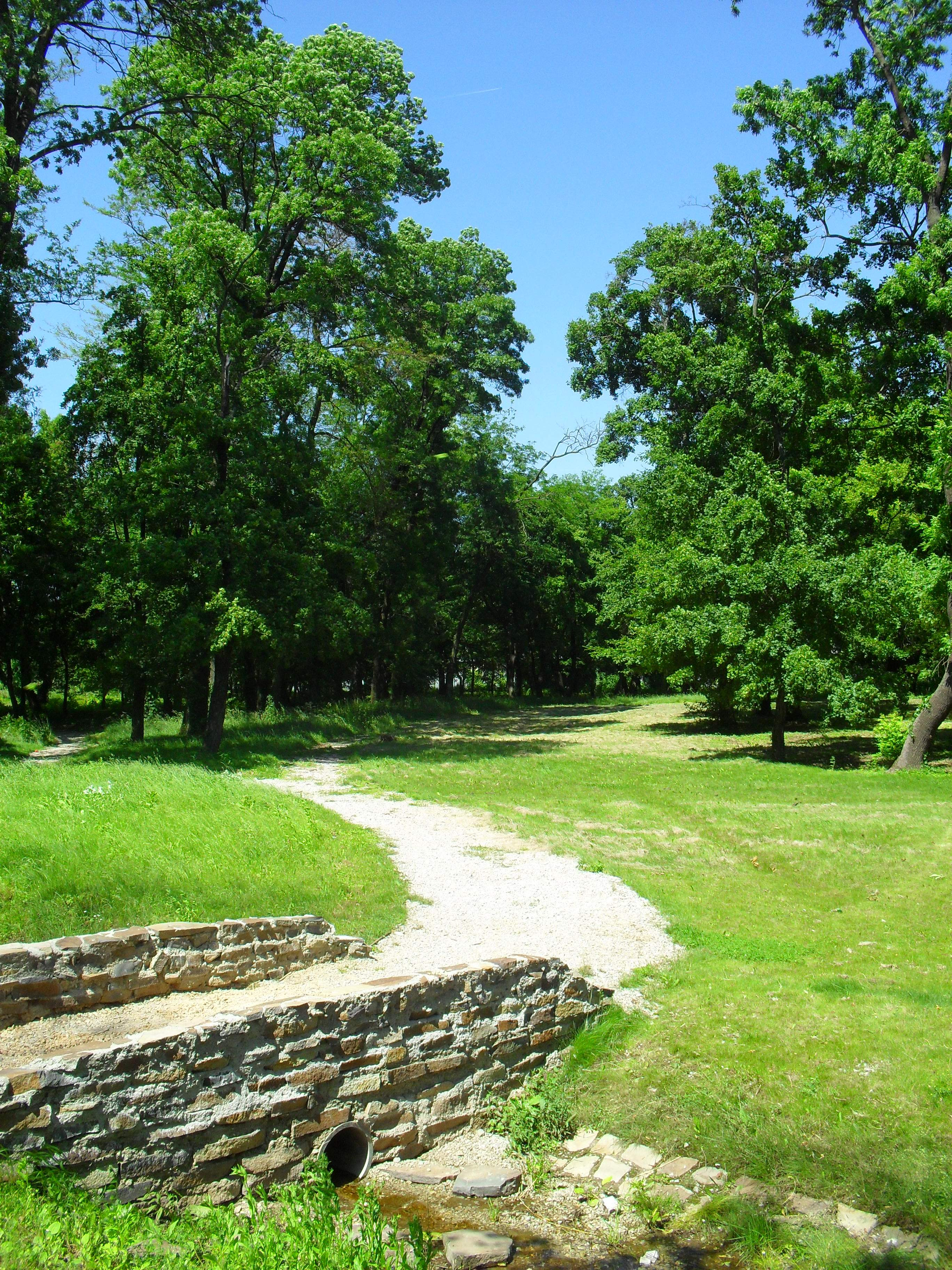
Kastélypark
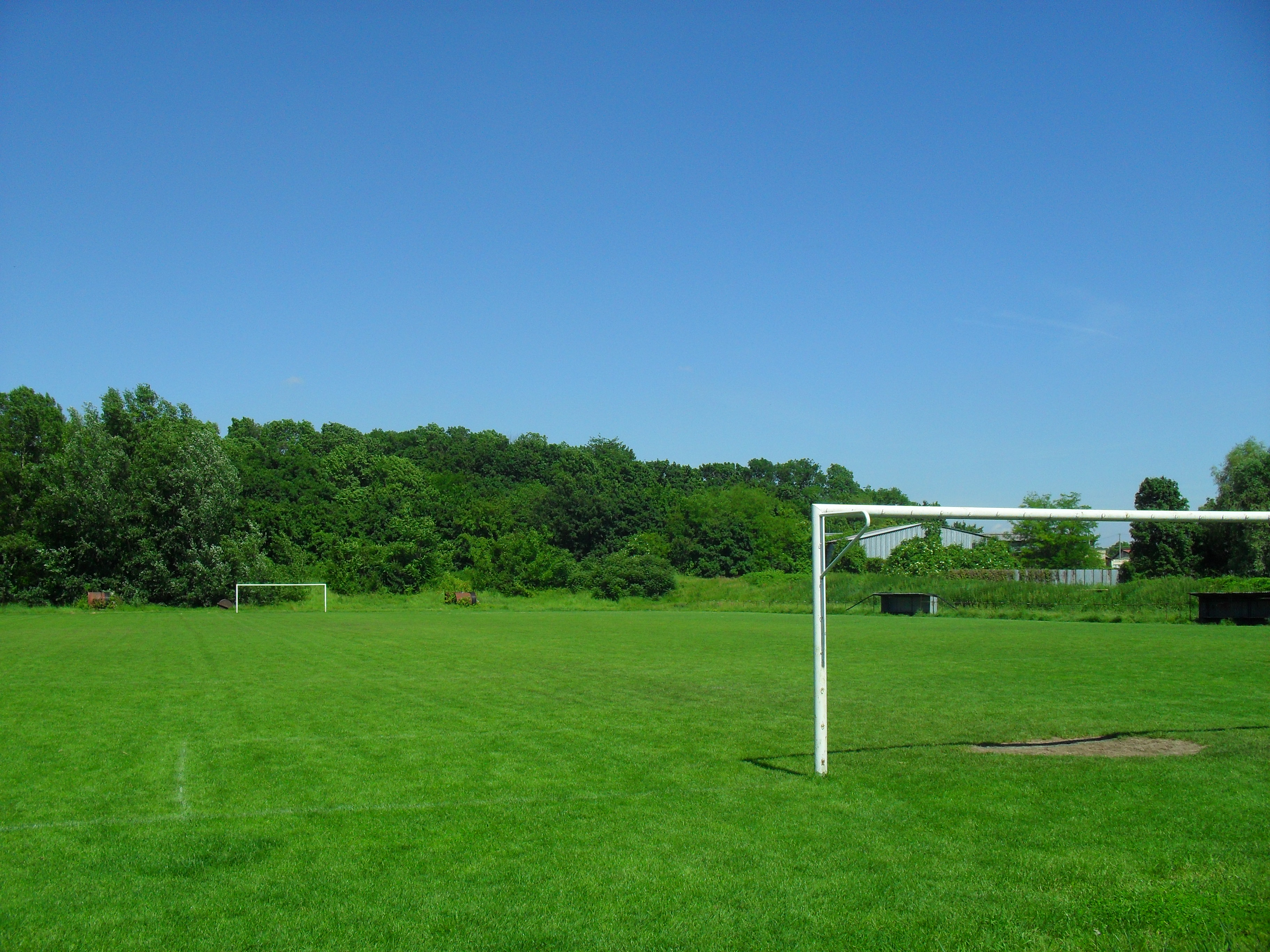
Futballpálya
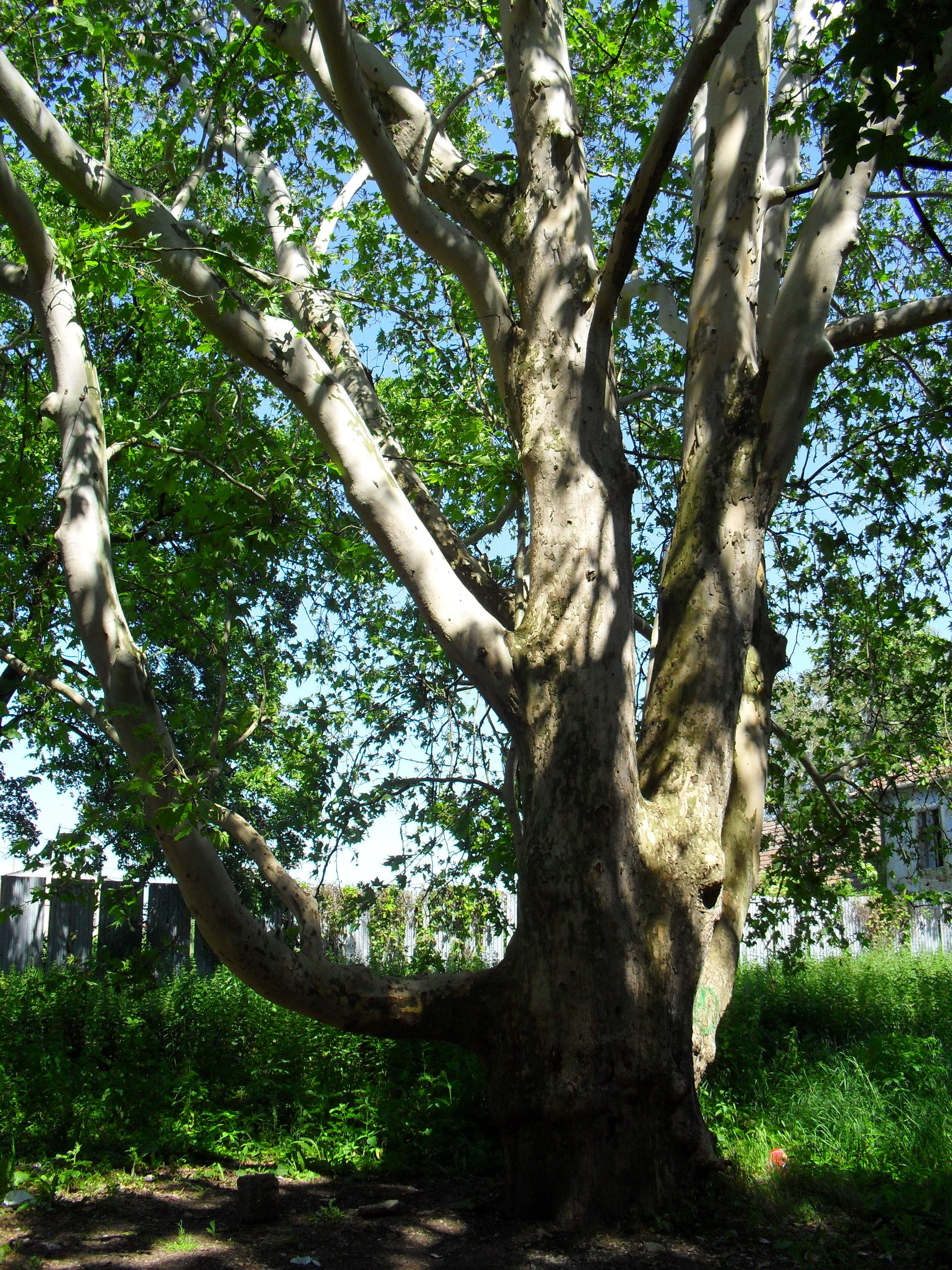
Platánfa a kastélyparkban
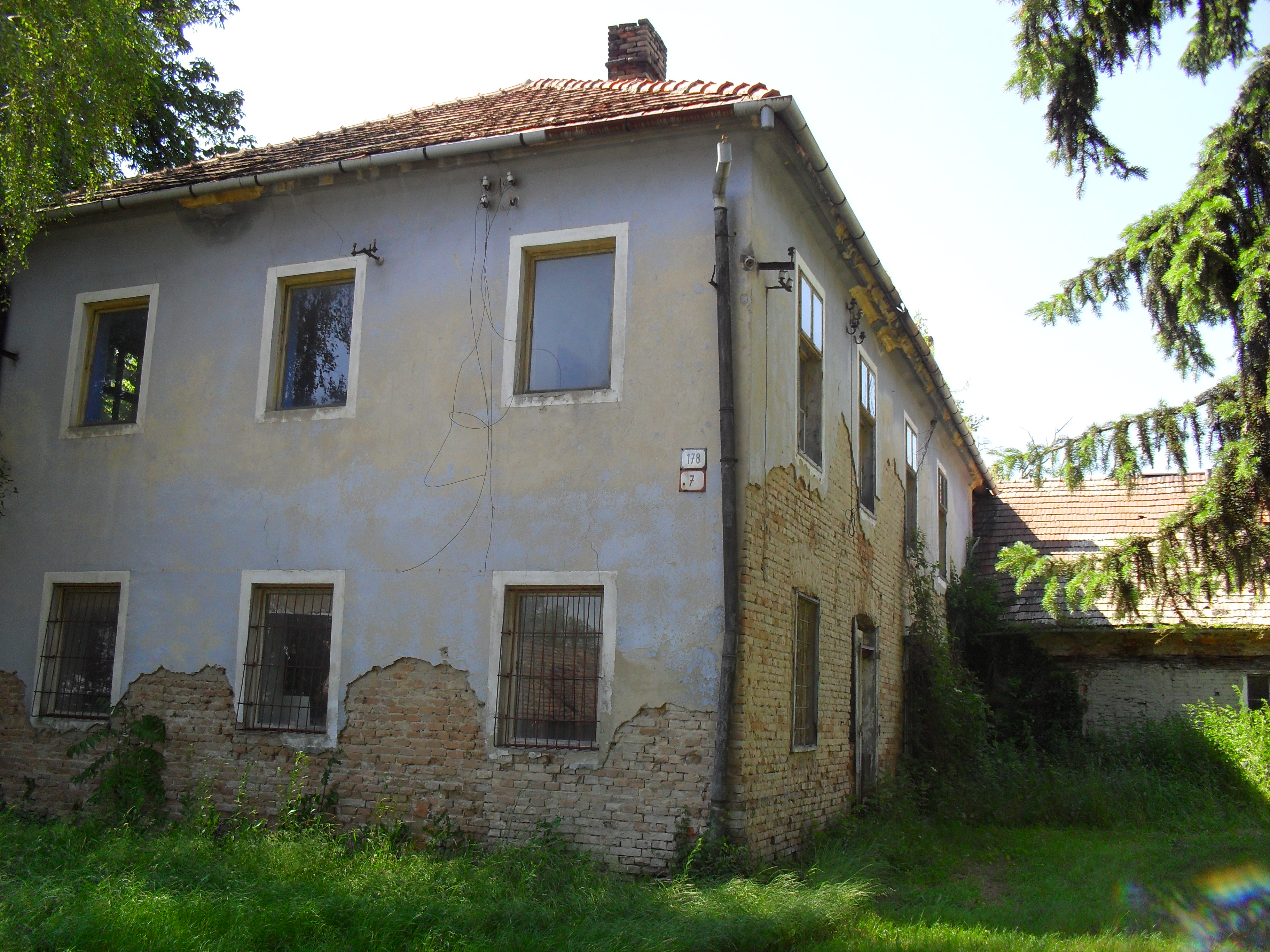
Zichy-kastély
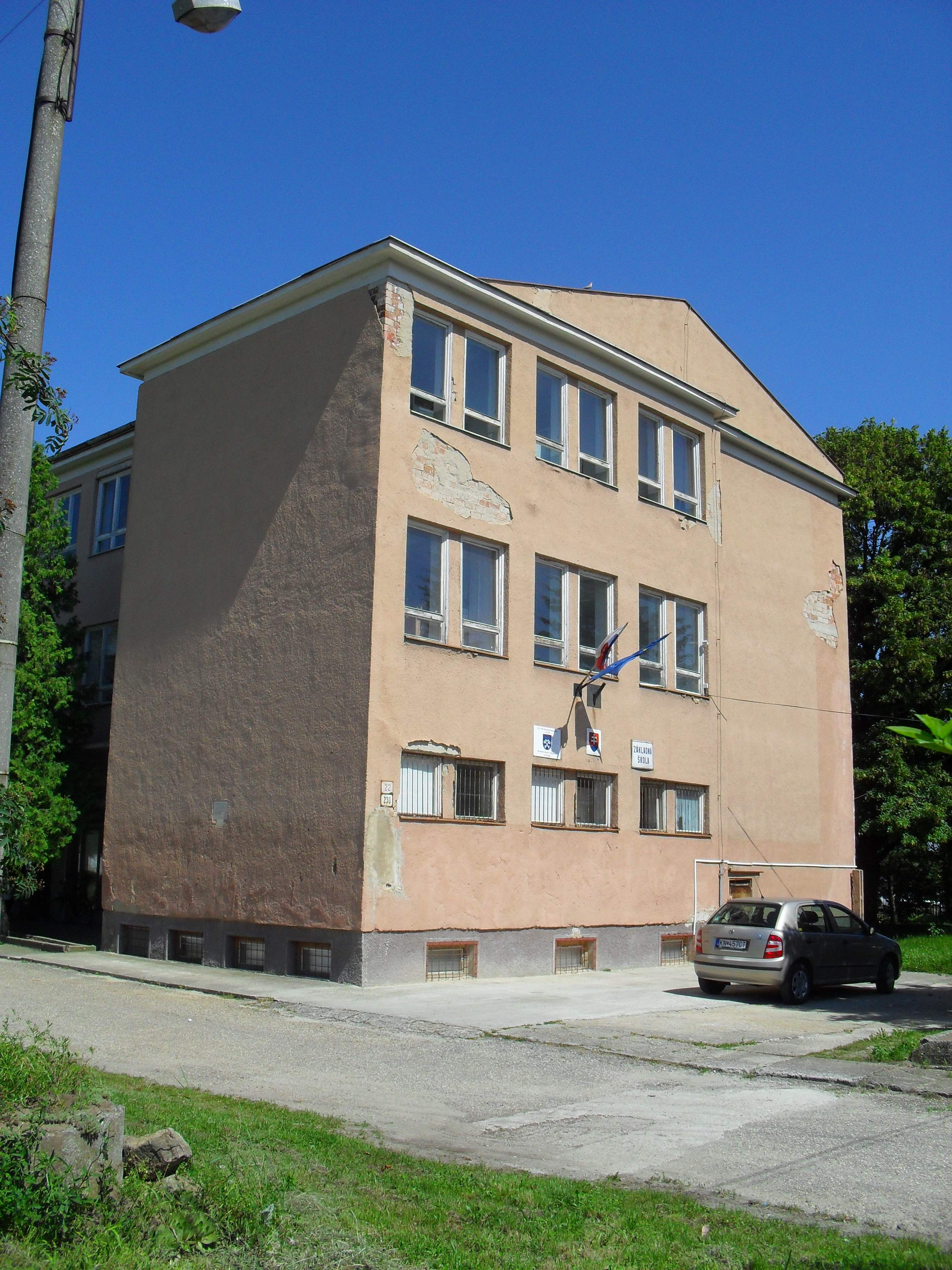
Kossányi József Alapiskola
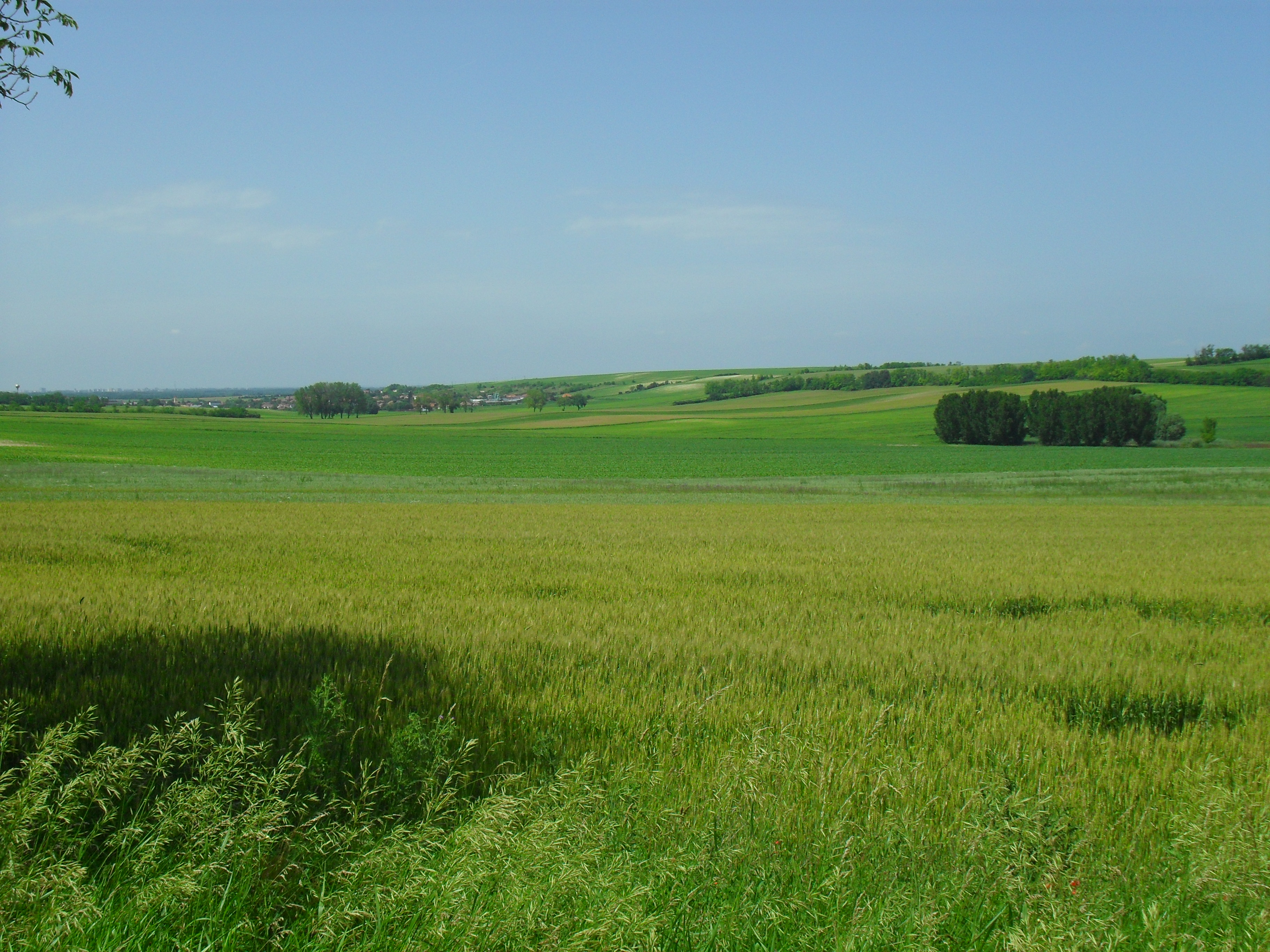
Tájkép a község határában